# État islamique (organisation)
Cet article concerne l'organisation djihadiste. Pour le régime politique, voir État islamique.
L'État islamique (EI ; en arabe : الدولة الإسلامية, ad-dawla al-islāmiyya), aussi appelé Daech (également orthographié Daesh), est une organisation terroriste politico-militaire, d'idéologie salafiste djihadiste ayant proclamé le 29 juin 2014 l'instauration d'un califat sur les territoires sous son contrôle. De l'été 2014 au printemps 2019, il forme un proto-État en Irak et en Syrie où il met en place un système totalitaire. Son essor est notamment lié aux déstabilisations géopolitiques causées par la guerre d'Irak et la guerre civile syrienne.
Sa création remonte à 2006, lorsqu'Al-Qaïda en Irak forme, avec cinq autres groupes djihadistes, le Conseil consultatif des moudjahidines en Irak. Le 13 octobre 2006, le Conseil consultatif proclame l'État islamique d'Irak (EII ; en arabe : دولة العراق الإسلامية, dawlat al-ʿirāq al-islāmiyya), lequel se considère à partir de cette date comme le gouvernement légitime de l’Irak.
En 2012, l'EII commence à s'étendre en Syrie et, le 9 avril 2013, il devient l'État islamique d'Irak et du Levant (EIIL ; en arabe : الدولة الاسلامية في العراق والشام, ad-dawla al-islāmiyya fi-l-ʿirāq wa-š-šām, littéralement « État islamique en Irak et dans le Cham »), souvent désigné par son acronyme anglais ISIS (Islamic State of Iraq and Sham) ou par son acronyme arabe داعش (Dāʿiš), prononcé [ˈdaːʕiʃ ] et transcrit «Daʿech» (en anglais Daʿesh), bien que cette dernière appellation soit rejetée par l'organisation.
Le 29 juin 2014, l'EIIL annonce le « rétablissement du califat » dans les territoires sous son contrôle, prend le nom d'« État islamique » et proclame son chef, Abou Bakr al-Baghdadi, « calife et successeur de Mahomet », sous le nom d'Ibrahim. Désormais rival d'Al-Qaïda, avec qui il est en conflit depuis janvier 2014, l'État islamique voit son influence s'étendre à plusieurs pays du monde musulman avec l'allégeance de nombreux groupes djihadistes ; les plus importants étant le Boko Haram au Nigeria, Ansar Bait al-Maqdis dans le Sinaï égyptien et le Majilis Choura Chabab al-Islam en Libye. Il apparaît également en Afghanistan où il tente de supplanter les talibans. À partir de 2015, l'EIIL mène des attentats jusqu'en Europe et en Amérique du Nord.
En Irak et en Syrie, la surface du territoire de l'EI atteint son maximum fin 2014 avec la prise de nombreuses villes comme Falloujah, Raqqa, Mossoul, Tikrit ou Ramadi. Début 2015, après une première défaite symbolique à Kobané, l'EI commence à perdre ses conquêtes sous la pression de ses nombreux adversaires : les armées de l'Irak, de la Syrie et de la Turquie, les rebelles syriens, les milices chiites parrainées par l'Iran, les groupes kurdes peshmergas du GRK et les YPG notamment. À partir d'août 2014, une coalition internationale de vingt-deux pays menée par les États-Unis procède à une campagne de frappes aériennes contre l'EI. La Russie intervient à son tour en Syrie en septembre 2015. Mossoul, la plus grande ville contrôlée par l'État islamique, est reprise par l'armée irakienne en juillet 2017, tandis que Raqqa, sa « capitale » syrienne, est prise par les Forces démocratiques syriennes en octobre de la même année. L'EI perd ses derniers territoires en Irak en décembre 2017 et en Syrie en mars 2019. Le chef de l'organisation, Abou Bakr al-Baghdadi, trouve la mort lors d'une opération menée par les forces spéciales américaines à Baricha, en Syrie, le 27 octobre 2019. En 2024, l'organisation continue de commettre de nombreux actes terroristes et la situation dans le désert syrien suscite des inquiétudes.
L'État islamique est classé comme organisation terroriste par de nombreux États et est accusé par les Nations unies, la Ligue arabe, les États-Unis et l'Union européenne d'être responsable de crimes de guerre, de crimes contre l'humanité, de nettoyage ethnique et de génocide, visant particulièrement les chiites et Yézidis. Il pratique également l'esclavage et la destruction de vestiges archéologiques millénaires dans les territoires qu'il contrôle.

## Histoire

### Origine et création (2006)
Lors des guerres successives d'Irak depuis les années 1980 et notamment l'invasion de 2003, les États-Unis et leurs alliés ont détruit l'ensemble des infrastructures du pays engendrant un chaos aussi bien matériel que culturel. De plus, les fausses accusations d'armes de destruction massive et les scandales liés à la torture dans les prisons, notamment le scandale d'Abou Ghraib minent la confiance du peuple irakien envers les occidentaux. Cela créé un profond sentiment anti-américain notamment chez les anciens cadres de l'armée irakienne qui fournissent la structure de base de l'armée de l'État islamique,,,.
Selon le quotidien britannique The Guardian, citant une source anonyme, c'est derrière les murs de la prison américaine de Camp Bucca située près du port d'Umm Qasr, perdue dans le désert irakien, que les futurs leaders de l'organisation ont ébauché leur réseau à partir de 2004, en inscrivant les coordonnées de leurs codétenus sur l'élastique de leurs boxers aux fins de reprise de contact à leur sortie de prison en 2009,,. Richard Barret, spécialiste du contre-terrorisme, analyse que l'enfermement favorisant la radicalisation, de hauts gradés baasistes de l’armée de Saddam Hussein se sont retrouvés aux côtés de terroristes chevronnés d’Al-Qaïda et les deux groupes, s’ils ont des méthodes différentes, se sont découvert une communauté d’intérêt et se sont échangé leurs compétences.
L' « État islamique d'Irak » est créé le 13 octobre 2006, par le Conseil consultatif des moudjahidines en Irak (une alliance de groupes armés djihadistes dont fait partie Al-Qaïda en Irak) et cinq autres groupes djihadistes irakiens, avec une trentaine de tribus sunnites représentant environ 70 % de la population de la province d'al-Anbar (ouest de l'Irak).
Progressivement, la branche irakienne d'Al-Qaïda est absorbée dans l'État islamique ; son chef, Abou Hamza al-Mouhajer, prête d'ailleurs serment d'allégeance à Abou Omar al-Baghdadi, émir de l'État islamique d'Irak. En 2007, Ayman al-Zaouahiri annonce qu'« Al-Qaïda en Irak n'existe plus ». Les combattants de ce mouvement ont rejoint pour la plupart l'État islamique d'Irak,.
Le 9 avril 2013, l'État islamique d'Irak prend le nom arabe de الدولة الاسلامية في العراق والشام, « ad-dawla al-islāmiyya fi-l-ʿirāq wa-š-šām »), dont un acronyme est داعش (transcrit Daʿech ou en anglais Daʿesh,,), littéralement « État islamique en Irak et al-Sham » (EIIS),, plus souvent traduit par « État islamique en Irak et au Levant » (EIIL) et parfois désigné par l'acronyme anglais ISIS (Islamic State of Iraq and Syria),.

### Rupture avec Al-Qaïda en 2013 et 2014
Les relations entre l'État islamique et Al-Qaïda, dirigé depuis la mort d'Oussama ben Laden par Ayman al-Zawahiri, ont évolué depuis la création de l'organisation en 2006. Initialement liés, les deux mouvements sont devenus rivaux.
Le 9 avril 2013, Abou Bakr al-Baghdadi déclare que le Front al-Nosra est une branche de l'État islamique d'Irak en Syrie et annonce la fusion de l'EII et du Front al-Nosra pour former l'État islamique en Irak et au Levant (EIIL). Cependant, le chef d'al-Nosra, Abou Mohammad al-Joulani, bien qu'il reconnaisse avoir combattu en Irak sous les ordres d'al-Baghdadi puis avoir bénéficié de son aide en Syrie, ne répond pas favorablement à l'appel de celui-ci et renouvelle son allégeance à Ayman al-Zawahiri, émir d'Al-Qaïda.
En juin 2013 et en novembre 2013, Ayman al-Zawahiri demande à l'EIIL de renoncer à ses prétentions sur la Syrie, estimant qu'Abou Bakr al-Baghdadi « a fait une erreur en établissant l'EIIL » sans lui en avoir demandé la permission ni même l'avoir informé. Il annonce que « l'État islamique en Irak et en Syrie va être supprimé, alors que l'État islamique en Irak reste opérationnel ». Pour al-Zawahiri, le Front al-Nosra demeure la seule branche d'Al-Qaïda en Syrie.
À son tour, al-Baghdadi rejette les déclarations d'al-Zawahiri. En réalité, l'EIIL se considère comme un État indépendant et ne souhaite prêter aucune allégeance à Al-Qaïda, ni à aucune autre structure.
D'autres divergences opposent Al-Qaïda et l'EIIL : les premiers considèrent que le djihad doit être mené prioritairement contre les États-Unis, Israël, les pays occidentaux et leurs alliés régionaux, alors que de son côté, depuis le départ des Américains d'Irak, l'EIIL considère que l'ennemi principal est désormais l'Iran et les chiites.
En 2014, Al-Qaïda et l'EIIL entrent en conflit direct. Le 6 janvier, les rebelles syriens se révoltent contre l'EIIL, et le Front al-Nosra, la branche syrienne d'Al-Qaïda, prend part à l'offensive, principalement à Raqqa. Abou Mohammed al-Joulani, le chef d'al-Nosra, estime que l'EIIL a une forte responsabilité dans le déclenchement du conflit mais appelle à un cessez-le-feu. Cependant, le 11 ou le 12 janvier, à Raqqa, l'EIIL exécute 99 prisonniers membres du Front al-Nosra et d'Ahrar al-Sham selon l'OSDH,.
Le 2 février 2014, Al-Qaïda publie un communiqué dans lequel il condamne les actions de l'EIIL et confirme que ce mouvement « n'est pas une branche d'Al-Qaïda, n'a aucun lien organisationnel » avec eux et qu'il « n'est pas responsable de ses actions ».
Le 4 avril 2014, Ayman al-Zaouahiri appelle à un « arbitrage indépendant en vertu de la loi islamique » afin de mettre fin aux combats qui opposent en Syrie l'État islamique en Irak au Levant et le Front al-Nosra. Selon Romain Caillet, chercheur à l'Institut français du Proche-Orient et spécialiste de la mouvance salafiste, le projet soutenu par al-Zaouahiri aurait pour conséquence de former une seule instance juridique, placée au-dessus de toutes les autres. L'autorité de l'EIIL, sur les territoires qu'il contrôle, serait alors dissoute. C'est la principale raison pour laquelle l'EIIL, qui se voit comme un véritable État, refuse cette solution et préfère celle dite des « tribunaux conjoints », où le jury serait composé pour moitié de membres de l'EIIL et pour l'autre de la brigade plaignante.
Le 2 mai 2014, Ayman al-Zaouahiri donne l'ordre au Front al-Nosra de cesser de combattre d'autres groupes djihadistes et de « se consacrer au combat contre les ennemis de l'islam, en l'occurrence les baasistes, les chiites et leurs alliés ». Il appelle également Abou Bakr al-Baghdadi, le chef de l'EIIL, à se concentrer sur l'Irak. Ces instructions ne sont pas suivies : à cette même période, la bataille d'Al-Busayrah s'engage entre Al-Nosra et l'EIIL, près de Deir ez-Zor.
Le 12 mai, Abou Mohammed al-Adnani, chef de l'EIIL en Syrie, qualifie les messages de Ayman al-Zaouahiri de « déraisonnables, irréalistes et illégitimes ». Il déclare à ce dernier dans un enregistrement : « Vous avez provoqué la tristesse des moudjahidines et l'exultation de leur ennemi en soutenant le traître (Abou Mohammad al-Joulani, chef d'al-Nosra). Le cheikh Oussama (c'est-à-dire : Oussama ben Laden, ancien chef d'Al-Qaïda) avait rassemblé tous les moudjahidines avec une seule parole, mais vous les avez divisés et déchirés. […] Vous êtes à l'origine de la querelle, vous devez y mettre fin ».

### Proclamation d'un califat (2014)

Carte des territoires contrôlés par l'organisation en mai 2015.

Le 29 juin 2014, premier jour du ramadan, l'État islamique en Irak et au Levant annonce l'établissement d'un califat sur les territoires syriens et irakiens qu'il contrôle. L'émir Abou Bakr al-Baghdadi est proclamé calife sous le nom d'Ibrahim et l'organisation prend le nom d'État islamique (EI). L'EI se revendique comme le successeur des précédents califats, le dernier calife, Abdülmecid II, ayant été déposé en 1924 lorsque la Grande assemblée nationale de Turquie abolit le califat. Abou Mohammed al-Adnani, porte-parole de l'EI, déclare qu'il est du « devoir » de tous les musulmans du monde de prêter allégeance au nouveau calife Ibrahim : « Musulmans (…) rejetez la démocratie, la laïcité, le nationalisme et les autres ordures de l'Occident. Revenez à votre religion ».
Selon Charles Lister, chercheur associé au Brookings Doha Centre : « D'un point de vue géographique, l'État islamique est déjà parfaitement opérationnel en Irak et en Syrie. Il est en outre présent — mais caché — dans le sud de la Turquie, semble avoir établi une présence au Liban, et a des partisans en Jordanie, à Gaza, dans le Sinaï, en Indonésie, en Arabie saoudite et ailleurs ». Pour Shashank Joshi, du Royal United Services Institute à Londres, la proclamation du califat « ne change rien matériellement », mais « ce qui change réellement c'est (…) l'ambition » de l'État islamique, qui montre sa confiance dans sa force et défie Al-Qaïda.
Par cette proclamation l'EI tient à montrer sa puissance et menace le pouvoir d'Al-Qaïda sur les mouvements armés djihadistes salafistes. Pour Charles Lister : « Tous les groupes liés à Al-Qaïda et les mouvements djihadistes indépendants vont devoir décider s'ils soutiennent l'État islamique ou s'ils s'opposent à lui ». Dans un communiqué, l'EI ordonne à Al-Qaïda et aux groupes armés islamistes de se soumettre à son autorité. Plus généralement, l'EI déclare qu'Abou Bakr al-Baghdadi est devenu le « chef des musulmans partout » dans le monde.
Selon Henry Laurens, historien du monde arabe au Collège de France, ce califat est de l'ordre de l’« invention de la tradition » au sens où il « est aussi imaginaire que la façon dont Hollywood représente le Moyen Âge […] on est en plein imaginaire de seconde zone […] puisque ça n'a rien à voir avec la réalité historique du califat ».

### Coalition contre l'État islamique en Irak et en Syrie (2014-2019)

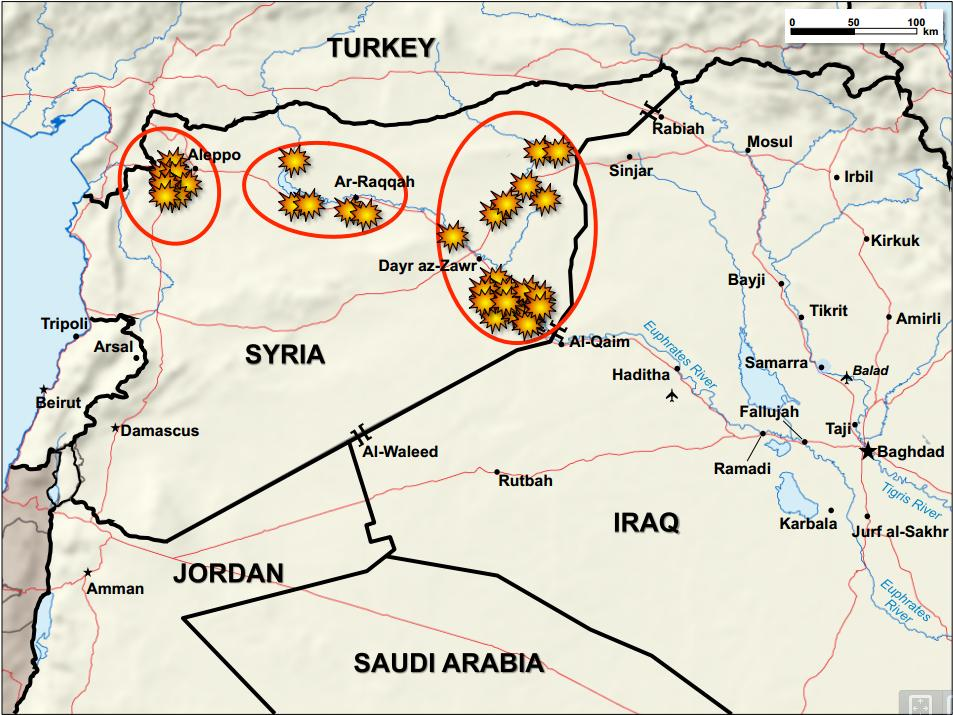
Frappes aériennes américaines et alliées le 24 septembre 2014 dans le Nord de la Syrie.

Le 8 août 2014, les États-Unis interviennent à nouveau en Irak en engageant leurs forces aériennes contre l'EI dans le Kurdistan irakien. À partir de septembre, la France, le Royaume-Uni, le Canada, l'Australie, les Pays-Bas, le Danemark, la Belgique, le Maroc et l'Italie engagent leurs aviations et des forces spéciales en Irak.
La nuit du 22 au 23 septembre, soit quelques semaines après les premières frappes en Irak, les forces aériennes américaines, de l'Arabie saoudite, de la Jordanie des Émirats arabes unis, du Qatar et de Bahreïn commencent en urgence une campagne de bombardements contre l'État islamique en Syrie.
Par la suite, la Russie a dit vouloir monter une coalition contre Daech. Toutefois les États parties prenantes ont des intérêts divergents, notamment sur des points politiques tels que le départ de Bachar al-Assad.
À la suite des attentats de Paris du 13 novembre 2015 mais aussi de Beyrouth et d'autres, le Conseil de sécurité de l'ONU adopte à l'unanimité le 20 novembre une résolution proposée par la France dans laquelle il appelle tous les États qui le peuvent à lutter contre Daech (EIIL).
Par cette résolution, le Conseil demande aux « États qui ont la capacité de le faire » de mettre un terme aux actes de terrorisme commis par Daech, le Front al-Nosra et Al-Qaïda et d'éliminer le sanctuaire qu'ils ont créé ». Il invite les États à « intensifier leurs efforts pour endiguer le flux de combattants terroristes étrangers qui se rendent en Irak et en Syrie et empêcher et éliminer le financement du terrorisme ».
Le 27 octobre 2019, les Américains annoncent la mort du chef de l'État islamique, Abou Bakr al-Baghdadi, à la suite du raid de Baricha, dans le nord-ouest de la Syrie.

### Menace dormante de Daech (à partir de 2019)
Malgré son affaiblissement considérable en raison des opérations militaires de la coalition, la menace de Daech reste présente, principalement en Syrie. Les camps de prisonniers et de réfugiés restent un lieu potentiel de radicalisation,. Des cellules dormantes commettent des attaques régulières, sans parvenir à contrôler durablement des territoires. La chute du régime Assad fait évoluer la situation politique et militaire syrienne, avec un risque potentiellement accru de réémergence de Daech.

## Évolution territoriale à partir de 2014

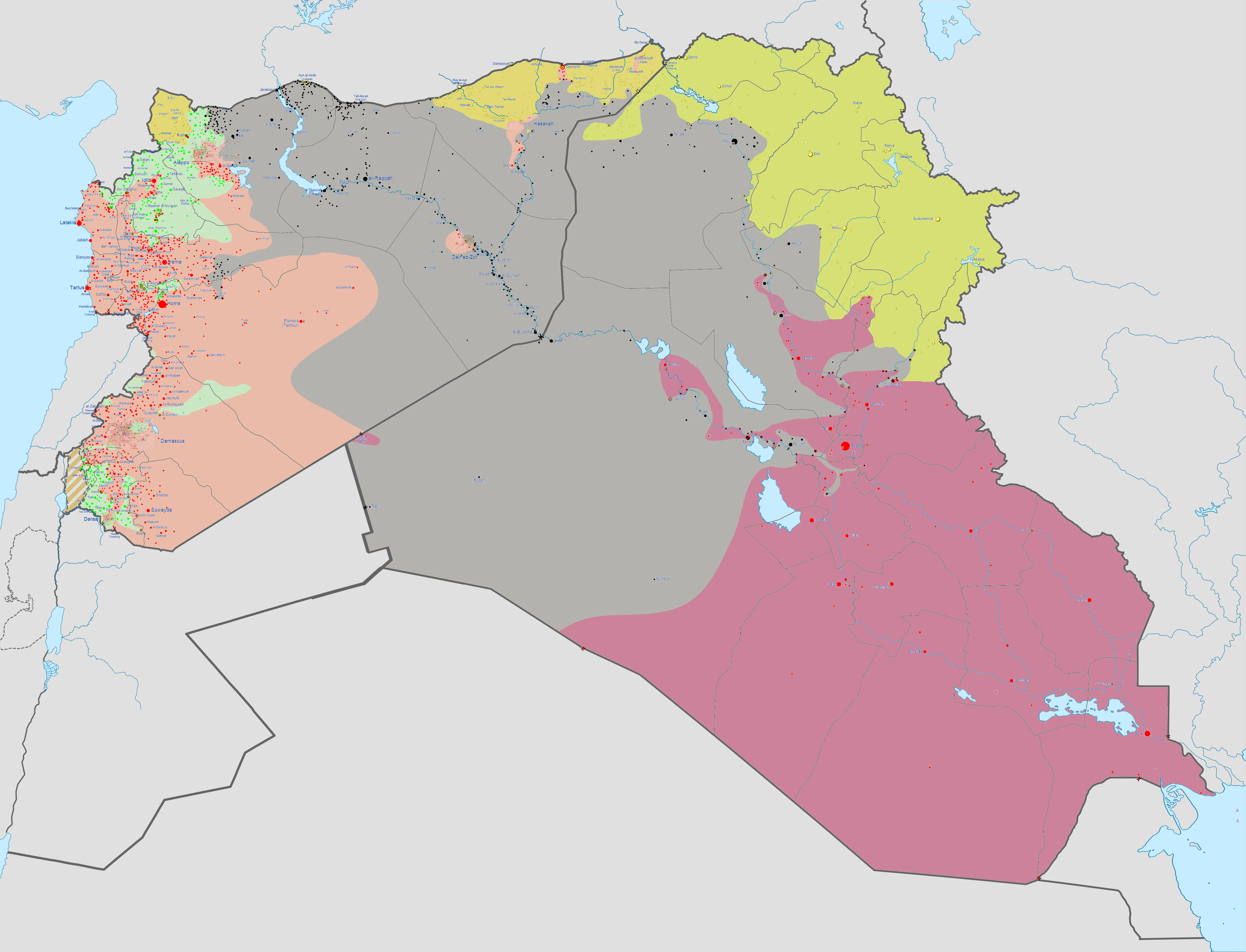
Carte des guerres en Irak et en Syrie, au moment de l'apogée de l'organisation en octobre 2014.
Territoire contrôlé par l'État islamique
Territoire contrôlé par le gouvernement irakien
Territoire contrôlé par le gouvernement syrien
Territoire contrôlé par les rebelles syriens, y compris le Front al-Nosra
Territoire contrôlé par les YPG, kurdes syriens
Territoire contrôlé par les Peshmergas kurdes irakiens

Dès 2014, l'État islamique (EI ou Daech) appelle tous les autres mouvements djihadistes à lui prêter allégeance. L'EIIL fait aussi de la grande ville de Mossoul, à l'est de l'Irak, une sorte de capitale religieuse et intellectuelle[réf. nécessaire] alors que la ville de Raqqa (chef-lieu de province dans le centre de la Syrie) devient sa capitale politique et militaire implantée au sein des territoires syriens nouvellement conquis.
Selon le géographe Patrick Poncet, il ne convient de représenter la cartographie de Daech « ni comme une grande zone uniforme entre Syrie et Irak, ni par un territoire formé de provinces ». Cet espace ressemble davantage à la représentation qu'en fait le journal Le Monde : un « écheveau ténu de traits réunissant un petit nombre de bourgades aux confins de la Syrie et de l’Irak », comme un « rhizome, c'est-à-dire le tout début de la territorialisation d’un réseau, car c'est bien là qu'est l’enjeu spatial de ce qui se joue dans cette zone de la planète : le réseau des terroristes du Moyen-Orient peut-il muter et se transformer en un territoire ? ».
Pour contrer les offensives kurdes et les bombardements occidentaux, les djihadistes de l'État islamique se redéploient périodiquement. Ils laissent la gestion administrative et policière des villes et villages conquis à des personnalités locales sunnites et à des administrateurs civils formés et compétents. Les militaires djihadistes nomadisent aux frontières d'un territoire conquis étendu à son maximum à la taille du Royaume-Uni (soit environ 40 % de l'Irak, pour 170 000 km2, et 33 % de la Syrie, pour 60 000 km2). Leurs camps d'entraînement se déplacent sans cesse. Ils ont aussi évacué et éparpillé les dépôts d'armes de certaines de leurs bases militaires, notamment de la province d'Idlib (nord-ouest de la Syrie), selon l'OSDH. Se déplaçant par petits groupes d'un front vers un autre, selon les besoins, les combattants sont ainsi difficiles à repérer et à cibler.
L'État islamique cesse son expansion en Irak et en Syrie pour connaître une phase de recul à partir de l'année 2015. Selon le groupe analytique Conflict Monitor de l'organisation d'expertise internationale IHS Markit, de janvier 2015 à mars 2016, l'EI perd 22 % de son territoire dans ces deux pays. Dans une étude publiée le 19 janvier 2017, l'IHS Conflict Monitor estime qu'en deux ans, l'État islamique a perdu un tiers de son territoire passant d'environ 91 000 km2 à 60 000 km2.
Au mois de septembre 2017, selon le géographe Fabrice Balanche, l'EI ne contrôlerait plus que 15 % du territoire syrien, soit trois fois moins que les zones gouvernementales (50 %) et moins également que les FDS arabo-kurdes (23 %). L'EI ne contrôlerait également plus que 10 % du territoire irakien après la perte de la deuxième ville du pays, Mossoul. À la fin de l'été 2017, l'emprise de l'organisation djihadiste ne se limiterait essentiellement plus qu'aux zones désertiques situées à la frontière irako-syrienne (gouvernorat syrien de Deir ez-Zor et province irakienne d'Al-Anbar), ainsi que quelques poches disparates : Raqqa (40 % de la ville), la Badiya (zone ouest du désert syrien), la région de Tasil et des faubourgs au sud de Damas en Syrie ; Hawija en Irak. Le mardi 17 octobre 2017, Raqqa, l'ancienne capitale proclamée de l'organisation est reprise par les forces démocratiques syriennes (arabo-kurdes) ne laissant plus à Daech que quelques poches à Deir ez-Zor ou Boukamal. Deir ez-Zor est entièrement reconquise par l'armée syrienne, appuyée par l'aviation russe, le 2 novembre.
Le 15 novembre 2017, dans un communiqué publié après une réunion en Jordanie, Brett McGurk, l’envoyé spécial américain auprès de la coalition internationale, estimait que l'EI avait perdu 95 % des territoires qu’il contrôlait en Irak et en Syrie depuis la constitution de cette coalition en 2014, ajoutant que plus de 7,5 millions de personnes avaient été libérées de l'emprise de cette organisation depuis cette date.

### Irak

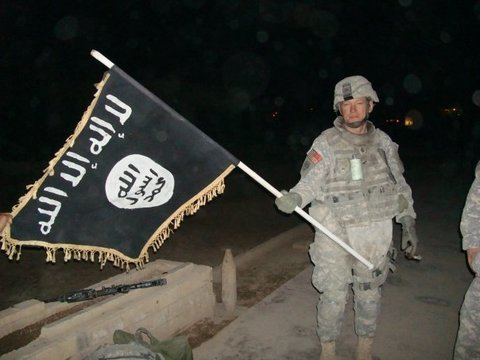
Un drapeau de l'État islamique d'Irak, capturé par des militaires américains en mars 2008, au cours de la guerre d'Irak.

Selon The New York Times qui se base sur la Global Terrorism Database, de 2004 à 2013, l'État islamique aurait commis 1 452 attentats en Irak, dont 51 en 2004, 58 en 2005, 5 en 2006, 56 en 2007, 62 en 2008, 78 en 2009, 86 en 2010, 34 en 2011, 603 en 2012 et 419 en 2013.
Jusqu'en 2011, l'ambition de l'État islamique d'Irak provoque toutefois des tensions et des affrontements avec d'autres groupes armés rebelles comme les Brigades de la révolution de 1920, Ansar al-Sunnah, ou l'Armée islamique en Irak. Un bref cessez-le-feu annoncé en juin 2007 avec l'Armée islamique en Irak s'est ainsi dissout à la suite d'affrontements dans la région de Samarra (125 km au nord de Bagdad) en octobre et novembre 2007. En 2007, plusieurs dirigeants de l'Armée islamique se seraient même alliés avec le Pentagone, pour contrer l'influence de l'État islamique d'Irak. Mais ce sont surtout les Sahwa, des milices sunnites formées fin 2006, constituées en grande partie d'anciens insurgés et financées par les États-Unis et l'Arabie saoudite, qui contribuent à marginaliser l'État islamique d'Irak et à instaurer à partir de 2009 une relative accalmie en Irak, surtout dans la province d'Al-Anbar qui était la région où l'insurrection sunnite était la plus forte et où les violences baissent le plus sensiblement,,.
Le 18 avril 2010, Abou Omar al-Baghdadi émir de l'État islamique en Irak, est tué par les forces américaines et irakiennes, ainsi que Abou Hamza al-Mouhajer, ancien chef d'Al-Qaïda en Irak devenu ministre de la guerre de l'État islamique. Le 16 mai 2010, l'émir Abou Bakr al-Baghdadi prend la tête de cette organisation,.
Pour la période entre novembre 2012 et novembre 2013, l'État islamique (EIIL) publiera le 31 mars 2014, un rapport de 400 pages sur ses opérations en Irak : il y revendique notamment 1 083 assassinats, 4 465 explosions d'engins piégés, huit villes conquises et plusieurs centaines de prisonniers délivrés.

Carte des premières villes conquises (en noir) par l'État islamique en Irak et au Levant dans le nord-est irakien (à fin 2013 et début 2014).

À fin 2013, la politique sectaire du premier ministre chiite Nouri al-Maliki provoque peu à peu l'insurrection de tribus sunnites d'Irak (celles de la province d'Al-Anbar en premier). L'État islamique en Irak et au Levant ainsi soutenu militairement par des tribus sunnites peut accroitre sa progression territoriale en direction des régions pétrolières et même de la capitale Bagdad. Bon nombre de sunnites, exaspérés par les exactions commises par l'armée irakienne, accueillent les djihadistes de l'EI en libérateurs.
Dès 2014, l'État islamique s'empare de plusieurs zones stratégiques en Irak dont le fief sunnite symbolique et martyr de Falloujah qui est conquis dès le 4 janvier. Suivront plusieurs zones telles qu'Al-Boubali, Garma, Khaldiyah et Ramadi. Le 19 janvier, Abou Bakr al-Baghdadi appelle les insurgés à progresser au sud vers la capitale Bagdad et à avancer à l'est sur Mossoul.
Le 9 juin 2014, Mossoul, ville de près de deux millions d'habitants est prise et contrôlée. Dans la foulée, c'est ensuite la région de Kirkouk, riche en gisements pétroliers qui est directement menacée. Selon le professeur de sciences politiques Aziz Jabr, cette progression rapide pourrait avoir été facilitée par l'infiltration de rebelles au sein des forces armées. Une bonne partie des 500 000 réfugiés civils, ainsi que 10 000 militaires irakiens, trouvent refuge au Kurdistan irakien, dont le territoire est sous la garde des kurdes Peshmergas,.
Puis le 21 juin 2014, l'EIIL s'empare de l'ouest de la province de Kirkouk, et du nord de la province de Salah ad-Din. Les insurgés prennent également Al-Qaïm et son poste-frontière. Le 23, c'est Tall Afar qui tombe,.
L'éventualité d'une partition à terme de l'Irak est alors évoquée. Michael Hayden, directeur de la NSA de 1999 à 2005, puis de la CIA de 2006 à 2009, déclare ainsi le 30 juin 2014 : « Avec la conquête par les insurgés de la majeure partie du territoire sunnite, l’Irak a déjà pratiquement cessé d’exister. La partition est inévitable ». Massoud Barzani, président de la région autonome du Kurdistan irakien, envisage pour sa part de soumettre à référendum l'indépendance de la région.
Le 17 mai 2015, et au terme de plus d'une année d'affrontements, l'EI conquiert Ramadi à quelques centaines de kilomètres de Bagdad, malgré les bombardements aériens de la coalition anti-EI et la présence au sol de l'armée irakienne. En mai, toujours, l'EI consolide son emprise sur la frontière entre la Syrie et l'Irak.
La situation évolue quelque peu et l'EIIL perd du terrain en Irak. En raison des nombreuses frappes de la coalition (près de 3 244 frappes aériennes depuis août 2014), aux milices chiites et aux Forces Irakiennes, l'EI a perdu près de 30 % de terrain en Irak depuis son apogée en août 2014 et a notamment perdu, le 31 mars 2015, Tikrit, ville symbole puisque fief de Saddam Hussein.

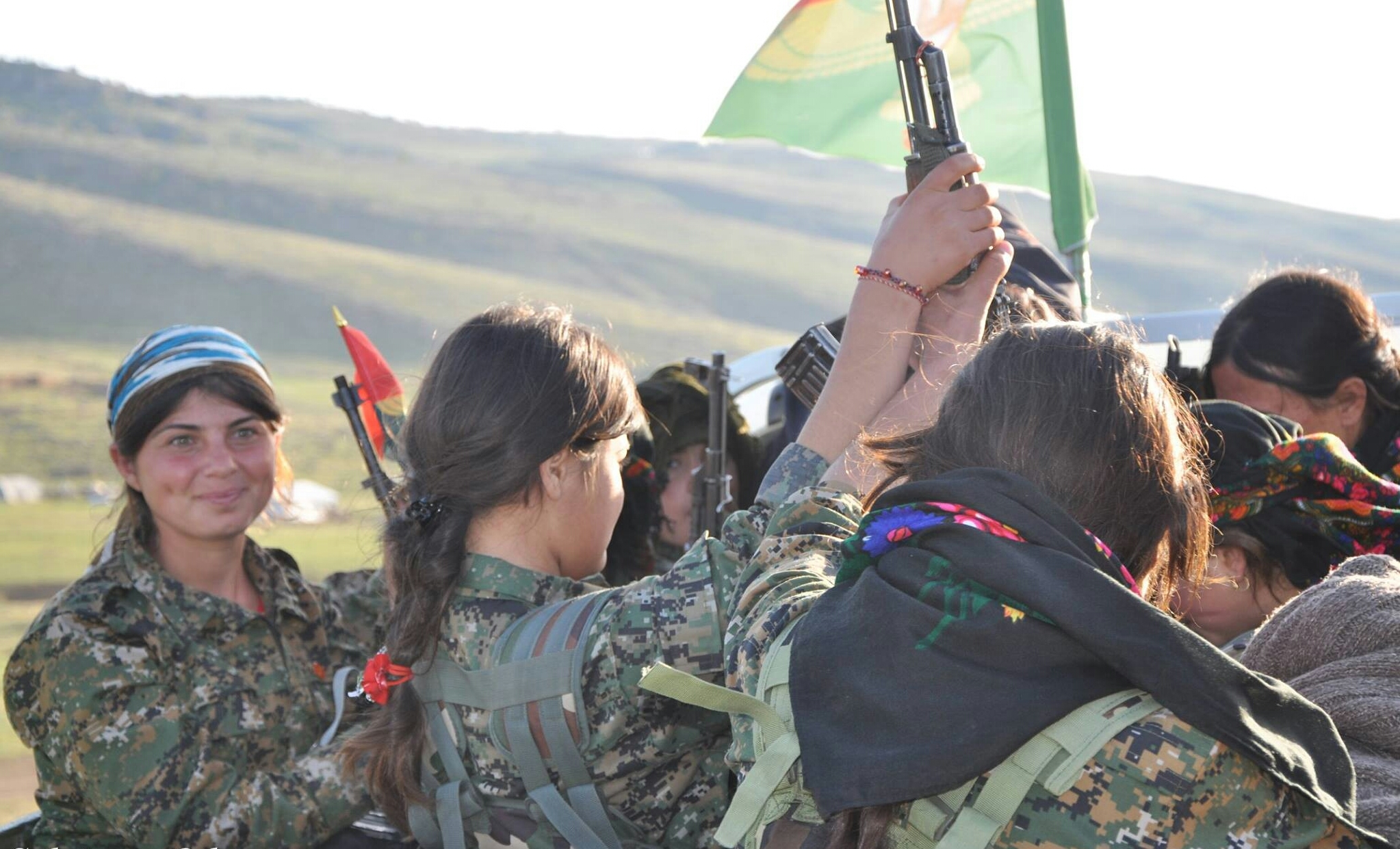
Unités des femmes d'Êzîdxan dans la région de Sinjar, en septembre 2015.

Le 12 novembre 2015, les peshmergas kurdes lancent une offensive au nord de l'Irak et s'emparent de Sinjar, coupant ainsi la route reliant Mossoul au reste des territoires sous contrôle de l'EI. Le recul de l'EI sur le terrain militaire est confirmé le 28 décembre 2015 par la reprise de la ville de Ramadi, chef-lieu de la province d'Al-Anbar, par l'armée irakienne.
En 2016, le porte-parole du Pentagone Peter Cook estime que l’État Islamique a perdu 45 % des territoires qu'il contrôlait en Irak depuis sa grande offensive en 2014.

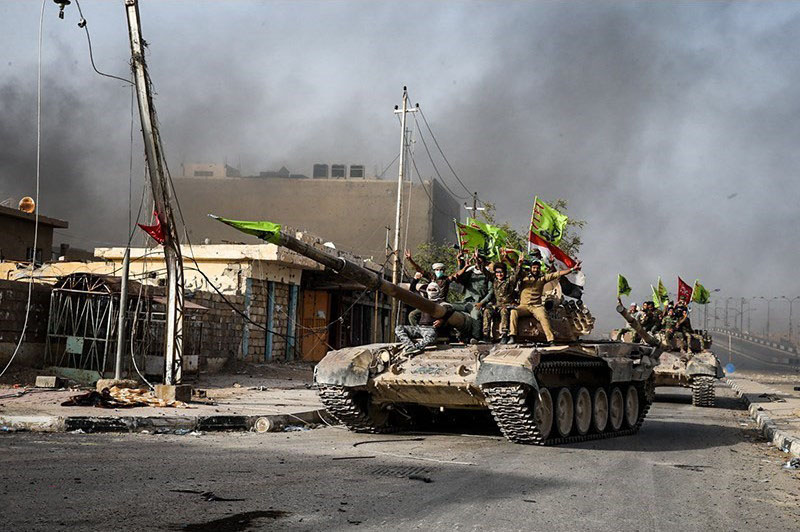
Unités de mobilisation populaire célébrant la victoire de la bataille de Falloujah.

Le 22 mai, l'armée irakienne lance l'offensive contre Falloujah ; après plus d'un mois de combats et plusieurs milliers de morts, la ville est reprise le 26 juin. À la fin de la même année, le gouvernement engage la bataille de Mossoul et mobilise jusqu'à 100 000 hommes et remporte une victoire décisive en juillet 2017, après huit mois de combat, la destruction presque complète de la vieille ville et de nombreuses pertes civiles. Contrairement à d'autres batailles, aucune voie de sortie n'est offerte aux djihadistes qui se battent jusqu'au bout, la priorité pour les Iraniens et Occidentaux étant d'éviter qu'ils ne se regroupent en Syrie.
Le 9 décembre 2017, Haïdar al-Abadi, Premier ministre irakien, annonce une « victoire » contre l'État islamique et informe que la guerre contre l'EI en Irak est finie. Cependant, l'EI aurait encore, selon les experts, des armes et des caches dans les zones désertiques du pays,.
En 2023, il y a en moyenne neuf attaques par mois dans ce pays, contre environ 850 par mois en 2014.
Le 22 octobre 2024, les autorités irakiennes annoncent avoir tué 9 membres de l'État islamique dont Jassim al-Mazrouei, connu sous le nom d'Abou Abdel Qader, le chef de l’organisation dans ce pays depuis moins d'un an.

### Syrie

#### 2013

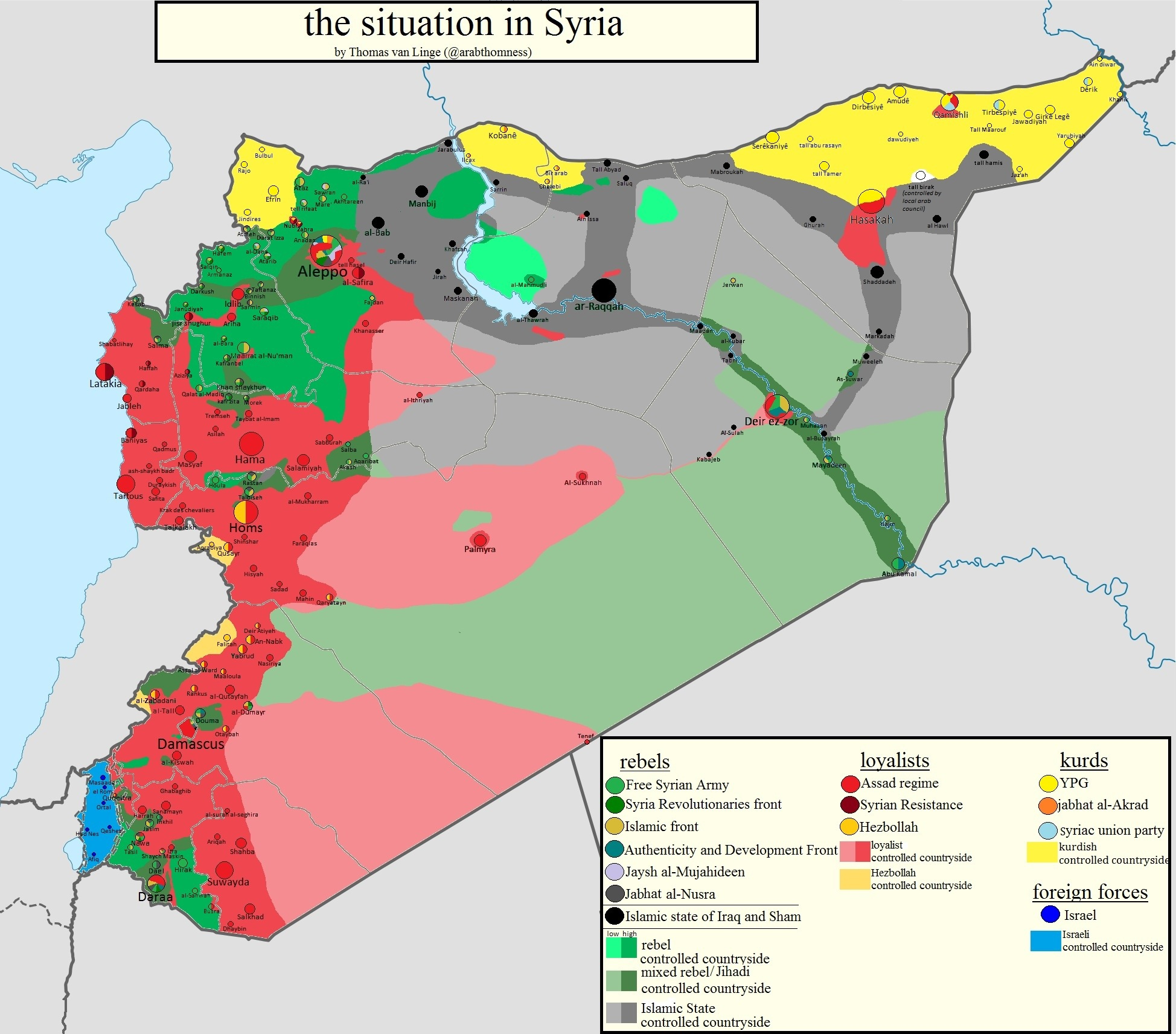
En noir, le territoire contrôlé par Daech en janvier 2014, au moment de la « fitna » avec les groupes rebelles.

À partir de 2013, l'État islamique en Irak et au Levant (EIIL) intervient dans la guerre civile syrienne. De nombreux combattants d'al-Nosra et la plupart des djihadistes étrangers rallient rapidement le mouvement qui s'implante dans le centre-est du pays, en particulier à Jerablus et Raqqa. Il disposerait à ses débuts en Syrie de 7 000 hommes.
En Syrie, les forces de l'État islamique en Irak et au Levant sont commandées par Abou Mohammed al-Adnani. Un autre chef important, l'Irakien Chaker Wahiyib al-Fahdaoui combat également en Syrie, sa présence étant révélée en août 2013 après la publication d'une vidéo où il exécute à visage découvert trois chauffeurs routiers alaouites. En novembre 2013, un combattant d'Ahrar al-Sham aurait été décapité par des djihadistes de l'EIIL qui l'auraient pris pour un chiite. Le porte-parole du mouvement présentera ses excuses.

#### 2014
L'année 2014 marque le début des conquêtes de l'État islamique en Syrie et sa rupture complète avec la rébellion syrienne. L'assassinat le 1er janvier 2014 d'un commandant d'Ahrar al-Cham par des djihadistes de l'État islamique en Irak et au Levant déclenche deux jours plus tard un conflit général entre l'organisation djihadiste et les rebelles,,,. Dans l'ouest du gouvernorat d'Alep et le gouvernorat d'Idlib, les rebelles ont l'avantage : l'EIIL est chassé d'Alep le 8 janvier, puis de Tall Rifaat le 14, avant d'abandonner Azaz, Marea et la base aérienne de Menagh le 28 février,,,. En revanche, l'État islamique prend l'ascendant dans le gouvernorat de Raqqa et l'est du gouvernorat d'Alep : les rebelles sont repoussés à Tall Abyad le 12 janvier, à Raqqa le 13 et à Jerablus le 17,,. Ces combats font des milliers de morts en quelques semaines et de nombreuses exécutions sommaires sont commises ; les djihadistes du Front al-Nosra, affiliées à al-Qaïda, qui sont capturés par l'EIIL ne sont pas épargnés,. Abou Mohammed al-Adnani, porte-parole de l'EIIL, appelle alors ses hommes à anéantir les rebelles et déclare à ces derniers : « Aucun de vous ne survivra, et nous ferons de vous un exemple pour tous ceux qui pensent suivre le même chemin ». Le mouvement se considère désormais également en guerre contre le Conseil national syrien : « Chaque membre de cette entité est une cible légitime pour nous, à moins qu'il ne déclare publiquement son refus de […] combattre les moudjahidines ».
Les combats entre l'EIIL et les rebelles se poursuivent ensuite dans l'est. Début février 2014, l'EIIL est chassé temporairement du gouvernorat de Deir ez-Zor par le Front Al-Nosra, le Front islamique et d'autres brigades rebelles unies. Mais le 30 avril, l'EIIL lance depuis Raqqa une contre-offensive générale sur le gouvernorat de Deir ez-Zor, : le 25 juin, les djihadistes se rendent maîtres de Boukamal ; le 3 juillet, ils prennent Mayadine et le champ pétrolier d'al-Amr, et le 14 juillet, le Front al-Nosra et Ahrar al-Cham abandonnent leurs positions dans la ville de Deir ez-Zor. L'État islamique contrôle alors la totalité du gouvernorat de Deir ez-Zor, à l'exception de la partie ouest de la ville de Deir ez-Zor qui reste tenue par les forces loyalistes assiégées.
En juillet et en août, parallèlement aux combats à Deir ez-Zor, l'État islamique inflige également d'importants revers aux forces du régime syrien dans le centre du pays : le 24 juillet, les djihadistes prennent d'assaut la base de la division-17 au nord de Raqqa ; le 8 août, ils s'emparent de la base de la brigade 93 à Aïn Issa ; le 24 août, la base aérienne de Tabqa tombe à son tour,. Au terme de ces combats, le gouvernorat de Raqqa est alors entièrement contrôlé par l'État islamique.
Le 16 septembre 2014, l'État islamique passe ensuite à l'offensive contre les forces kurdes des YPG : ils prennent près de 400 villages en deux semaines, pénètrent dans la ville le 6 octobre et s'emparent de son centre quatre jours plus tard,. Cependant la coalition internationale menée par les États-Unis lance ses premières frappes aériennes en Syrie dans la nuit du 22 au 23 septembre, après avoir débuté celles en Irak le 8 août. Dans la nuit du 23 au 24 septembre, elle bombarde pour la première fois les djihadistes dans la région de Kobané ; son intervention change le cours de la bataille,,. En octobre et novembre, les Kurdes parviennent à contenir l'avancée de l'État islamique ; puis, en décembre ils commencent à regagner du terrain,. Le 26 janvier 2015, les YPG reprennent le contrôle total de Kobané,. L'État islamique, qui commençait à bénéficier d'une réputation d'invincibilité, subit alors sa première grande défaite.

#### 2015
En 2015, l'État islamique commence à subir d'importants revers. Le 26 janvier, ses troupes se retirent de Kobané. Puis, dans le gouvernorat de Hassaké, les Kurdes des YPG lancent le 21 février une offensive dans la région de Tall Hamis (en), à l'est de la ville de Hassaké, à laquelle les djihadistes répondent deux jours plus tard par une autre offensive dans la région de Tall Tamer, à l'ouest de Hassaké. L'État islamique est cependant battu sur les deux fronts : soutenus par les forces aériennes de la coalition, les Kurdes s'emparent de Tall Hamis le 27 février, avant de chasser les djihadistes de la région de Tall Tamer le 27 mai. L'État islamique repart alors à l'attaque le 30 mai, en attaquant cette fois directement la ville de Hassaké, contrôlée au sud par le régime syrien et au nord par les Kurdes. Les djihadistes lancent une succession d'assaut : ils entrent dans la ville le 5 juin, avant d'en être repoussé le 7, puis ils relancent l'offensive le 24, enfoncent les défenses du régime syrien et entrent de nouveau dans la ville. L'intervention des Kurdes des YPG finit cependant par repousser définitivement les djihadistes hors des murs de la ville le 28 juillet.
Pendant ce temps, les Kurdes progressent également dans le gouvernorat de Raqqa : ils prennent Tall Abyad, ce qui leur permet de faire la jonction entre leurs forces de Kobané et celle de Hassaké. Les Kurdes commencent ensuite à se rapprocher de Raqqa en s'emparant d'Aïn Issa le 23 juin et de Sarrine le 27 juillet. Enfin en octobre, les YPG et plusieurs groupes rebelles syriens se rassemblent au sein des Forces démocratiques syriennes. En novembre, cette alliance remporte une nouvelle victoire contre les djihadistes à al-Hol, au sud-est de Hassaké ; puis le 26 décembre, elle s'empare du barrage de Tichrin, sur l'Euphrate.
En difficulté contre les Kurdes en raison du soutien aérien apporté à ces derniers par la coalition, l'État islamique continue cependant de progresser sur d'autres fronts. En avril, il apparaît dans la banlieue sud de Damas en prenant aux rebelles la majeure partie du quartier de Yarmouk, ce qui lui permet d'établir une poche aux abords de la capitale. Mais surtout, les djihadistes réalisent une vaste avancée face aux troupes du régime syrien dans le gouvernorat de Homs : du 13 au 21 mai, ils mènent une offensive qui leur permet de s'emparer des villes d'Al-Soukhna, de Tadmor et du site de Palmyre ; puis le 6 août, ils s'emparent d'Al-Qaryatayn, au sud-est de Homs.
Enfin dans le nord du gouvernorat d'Alep, l'État islamique mène contre l'Armée syrienne libre plusieurs offensives entre mai et septembre près d'Azaz et Marea ; les djihadistes réalisent quelques gains mais ne parviennent pas à s'emparer de ces deux villes,.

#### 2016
En 2016, les Forces démocratiques syriennes soutenues par la coalition continuent de progresser contre l'État islamique. Elles remportent en février une première victoire à Al-Chaddadeh, dans le gouvernorat de Hassaké avant de concentrer leurs forces dans l'est du gouvernorat d'Alep. Le 31 mai, les FDS franchissent l'Euphrate à Sarrine et Tichrine, encerclent la ville le Manbij le 10 juin et s'en emparent le 12 août. L'armée turque et l'Armée syrienne libre lancent alors une offensive depuis la Turquie, baptisée Bouclier de l'Euphrate : elles commencent par prendre Jarablus le 24 août, puis progressent en direction d'al-Bab qu'elles espèrent prendre à l'État islamique avant les FDS,. Le 4 septembre, l'État islamique perd son dernier village sur la frontière turque. Le 6 novembre, les FDS lancent ensuite une grande offensive visant à s'emparer de Raqqa, la plus importante ville contrôlée par l'État islamique en Syrie. Pendant ce temps la situation n'évolue guère sur les lignes de front entre le régime syrien et l'État islamique : en février les loyalistes repoussent les djihadistes à Khanasser, puis ils reprennent Palmyre le 27 mars et Al-Qaryatayn le 3 avril ; mais en juin, l'État islamique repousse une offensive du régime à Tabqa avant de reprendre Palmyre pour la seconde fois le 11 décembre.

#### 2017

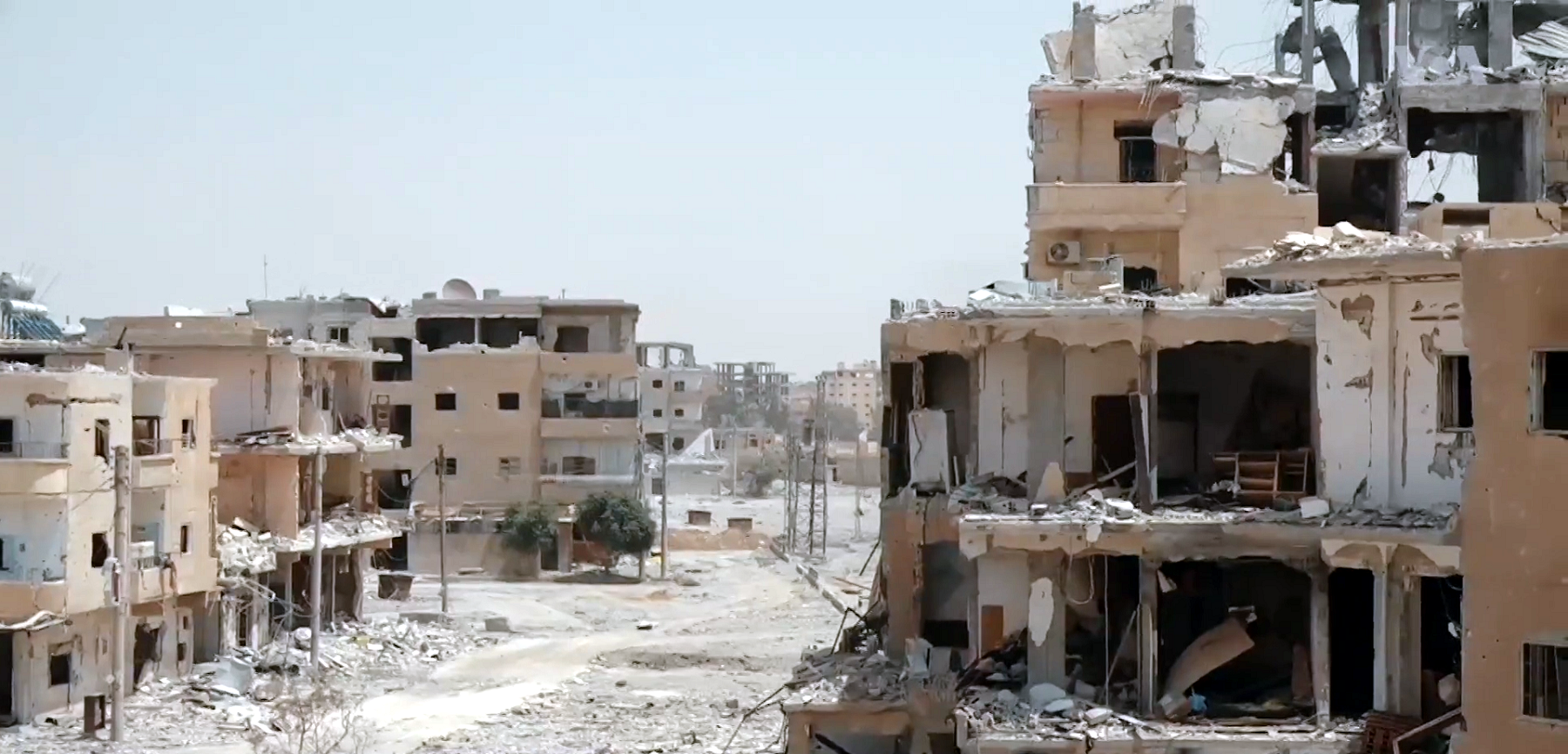
Bâtiments de Raqqa détruits par les combats en 2017.

En 2017, l'État islamique s'effondre en Syrie. Le 23 février 2017, dans le gouvernorat d'Alep, l'armée turque et les rebelles de l'Armée syrienne libre commencent par reprendre al-Bab, après plus de deux mois de combats. De leur côté, les Forces démocratiques syriennes soutenues par la coalition continuent de progresser dans le gouvernorat de Raqqa : le 10 mai, elles prennent Tabqa et son barrage ; le 6 juin, elles entrent dans Raqqa et s'en emparent en totalité le 17 octobre,. Le régime syrien passe également à l'offensive dans les régions désertiques de la Badiya avec le soutien de la Russie, du Hezbollah et des milices chiites irakiennes et afghanes parrainées par l'Iran : le 2 mars, les loyalistes commencent par reprendre Palmyre ; le 12 août, ils reprennent Al-Soukhna ; le 5 septembre, ils brisent le siège de Deir ez-Zor ; puis Mayadine est reprise le 14 octobre. Après avoir été assiégée pendant plusieurs années, la ville de Deir ez-Zor est entièrement reconquise par le régime le 2 novembre. Les forces du régime syrien et les Forces démocratiques syriennes se livrent ensuite à une course de vitesse pour s'emparer du gouvernorat de Deir ez-Zor : les premiers prennent le contrôle de la rive ouest de l'Euphrate et les seconds de la rive est,. Boukamal, la dernière ville d'importance tenue en Syrie par l'État islamique est prise le 19 novembre par le Hezbollah et l'armée syrienne. L'État islamique ne contrôle alors plus sur le territoire syrien que quelques petites poches dispersées.

Évolution de l'implantation de l'État islamique en Syrie et Irak (en gris)
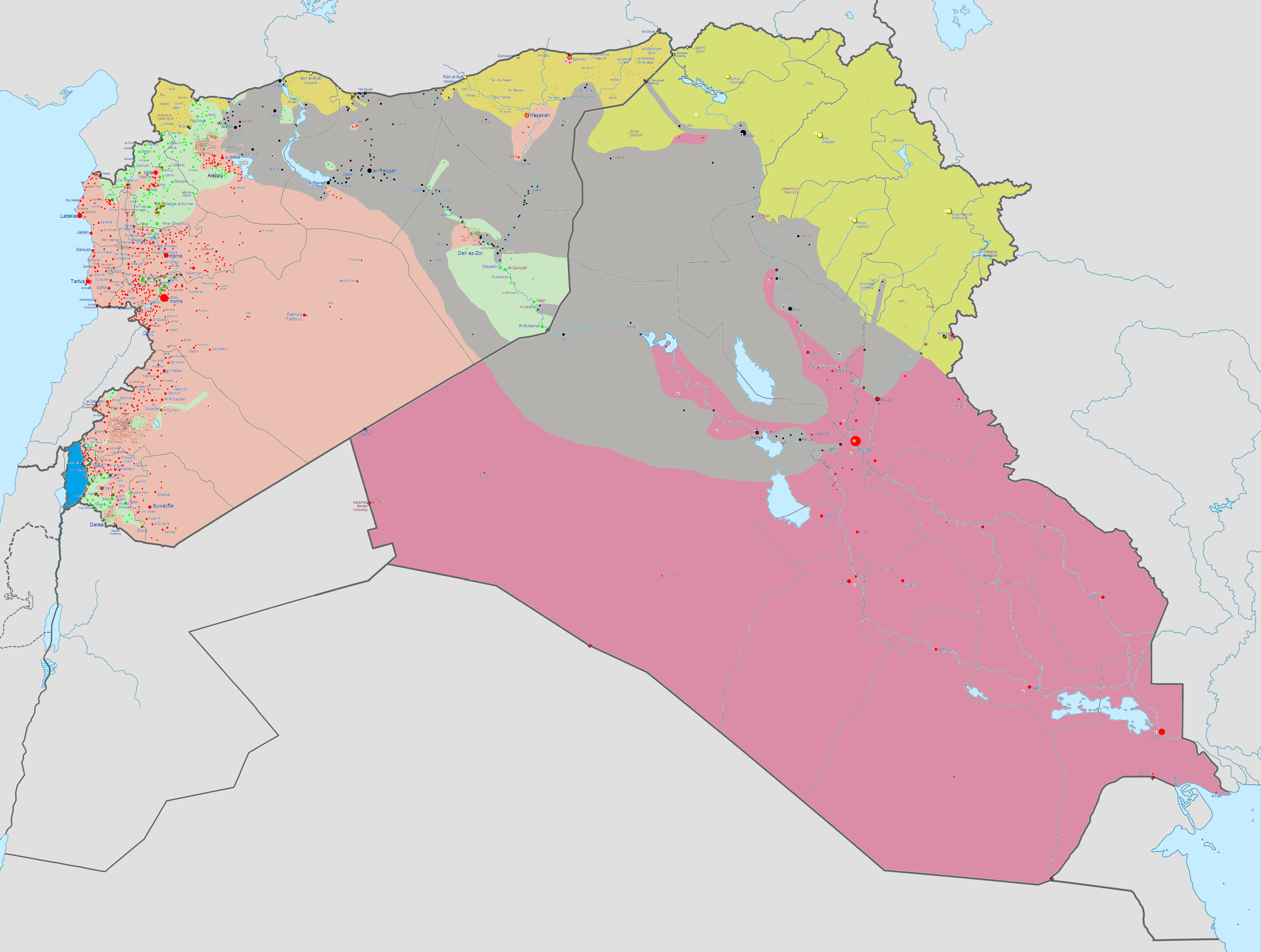
Juin 2014 : territoire contrôlé par Daech lors de la proclamation du califat à Mossoul.
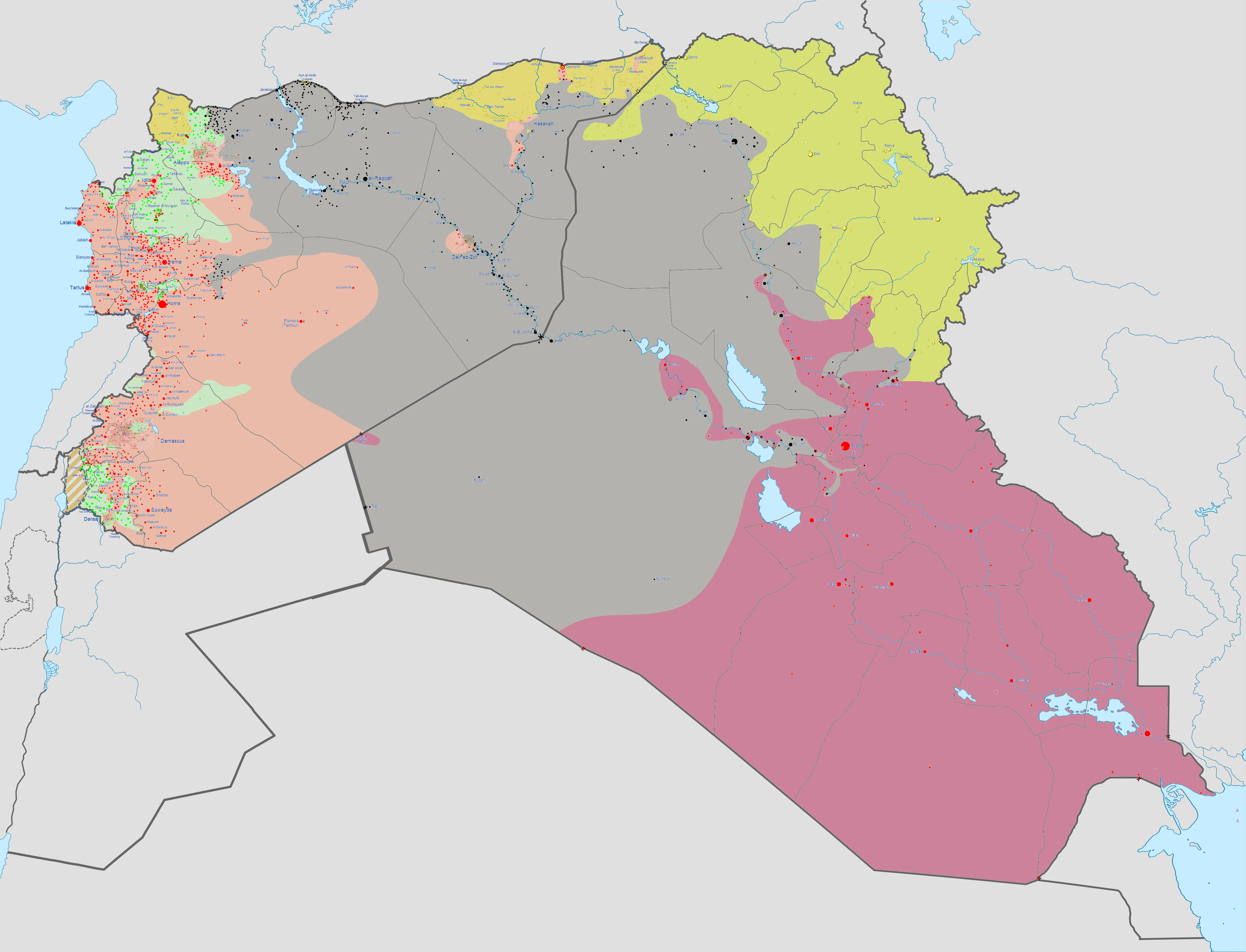
Octobre 2014 : Daech élimine l'opposition syrienne de l'est de la Syrie, perce autour de Bagdad et atteint son extension maximale.
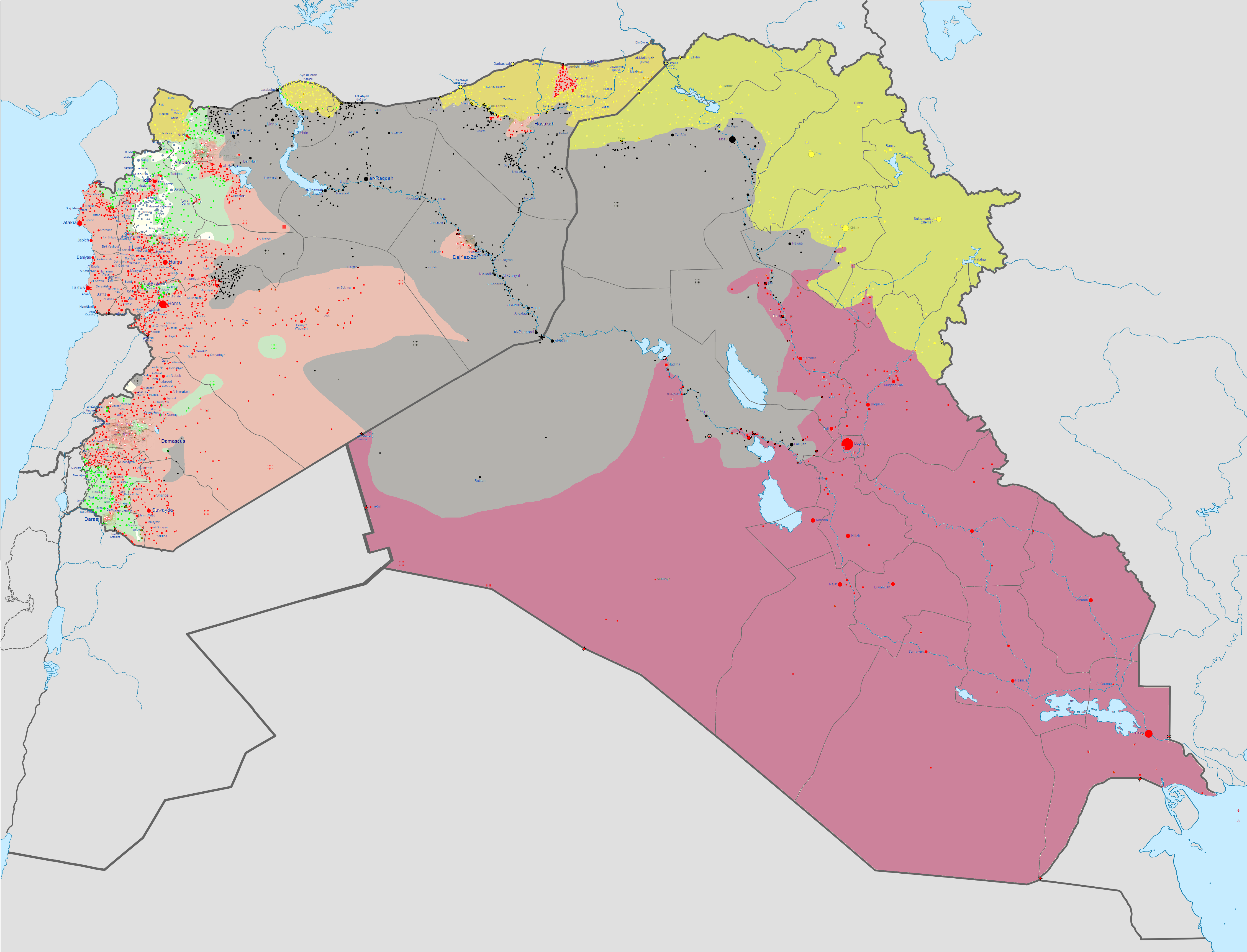
Mars 2015 : Daech subit ses premiers revers autour de Bagdad et dans les zones kurdes, surtout après la bataille de Kobané.
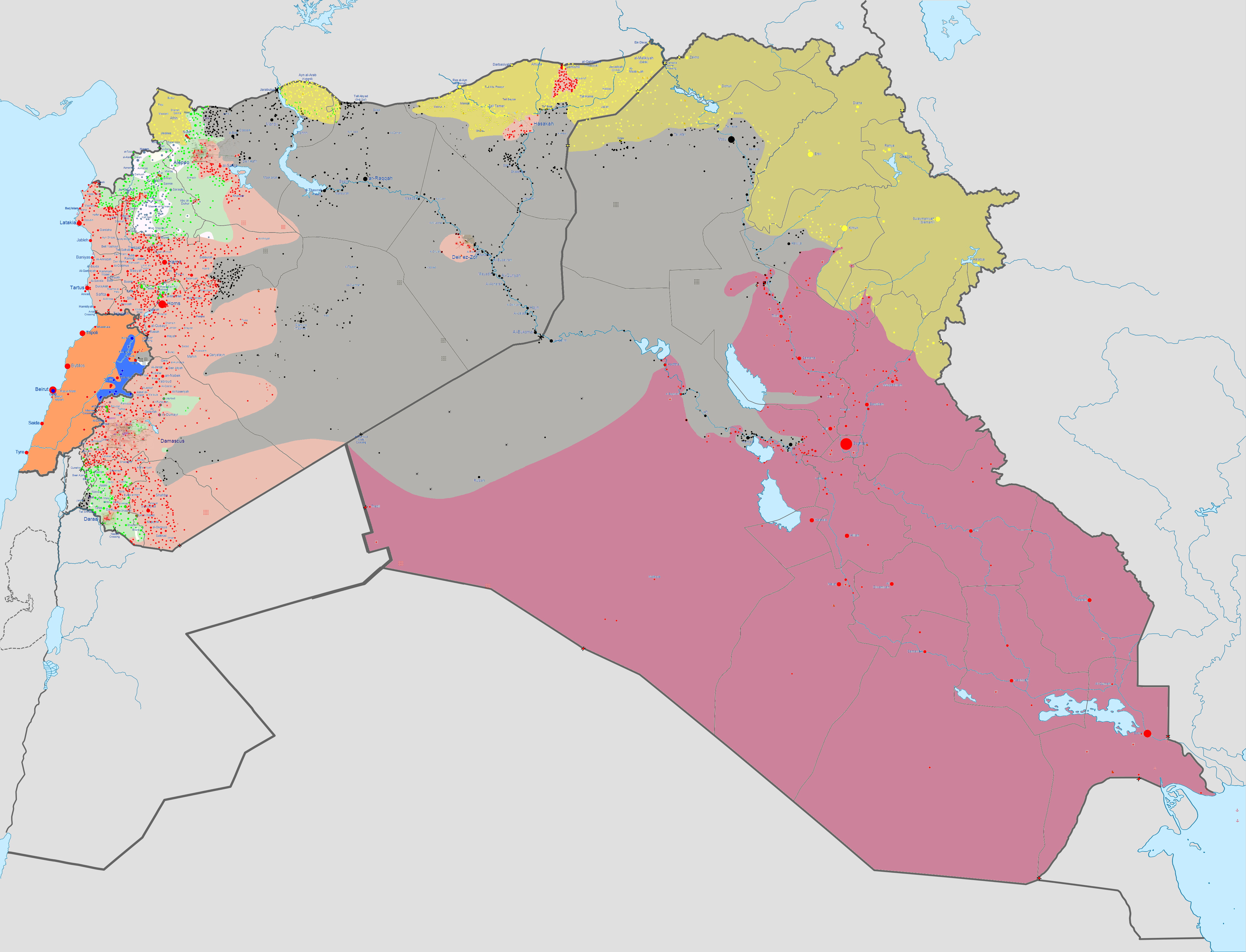
Juin 2015 : Daech s'empare de Palmyre.
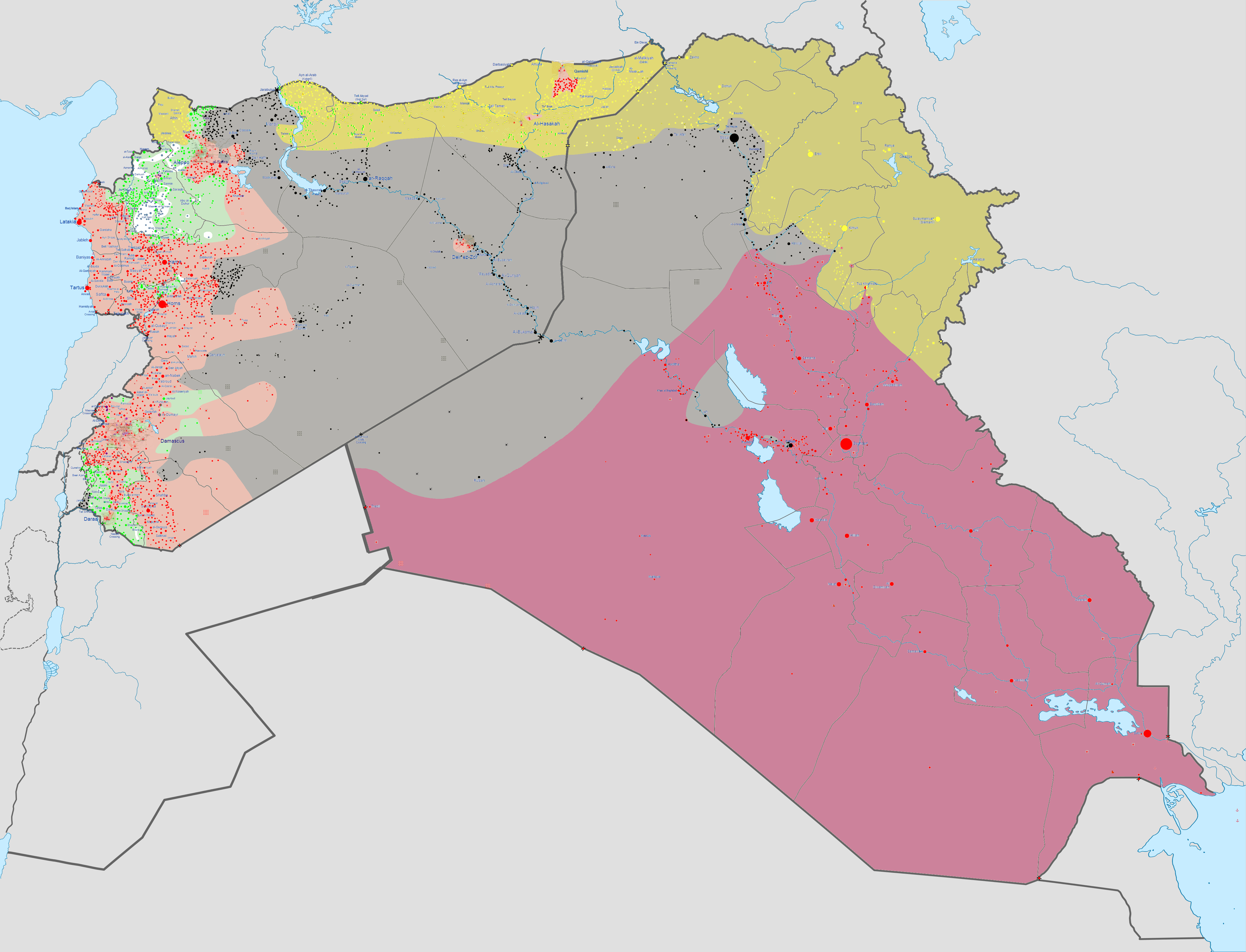
Février 2016 : Daech perd la bataille de Ramadi ainsi que le contrôle d'une large partie de la frontière avec la Turquie.
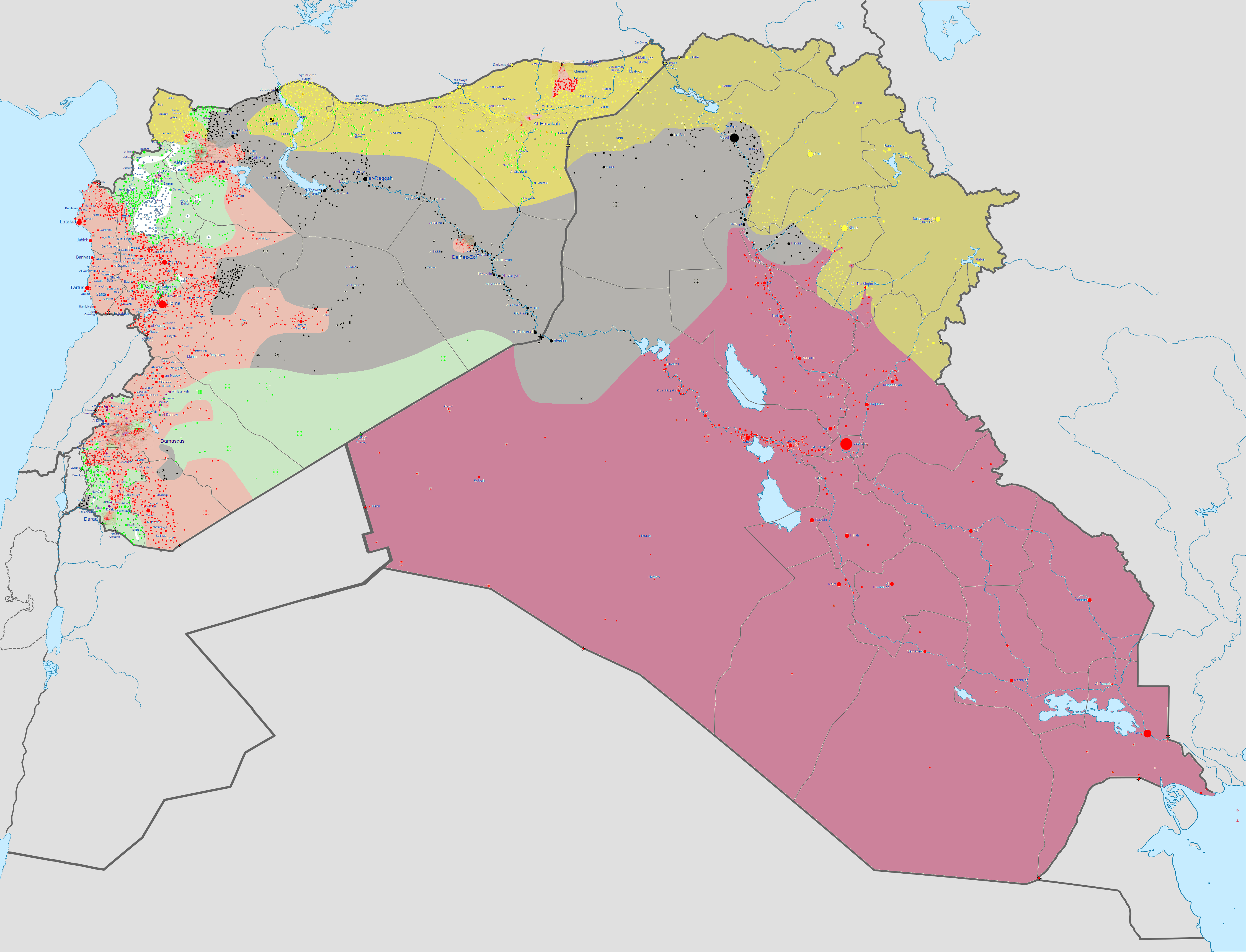
Juillet 2016 : Daech perd Falloujah et Palmyre.
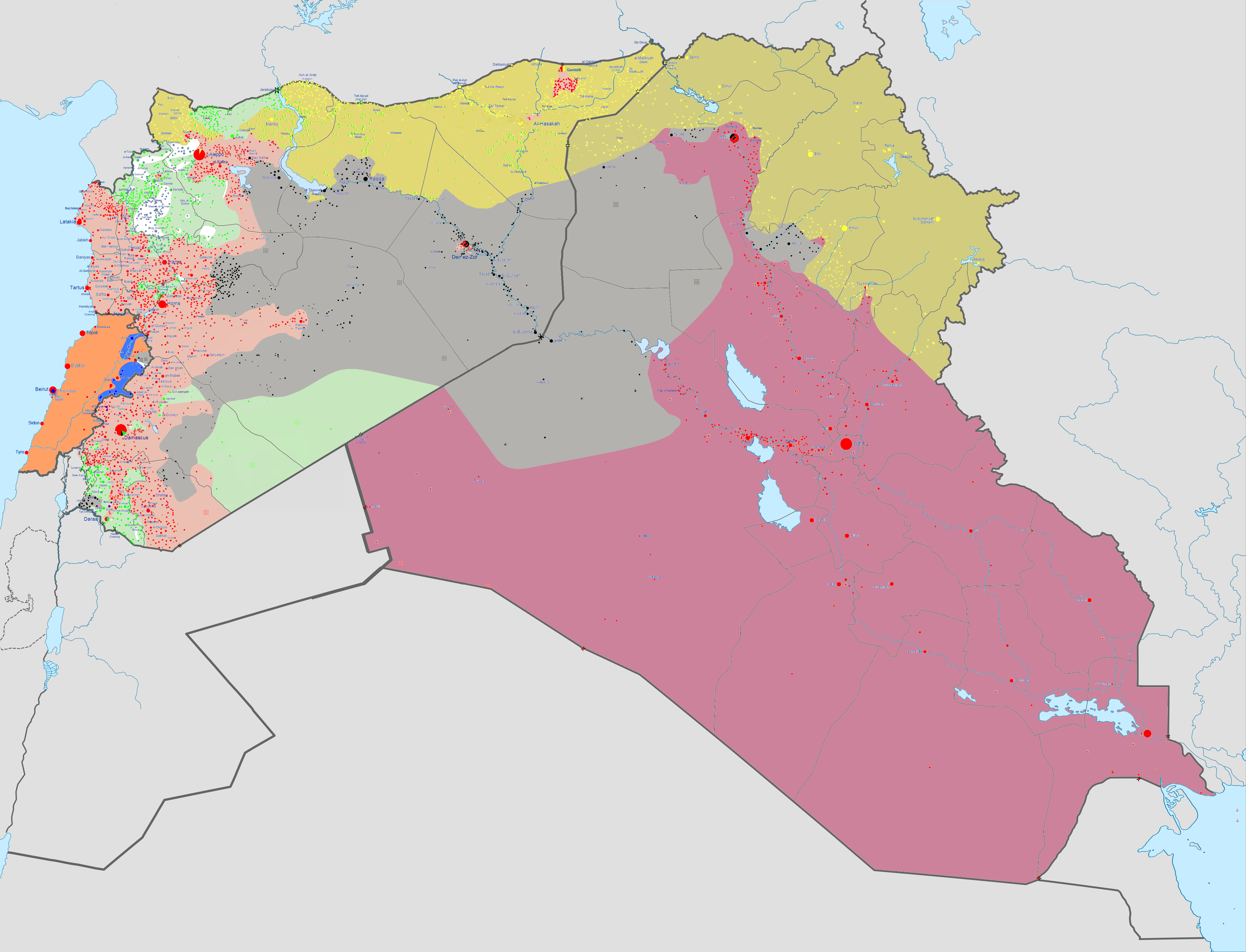
Mars 2017 : Daech perd sa dernière frontière avec la Turquie après les batailles de Manbij et Al-Bab, tandis que l'armée irakienne progresse au nord.
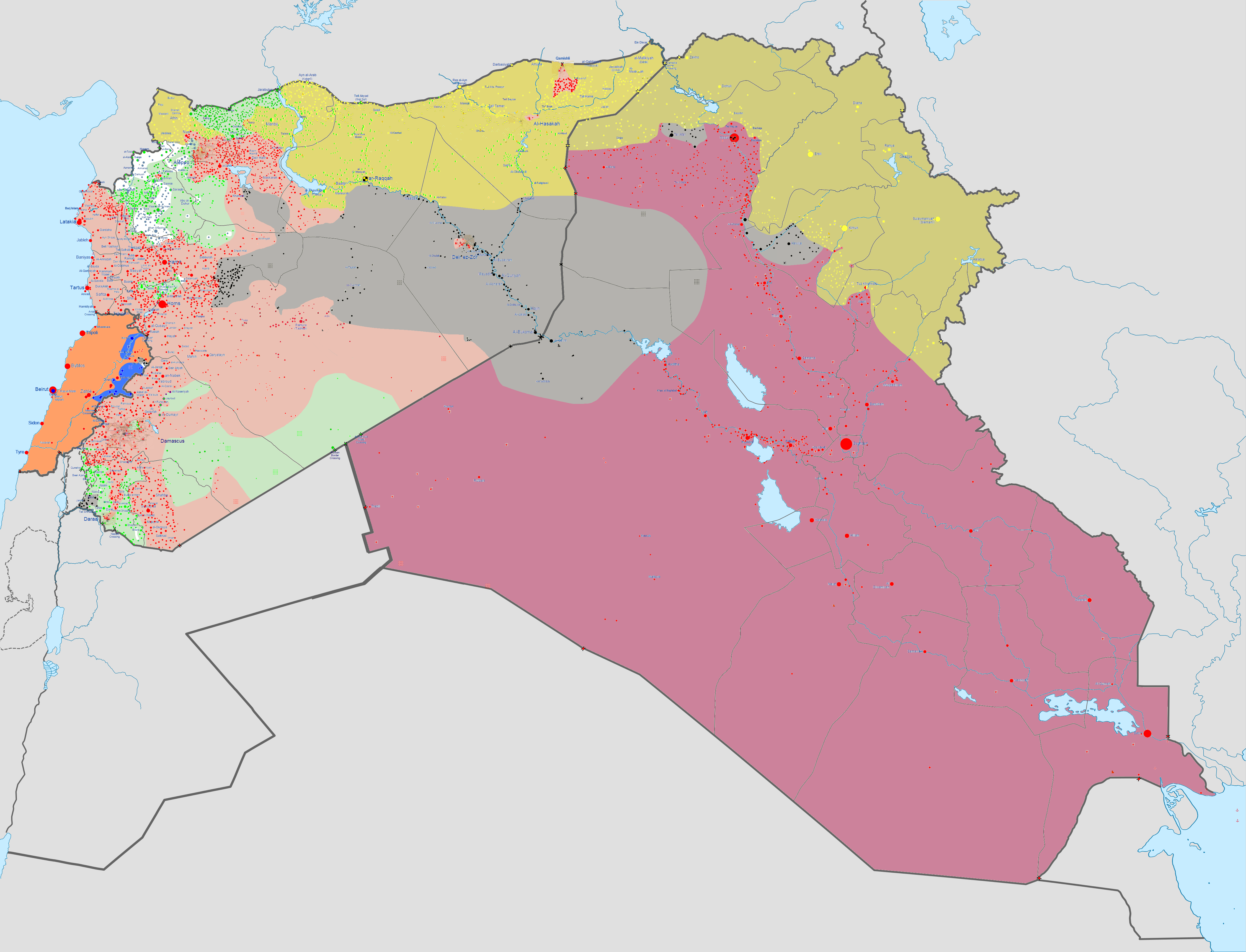
Juillet 2017 : Daech perd ses deux principales villes, Raqqa en Syrie et Mossoul en Irak.
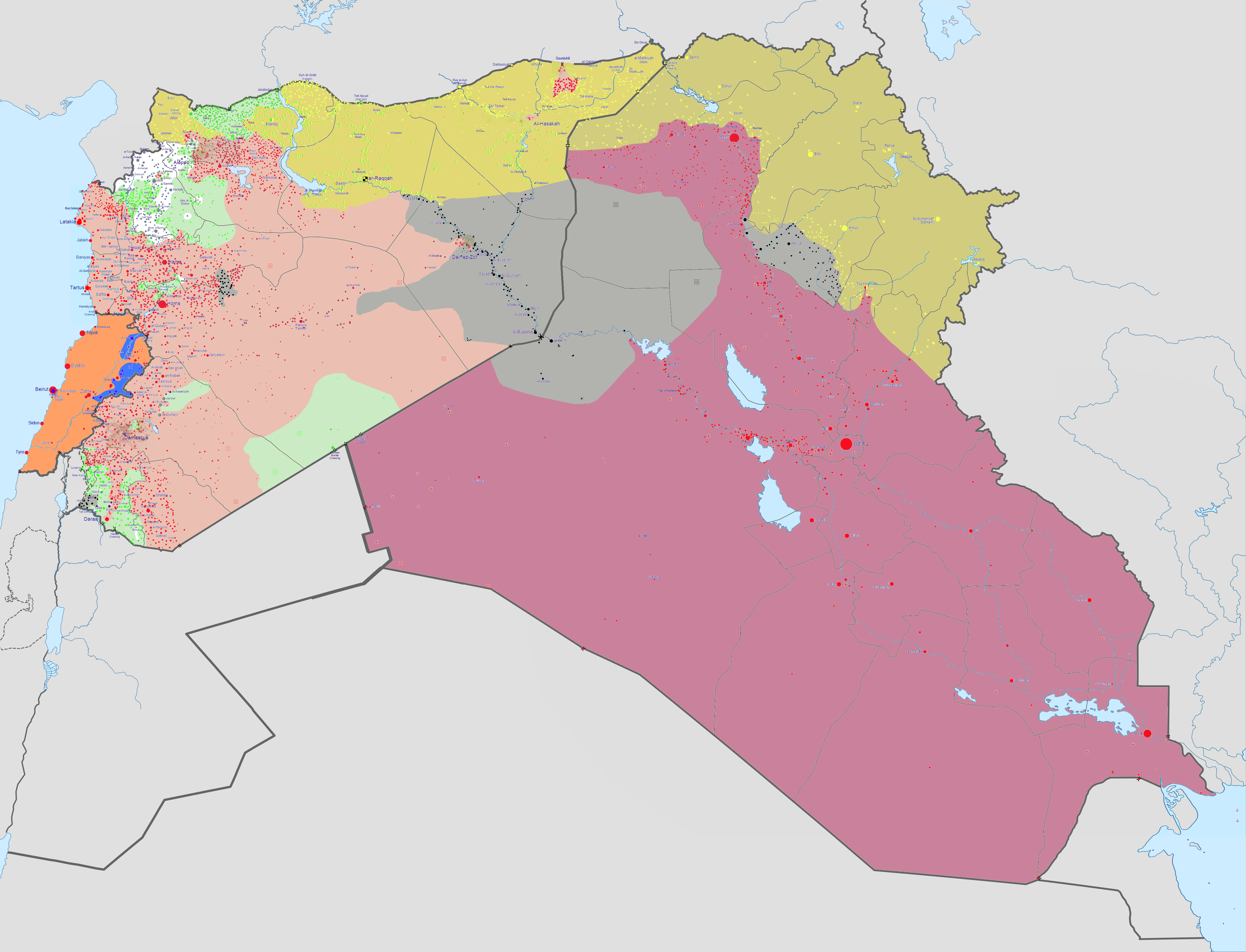
Septembre 2017 : Daech perd Tall Afar et l'armée syrienne brise le siège de Deir Ezzor.
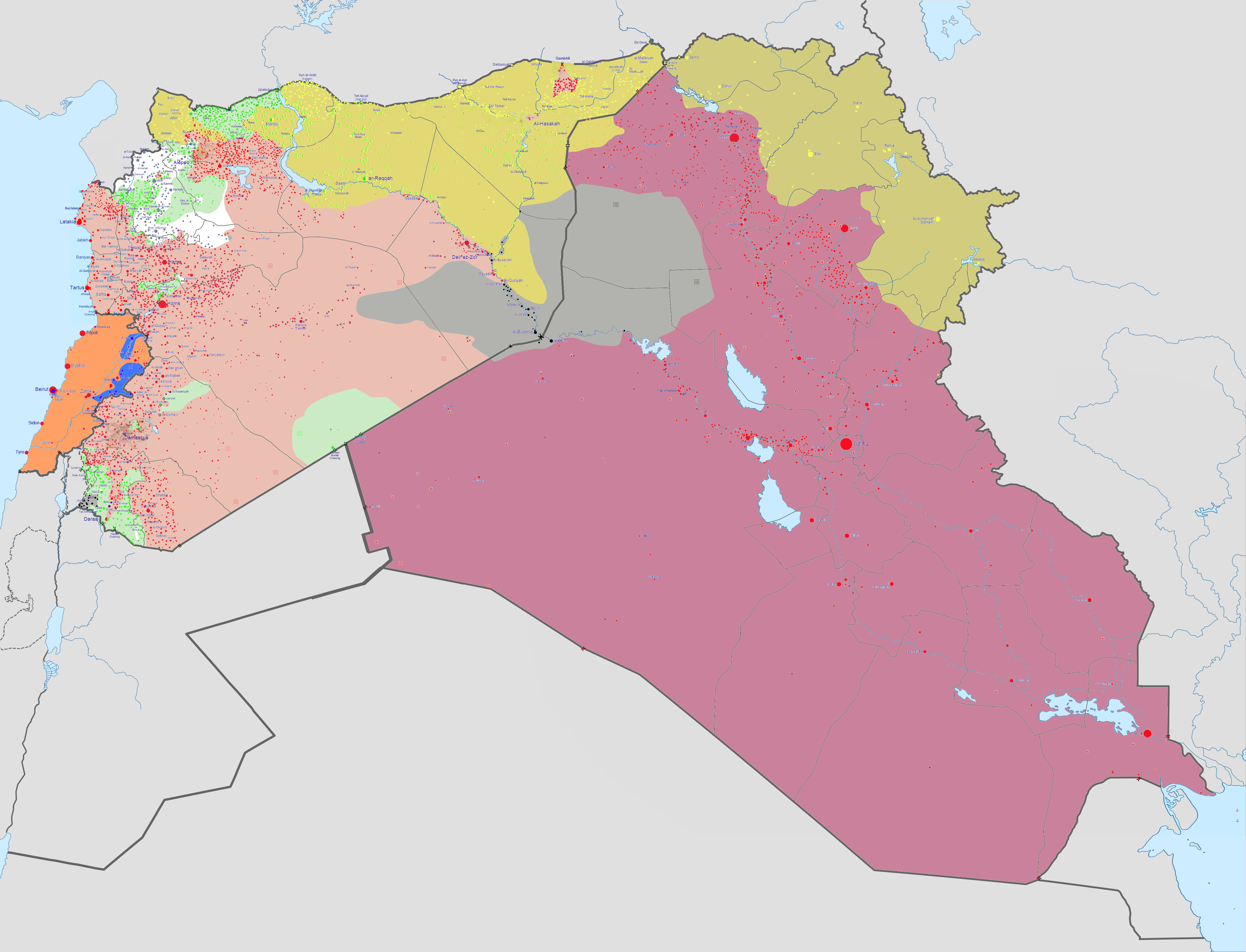
Novembre 2017 : Daech est acculé à la frontière syro-irakienne, où il résistera jusqu'au début de l'année 2019.

#### 2018
En Syrie, l'État islamique réapparaît le 9 octobre 2017 dans le nord gouvernorat de Hama : repoussé par l'armée syrienne lors de l'offensive de la Badiya, plusieurs centaines de djihadistes attaquent des villages rebelles après avoir traversé les zones tombées aux mains du régime syrien. Puis le 9 décembre, les hommes de l'EI reprennent pied dans le gouvernorat d'Idlib pour la première fois depuis près de quatre ans. La poche formée par les forces de l'EI tombe cependant en février 2018 sous les attaques de l'armée syrienne d'une part et d'Hayat Tahrir al-Cham d'autre part,.
Le 19 mai 2018, l'État islamique perd une autre petite poche tenue depuis 2015 à Yarmouk, au sud de Damas. Les djihadistes acceptent d'abandonner Yarmouk au régime et sont en échange évacués vers l'Est. Ils forment une nouvelle poche dans le gouvernorat de Soueïda, d'où ils lancent des attaques contre les Druzes.
Dans le sud-est du gouvernorat de Deraa, la poche tenue par l'Armée Khalid ibn al-Walid, affiliée à l'EI, est également entièrement reprise le 2 août 2018 par l'armée syrienne, épaulée par d'ex-rebelles du Front du Sud.
Les combats se poursuivent également dans le gouvernorat de Deir ez-Zor, où les djihadistes poursuivent leurs attaques contre l'armée syrienne sur la rive ouest de l'Euphrate, tandis que les Forces démocratiques syriennes appuyées par la coalition peinent à s'emparer des derniers villages tenus par l'EI.

#### 2019

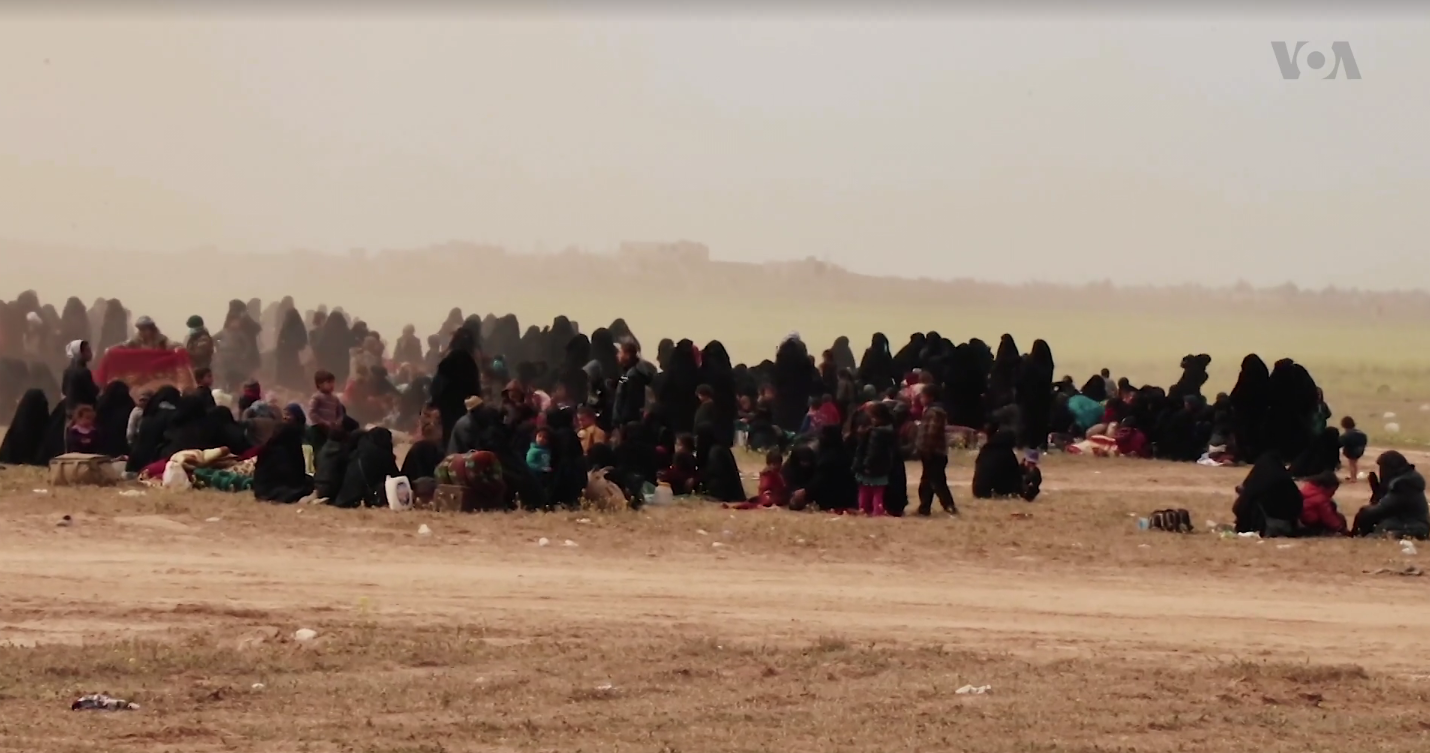
Familles de combattants de l'État islamique se rendant aux Forces démocratiques syriennes à Baghouz, le 8 mars 2019.

Dans le gouvernorat de Deir ez-Zor, les forces de l'État islamique se retrouvent acculées en janvier dans une ultime poche de résistance près de Baghouz. Après la conclusion vers la mi-février d'un accord et d'une trêve entre les Forces démocratiques syriennes et l'État islamique, des dizaines de milliers d'hommes de femmes et d'enfants sont évacués du réduit par vagues pendant plusieurs semaines,. Le réduit de Baghouz tombe en totalité aux mains des FDS le 23 mars. Sa prise marque la fin du « califat » de l'État islamique qui ne contrôle alors plus aucun territoire en Syrie et en Irak,. Cependant l'organisation conserve des cellules clandestines dans les villes et des combattants cachés dans les régions désertiques qui se convertissent à la guérilla,,.
Environ 10 000 djihadistes de l'État islamique sont faits prisonniers par les Forces démocratiques syriennes, dont 8 000 Syriens et Irakiens et 2 000 étrangers, auxquels s'ajoutent 70 000 femmes et enfants de djihadistes, dont 10 000 étrangers.

#### 2023
Dans toute la Badiya syrienne, ou désert central, l'État islamique s'attache à attaquer les forces de sécurité du régime syrien le long des principales routes et à l'extérieur du vaste réseau d'installations pétrolières et gazières de la région. L'ampleur et la sophistication de ces attaques s'accroissent nettement en 2023, tout comme leur caractère meurtrier. Selon le Counter Extremism Project, en 2023, il a mené au moins 212 attaques dans la région désertique centrale de la Syrie, tuant au moins 502 personnes. Alors que les menaces secrètes et les attaques manifestes se multiplient, des rapports font état de désertions de plus en plus fréquentes dans les rangs du régime syrien.

#### 2024 et 2025
Dans le cadre de sa campagne mondiale visant à « les tuer où que vous les trouviez », le groupe mène et revendique 35 attaques dans sept des 14 provinces syriennes au cours des dix premiers jours de 2024, sur un total de 100 attaques dans le monde.
Avec la chute du régime Assad en décembre 2024, la situation évolue encore. Les combattants arabo-kurdes des Forces démocratiques syriennes doivent affronter certaines factions alliées durant l'offensive rebelle de 2024, comme l'Armée nationale syrienne (pro-turque), tout en traquant les restes des cellules djihadistes. Dans le même temps, les forces kurdes se questionnent sur l'efficacité des nouvelles autorités syriennes dans la lutte contre le groupe terroriste, compte tenu du passé djihadiste du président Ahmed al-Charaa et de la radicalité de certains de ces soutiens, et ont peur que cela favorise la rémergence de Daech.
En juin 2025, Daech est accusé par le gouvernement de transition syrien d'être à l'origine de l'attentat de l'église Saint-Élie de Damas, qui fait 25 morts. Le groupe serait également à l'origine de deux tentatives d'assassinat contre le nouveau président syrien, à qui ils reprochent d'avoir abandonné la voie djihadiste.

### Afghanistan et Pakistan

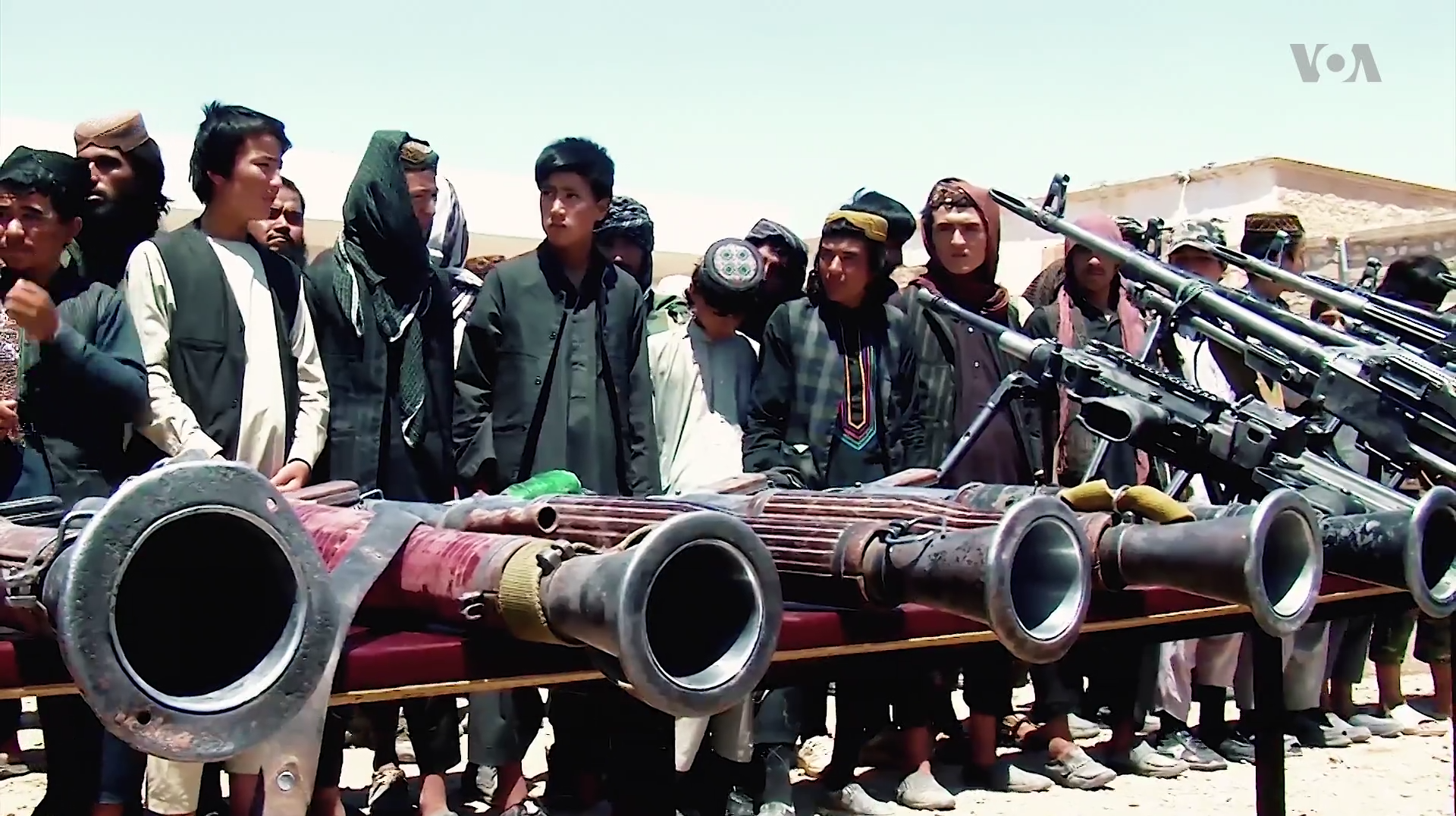
Des combattants de l'État islamique lors de leur reddition aux forces afghanes après la bataille de Darzab, en juillet 2018.

Le Mouvement pour le Califat et le Jihad, au Pakistan, se rallie à l'EI le 7 juillet 2014, puis le bataillon al-Tawheed, en Afghanistan, en septembre 2014 et la Brigade de l'Islam dans le Khorassan, en Afghanistan,. Le 4 octobre 2014, le Tehrik-e-Taliban Pakistan annonce apporter son soutien à l'État islamique, indiquant qu'ils allaient leur « fournir des moudjahidines ».
En 2014-2015, une dizaine de chefs talibans pakistanais et afghans. annoncent ou renouvellent leur allégeance à l'EI. Fin janvier 2015, l'État islamique annonce officiellement la création de la province Khorassan.
Cette implantation de l'EI, bien qu'encore embryonnaire, est cependant mal vue par les talibans afghans qui, le 16 juin 2015, écrivent une lettre à Abou Bakr al-Baghdadi pour lui demander de cesser ses « ingérences » en Afghanistan, où des combats ont opposé les deux groupes en certaines occasions,. En se proclamant « émir des croyants » Abou Bakr al-Baghdadi est entré en concurrence avec Haibatullah Akhundzada, également considéré comme tel par les talibans et Al-Qaïda,.
L'État islamique parvient à s'implanter dans la province de Kounar, et surtout dans la province de Nangarhar qui devient son principal bastion. En revanche, les combattants de l'EI en Afghanistan sont rapidement écrasés par les talibans dans les provinces de Farah, Logar et Zabol. Beaucoup d'entre eux sont faits prisonniers et exécutés en novembre 2015. Désormais dépourvu de bases territoriales, l'État islamique intensifie son terrorisme urbain, en ciblant principalement les forces gouvernementales et les Hazaras,.
En août 2019, l'EI organise un attentat contre un mariage chiite à Kaboul, tuant 91 personnes. Dans les provinces où il s’est implanté, ses combattants se livrent régulièrement à des exactions contre les villageois.
Hafez Saïd Khan, chef de l'État islamique en Afghanistan et au Pakistan, est tué par un tir de drone américain le 26 juillet 2016, dans le district d'Achin, dans la province de Nangarhar,. Le 11 juillet 2017, le troisième chef de l'EI en Afghanistan, Abou Sayed, est tué par une frappe américaine contre son QG dans la province de Kunar. Abou Omar Khorasani reprend la tête de la branche afghane de l'EI en avril 2020, avant d'être arrêté à son tour à Kaboul, un mois plus tard. En août 2021, Abou Omar Khorasani est exécuté par les talibans quand ces derniers s'emparent de la prison de Pul-e-Charkhi.
Le 26 août, l'État islamique revendique deux attentats suicides proches de l'aéroport de Kaboul. L'Espagne, ainsi que l'Allemagne, le Canada et l'Australie ont arrêté les évacuations du pays. La Suède et la Grande-Bretagne ont mis un terme à leurs évacuations. La France prévoit de les arrêter le 27 août au soir. La Russie condamne ces attentats. Le général Kenneth McKenzie, chef du commandement central américain chargé de l'Afghanistan annonce le 27 août : « Si nous pouvons trouver qui est lié à cela, nous nous lancerons à leur poursuite », ce qui peut indiquer une reprise de l'engagement américain en Afghanistan (alors que l'évacuation complète des troupes américaines est prévue pour le 31 août 2021). Joe Biden annonce également vouloir « pourchasser » les auteurs de ces attentats.
Fin juillet 2023, dans le nord-ouest du Pakistan, le groupe État islamique revendique un attentat perpétré lors d'un meeting politique du parti religieux conservateur Jamiat Ulema-e-Islam (JUI-F), allié clef de la coalition gouvernementale. Celui-ci fait au moins 54 morts.

### Asie du Sud-Est
Jamaah Ansharut Tauhid et son chef Abou Baker Ba'asyir en Indonésie, se rallient à l'EI en juillet 2014, mais une partie du mouvement fait scission en réaction,. L'organisation indonésienne Mujahidin Indonesia Timur (en) (MIT) a fait allégeance à L'État islamique en 2014. Cette organisation a été fondée par Syaikh Abu Wardah Santoso, tué dans le département de Poso (province du Sulawesi central) le 18 juillet 2016 par les forces spéciales indonésiennes.
En août 2014, aux Philippines, Abou Sayyaf, Ansar al-Khilafah dit aussi Ansarul Khilafa, et les Combattants islamiques pour la liberté de Bangsamoro (en), font allégeance à l'État islamique. Isnilon Hapilon, dirigeant d'Abou Sayyaf, est désigné par l’EI comme émir régional pour l’Asie du Sud-Est et comme « combattant autorisé à commander les soldats de l’État islamique des Philippines ». Bien que plusieurs factions philippines prêtent allégeance à Daech, l’organisation ne les reconnaît pas en retour comme des « wilayas », ou franchises, et reconnaît seulement la relation formelle qu’entretiennent sa base et les djihadistes philippins. Le Front Moro islamique de libération, qui se revendique comme modéré, dénonce l'extrémisme de l'EI et condamne « tout acte barbare et sauvage, qu'il soit le fait d'autres groupes dont l'Etat islamique (EI) ou de ses membres ». L'EI commence à s'intéresser aux Philippines en 2016, lorsqu'il se retrouve en difficulté au Moyen-Orient.
Le leader et fondateur d'Ansar al-Khalfa, Mohammad Jaafar Maguid, 32 ans, est abattu le 5 janvier 2017 sur l'île de Mindanao. Le 23 mai 2017, avec la bataille de Marawi, quatre groupes ayant fait allégeance à l'EI, parmi lesquels Abou Sayyaf figure comme le plus puissant, prennent le contrôle de plusieurs quartiers de Marawi (200 000 habitants, en quasi-totalité musulmans). En octobre 2017, Marawi est reprise aux djihadistes et l'armée philippine abat Isnilon Hapilon et Omarkhayam Maute, tous deux dirigeants de la rébellion, mais demeure à la recherche de Mahmud Ahmad (en), autre commandant rebelle. Plus de 813 rebelles, 47 civils et 162 soldats ont été tués entre mai et octobre 2017 dans les affrontements selon le gouvernement.

### Corne de l'Afrique
En octobre 2015, un des principaux chefs Al-Shabbaab, Abdiqadir Mumin, annonce prêter allégeance à l'État islamique,. Mais la scission est peu importante, Abdiqadir Mumin ne rallie qu'une cinquantaine ou une centaine de combattants et doit s'enfuir dans le Puntland, sous la pression des shebabs,.
En 2016, un certain nombre de Kényans rejoignent l'État islamique. En avril 2016, un nouveau groupe baptisé « Jahba East Africa », composé d'anciens shebabs, prête allégeance à l'État islamique et annonce son intention de s'en prendre à des cibles en Somalie, au Kenya, en Tanzanie et en Ouganda.

### Égypte et bande de Gaza
Jund al-Khilafah en Égypte, se rallie à l'EI le 23 septembre 2014,.
Ansar Bait al-Maqdis, le plus important groupe armé djihadiste égyptien, annonce son allégeance à l'État islamique le 10 novembre 2014, et prend le nom de Wilayat Sinaï. Le groupe est principalement implanté dans le Sinaï.
Le 10 septembre 2015, l'Armée de l'islam, à Gaza, annonce son allégeance à l'État islamique.
Le 4 août 2016, l'armée égyptienne annonce, jeudi, avoir mené des frappes durant lesquelles a été tué un homme qu'elle présente comme le chef de la branche de l'organisation État islamique dans la péninsule du Sinaï.

### Inde
Le 10 mai 2019, l'État islamique déclare avoir établi une « province » au Cachemire, en Inde, la « wilaya du Hind ».

### Libye
En Libye, le groupe Majilis Choura Chabab al-Islam (Conseil consultatif de la jeunesse islamique), actif à Derna, annonce apporter son soutien à l'EI en juin 2014. Le 3 octobre 2014, le Majilis Choura Chabab al-Islam, qui contrôle une partie de la ville de Derna, prête allégeance à l'État islamique. Le 14 février 2015, le groupe prend le contrôle d'une partie de la ville côtière de Syrte,, à l'est de Tripoli, où, à la mi-mars, des combats l'opposent à Fajr Libya. Fin mai 2015, le groupe prend le contrôle de l'aéroport de Syrte. Début juin 2015, l'ensemble de la ville de Syrte est sous contrôle. Mais après des combats en juin et juillet, l'État islamique est chassé de Derna par des groupes djihadistes rivaux,. Le 5 décembre 2016, l'EI est finalement vaincu à Syrte après six mois de combats.

### Sahel, Algérie et Tunisie

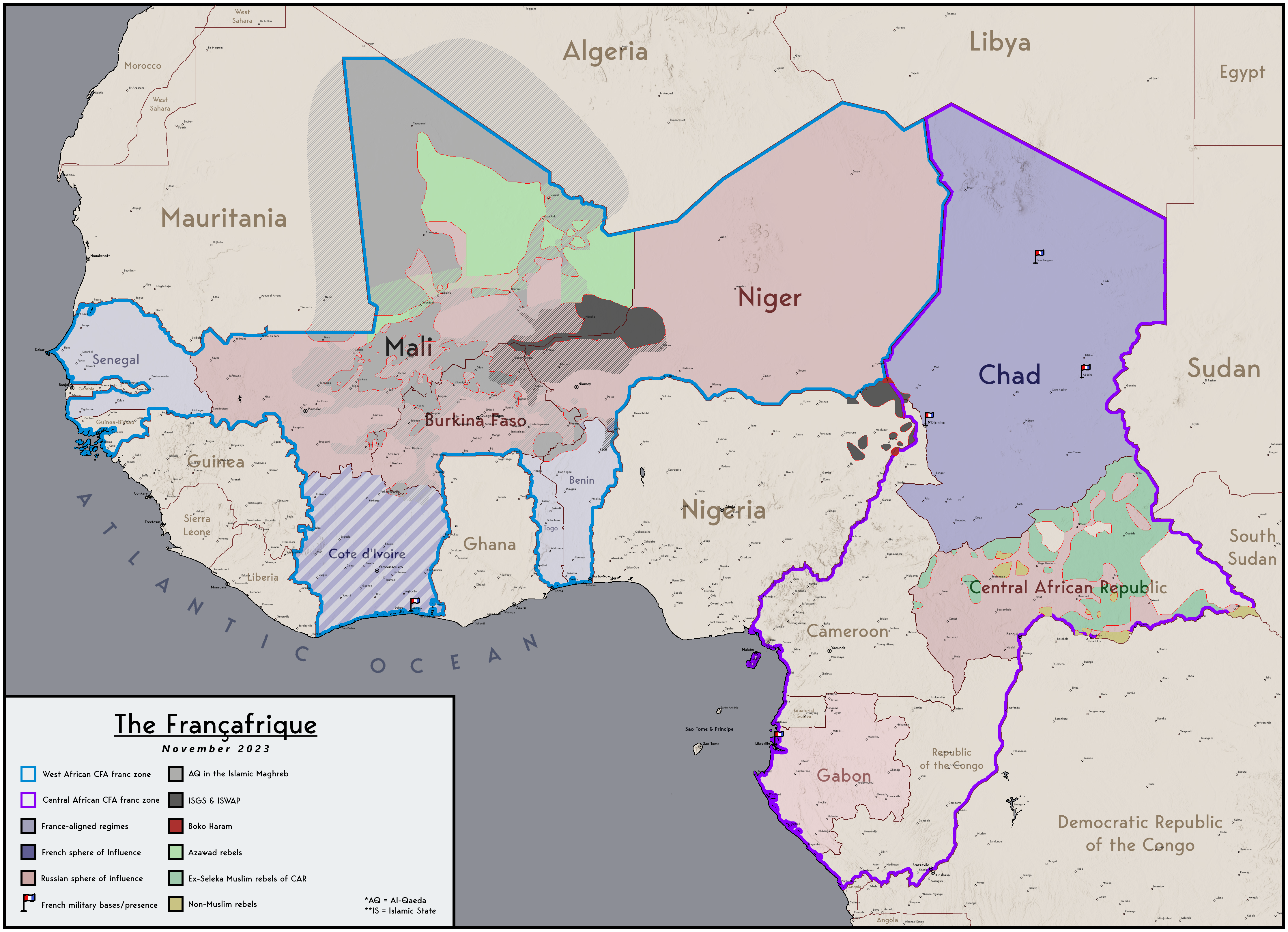
En noir, les zones d'influences de Daech au Sahel et Nigeria, fin 2023.

Le 4 juillet 2014, Al-Qaïda au Maghreb islamique (AQMI) publie un communiqué dans lequel il rejette le califat de l'EI. Il dénonce une proclamation faite « sans consultation avec les chefs des moudjahidines » et demande à l'EI quel sort il réserve aux émirats autoproclamés, comme l'émirat islamique d'Afghanistan et l'émirat islamique du Caucase. AQMI déclare « vouloir un califat, dans la voie de la prophétie, sur la base de la choura (la consultation), et qui cherche à unir les musulmans et à épargner leur sang ». Cependant en septembre, un groupe de combattants menés par Gouri Abdelmalek, dit Khaled Abou Souleïmane, émir de la région centrale en Algérie, fait scission d'AQMI et rallie l'EI. Le groupe se nomme Jund al-Khilafa (« Les Soldats du califat »). Et, quelques jours plus tard, la katiba Okba Ibn Nafaâ, active en Tunisie et liée à AQMI, annonce apporter son soutien à l'EI,. Ce groupe perd rapidement son chef, Abdelmalek Gouri, tué par l'armée algérienne le 22 décembre 2014. Son successeur, Abou Abdallah Othman al-Asimi, est tué à son tour le 19 mai 2015,.
Le 13 mai 2015, une partie du groupe djihadiste Al-Mourabitoune, issue du MUJAO, annonce prêter allégeance à l'État islamique dans un communiqué signé par Adnane Abou Walid Al-Sahraoui,. Mais deux jours plus tard, Mokhtar Belmokhtar dément l'allégeance d'Al-Mourabitoune à l'EI et déclare que le communiqué d'Al-Sahraoui « n'émane pas du Conseil de la Choura ». Al-Mourabitoune se retrouve alors divisée en deux tendances, une centaine de combattants prêtent allégeance à l'EI. Adnane Abou Walid Al-Sahraoui baptise son groupe « État islamique dans le Grand Sahara », mais pendant plus d'une année il ne fait l'objet d'aucune reconnaissance de la part du califat. La première attaque revendiquée par Al-Sahraoui après son allégeance est commise le 1er septembre 2016 à Markoye, à la frontière du Mali et du Burkina Faso, où un douanier et un civil sont tués,. Puis le 17 octobre, son groupe mène un assaut qui échoue contre la prison de Koutoukalé, au Niger. L'État islamique reconnaît officiellement l'allégeance du groupe d'Al-Sahraoui le 30 octobre 2016,.

### Nigeria

Contrôlé par le Nigeria et ses alliés
Expansion maximale de Boko Haram en 2014

Au Nigeria, jusqu'en mars 2015, Boko Haram ne prend pas parti entre l'EI et al-Qaïda. Dans une vidéo diffusée le 13 juillet 2014, Abubakar Shekau apporte son soutien à la fois à Abou Bakr al-Baghdadi, calife de l'État islamique, à Ayman al-Zawahiri, émir d'Al-Qaïda et au Mollah Omar, chef des Talibans. Finalement, le 7 mars 2015, Abubakar Shekau prête allégeance à l'EI. Il tient alors plusieurs villes dans le Nord-Est du Nigeria, principalement dans l'État de Borno, avec des incursions au Cameroun, au Niger et plus rarement au Tchad. Depuis janvier, les djihadistes nigérians font alors face à une offensive des armées nigérianes, tchadiennes, camerounaises et nigériennes,. Le 1er août 2016, d'après le journal Le Monde, « selon certains services de renseignement occidentaux, Daech aurait récemment reproché à son « disciple » son oisiveté ». L'État islamique voudrait voir Boko Haram étendre son rayon d’action au sud du Nigeria, plus cosmopolite et plus fréquenté par les expatriés du monde entier.
En août 2016, l'État islamique en Afrique de l'Ouest se scinde en deux. Le 2 août, l'État islamique présente Abou Mosab al-Barnaoui comme le Wali et le chef de ses forces en Afrique de l'Ouest. Abubakar Shekau, l'ancien chef de Boko Haram, jugé trop extrémiste, est écarté par l'EI,. Mais Shekau refuse sa défection. Dans une vidéo rendue publique le 7 août, il se présente en tant que chef du Groupe sunnite pour la prédication et le djihad, l'ancien nom officiel de Boko Haram. S'il reconnaît toujours Abou Bakr al-Baghdadi comme le « calife des musulmans », il critique Abou Mosab al-Barnaoui qu'il qualifie de « déviant » et affirme qu'il ne suivra plus « aveuglément » certains émissaires de l'EI. La plupart des combattants de l'ex-Boko Haram prennent cependant le parti d'al-Barnaoui.

### Mozambique
En juin 2019, l'État islamique déclare être présent au Mozambique et être impliqué dans les combats qui secouent le nord du pays depuis fin 2017.
Le 27 mars 2021, des djihadistes ayant fait allégeance à l'État islamique s'emparent après trois jours de combats de la ville de Palma, dans la province de Cabo Delgado.
Le 12 août 2020, Ansar Al-Sounnah prend le contrôle de la capitale provinciale Mocímboa da Praia, le groupe contrôle la ville pendant plus d'un an avant d'être reprise le 8 août 2021 par une coalition régionale après plusieurs jours de combat intense.

### République démocratique du Congo
Une attaque, commise le 16 avril 2019 contre une caserne à Bovota, près de Kamango et ayant coûté la vie à deux soldats, est la première revendiquée par l'État islamique en république démocratique du Congo,. L'EI entretient des liens avec les Forces démocratiques alliées.
Depuis la déclaration de l'État islamique de son implantation au Congo via les ADF le 18 avril 2019, les revendications d'attaques par les médias de l'État islamique se multiplient.
Entre avril 2019 et mars 2020, le groupe revendique 33 attaques. À partir du 15 avril 2021, l'État islamique en Afrique centrale revendique 25 attaques. Cette multiplication des revendications prouve les liens entre les ADF et l'État islamique selon plusieurs chercheurs.
Le 6 août, l'armée congolaise annonce avoir perdu au moins 2 000 militaires depuis octobre 2014 dans la région de Beni, dans l'est de la république démocratique du Congo, lors de combats contre des rebelles d'origine ougandaise des Forces démocratiques alliées (ADF),.

### Russie, Caucase et Asie centrale
Le 24 juin 2015, une partie de l'émirat du Caucase annonce prêter allégeance à l'État islamique. Abou Mohamed al-Adnani, porte-parole de l'EI, annonce dès le 23 juin que l'allégeance est acceptée,. Cependant, cette déclaration fut rejetée par les dirigeants de l'Émirat.
Les 31 juillet et 6 août 2015, le Mouvement islamique d'Ouzbékistan publie deux vidéos dans lesquelles il annonce prêter allégeance à l'État islamique,.
Le 11 août 2016, les services de sécurité russe (FSB) ont annoncé avoir saisi le 27 juillet « des explosifs et des armes lors de perquisitions dans les régions de Sverdlovsk, Tioumen et Tchéliabinsk dans le cadre du démantèlement d'un vaste groupe de propagande en ligne de l'organisation Etat islamique ». Selon eux, cette communauté en ligne regroupait « plus de 100 000 membres dispersés en Russie, en Asie centrale et au Proche-Orient ayant pour but de recruter des combattants terroristes et recueillir des dons afin de financer le groupe terroriste ».

### Yémen

Carte de la guerre civile du Yémen, situation en juillet 2018.
Territoire contrôlé par les loyalistes.
Territoire contrôlé par les Houthis.
Territoire contrôlé par les djihadistes d'AQPA et de l'EI au Yémen.
Territoire contrôlé par le Conseil de transition du Sud.

Ansar Dawlat al-islammiyya, au Yémen, se rallie à l'EI le 3 septembre 2014,.
Début janvier 2016, l'EI prend le contrôle de la ville de Lawdar, près d'Aden.

### Autres régions
Ansar Dawlat al-Khilafah au Liban, al-I'tisam du Coran et de la Sounna au Soudan, et Ansar al-Tawheed en Inde se sont ralliés à l'État islamique,.

## Idéologie
L'EI est un mouvement salafiste djihadiste, particulièrement hostile aux chiites. Son objectif est le rétablissement du califat des Abbassides, c'est-à-dire un État musulman s'étendant de l'Afrique du Nord à l'Asie centrale.
Cette idéologie s'inscrit dans une mutation des États arabes, d'un modèle laïque vers des modèles confessionnels et communautaristes : le régime baasiste de Saddam Hussein, initialement laïc, a commencé à se présenter comme le défenseur de l'islam sunnite contre l'« hérésie » chiite à partir de la guerre Iran-Irak. Cette idéologie s'est radicalisée au cours des décisions politiques des gouvernements suivants,.
Les salafistes djihadistes de l'État islamique sont également qualifiés de « takfiri » ou de « kharidjites » par leurs adversaires musulmans, en particulier par les chiites et les salafistes quiétistes,,. Des termes que les membres de l'État islamique rejettent.
L'État islamique connait également des divisions idéologiques internes,,. Dès 2014, apparaît le courant des « hazimistes » du nom d'Ahmad Ibn Omar al-Hazimi, un théologien saoudien emprisonné dans son pays à partir de 2015, connu pour prêcher « l'excommunication pour les indulgents »,,. Ses partisans réclament alors l'application du takfir (excommunication) contre ceux qui refusent ou hésitent à déclarer takfir les « mauvais croyants ». L'État islamique publie à partir de 2016 plusieurs communiqués condamnant la doctrine d'al-Hazimi et ses partisans sont qualifiés d'« extrémistes »,. Le terme d'« hazimistes » est cependant généralisé par l'État islamique pour qualifier toutes les mouvances de sa dissidence radicale.

## Stratégie
La stratégie de l’État islamique n'est pas uniquement le résultat de concours de circonstances, ni de pulsions destructrices de ses combattants, elle découle d'une réflexion sur le long terme, inscrite dans l'histoire des mouvements djihadistes. Et c'est en appuyant sur ce point que, progressivement, l'EI chercherait à se construire une autorité, et démontrer qu'il fonctionne en 2016, non pas comme un groupe, une jamâ'a, mais bien comme un État,,,.

### Favoriser le chaos: «l'administration de la sauvagerie»
L'EI suit une stratégie élaborée par des idéologues islamistes depuis le début des années 2000 et diffusée sur des sites d'internet. Un opuscule rédigé entre 2002 et 2004 par un certain Abou Bakr al-Naji et intitulé « L'administration de la sauvagerie : l'étape la plus critique à franchir par la Oumma », a un succès particulièrement important parmi les mouvements djihadistes. L'auteur détaille la stratégie grâce à laquelle les groupes djihadistes seront selon lui en mesure de s'imposer territorialement face aux régimes arabes et musulmans, d'une part, face aux Américains et aux Occidentaux, d'autre part,. Selon Wladimir Glasman, ancien diplomate et auteur d'études sur les mouvements islamiques :

« L'ouvrage soutient qu'en provoquant un déchaînement de violence dans les pays musulmans, les djihadistes contribueront à l'épuisement des structures étatiques et à l'instauration d'une situation de chaos ou de sauvagerie. Les populations perdront confiance en leurs gouvernants, qui, dépassés, ne sauront répondre à la violence que par une violence supérieure. Les djihadistes devront se saisir de la situation de chaos qu'ils auront provoquée et obtenir le soutien populaire en s'imposant comme la seule alternative. En rétablissant la sécurité, en remettant en route les services sociaux, en distribuant nourriture et médicaments, et en prenant en charge l'administration des territoires, ils géreront ce chaos, conformément à un schéma de construction étatique hobbesien. À mesure que les « territoires du chaos » s'étendront, les régions administrées par les djihadistes se multiplieront, formant le noyau de leur futur califat. Convaincues ou non, les populations accepteront cette gouvernance islamique. »

Le plan d'Abou Bakr al-Naji obéit à trois étapes ; la première, harceler l'ennemi continuellement, notamment par le biais d'attentats, pour l'affaiblir moralement et matériellement. La deuxième, « l'administration de la sauvagerie », est la plus importante, elle doit avoir lieu après la chute d'un ou de plusieurs États, et de la période de chaos qui suit. Selon Nabil Mouline, chargé de recherche au CNRS :

« Pour reconstituer l’unité originelle de la communauté islamique […] les leaders jihadistes devront recourir essentiellement à trois ingrédients : la violence extrême, la bonne gestion des territoires soumis et la propagande. Terroriser les ennemis et les populations soumises serait l’un des meilleurs moyens pour conquérir des territoires et les conserver. Il serait donc licite d’employer les techniques les plus terrifiantes (massacre, enlèvement, décapitation, crucifiement, flagellation, amputation, bûcher, lapidation, etc.) pour la cause.

Une fois la plateforme sanctuarisée, il faudrait bien l’administrer en assurant la sécurité, la nourriture, la santé, la justice et l’enseignement. Autrement dit, créer une structure étatique qui aurait pour principale mission de faire appliquer la charia dans tous les domaines.

Afin de légitimer la politique de la terreur et donner à voir la bonne gouvernance du chaos, la propagande serait l’outil privilégié. Tout doit être fait pour frapper les esprits et catalyser l’imaginaire du plus grand nombre. La maîtrise des outils de communication les plus modernes par les membres de l’organisation Etat islamique laisse penser que ce conseil, comme le premier d’ailleurs, a été pris très au sérieux ! »

La troisième et la dernière étape est la proclamation du califat.
Selon Myriam Benraad, la violence de l'État islamique a pour origine l'humiliation dont la communauté sunnite estime avoir été victime depuis l'invasion américaine, dans une logique selon laquelle le groupe entend « rendre la violence dans des proportions équivalentes à celle qu'[il] estime lui avoir été infligée ». Elle souligne d'une manière générale « la capacité des courants islamistes à incarner une alternative » face à l'humiliation ressentie par les populations du Moyen-Orient et du monde arabe et musulman, « en réaction à des régimes autoritaires et répressifs, ainsi qu'à des influences extérieures jugées indésirables et néfastes ».

### Internationaliser le conflit
L'autre axe stratégique, selon Pierre-Jean Luizard, est une internationalisation du conflit. Pour ne pas se contenter des poches du territoire communautaire et confessionnel arabe sunnite initialement contrôlé en Irak, l'EI choisit d'une part d'occuper les zones frontalières avec la Syrie, l'Arabie Saoudite, et la Jordanie, et d'autre part de provoquer l'Occident à travers la politique du pire et les atteintes aux droits des minorités (religieuses…) pour l'impliquer dans le conflit. Ces actes s'accompagnent d'attentats islamistes réalisés dans des pays en paix. Les actes s'accompagnent aussi d'une propagande insistant sur l'histoire coloniale, pour présenter les musulmans comme les éternelles victimes de l'Occident, permettant de dépasser les bases territoriales locales, et de présenter comme un universalisme séduisant l'opposition entre musulmans et mécréants. Finalement, l'un des objectifs est atteint, avec la formation « d'une coalition militaire dirigée par les Américains, et ce, avant même que cette coalition ait pu définir le moindre objectif politique pour la région ».

### Programme
Le programme de gouvernance islamique serait axé sur trois points principaux : développer la religiosité des masses, faire de la religion l'ordre social et politique, et former militairement les jeunes afin de constituer une société militarisée. Aucune place ne devant être laissée à la contestation, le but n'étant pas de gagner la sympathie des masses, mais a minima de neutraliser leur opposition et d'interdire leur rejet, le temps et les circonstances faisant qu'à terme elles n'auront pas d'autre choix que de se rallier à cette administration.

### Appui sur les populations locales et image
Face aux difficultés d'application sur le terrain, en 2010 un complément stratégique a été rédigé, planifiant la reconquête des territoires éventuellement perdus : « le Plan stratégique pour renforcer la position politique de l’État islamique d'Irak ». Ce plan insiste sur : la nécessité de se faire des alliés idéologiques locaux ou tribaux, ce qui semble en bonne voie en Irak, mais pas en Syrie ; recommande de faire de l'ennemi « intérieur » la priorité, en faisant peur par la médiatisation d'exécutions sommaires ; mener une politique de la terre brûlée sur les territoires où ses ennemis sont présents ; organiser des assassinats ciblés de personnalités influentes et de leaders militaires ; développer une véritable stratégie médiatique, visant entre autres à faire de l'émir de l'EI un dirigeant médiatiquement exemplaire ayant une légitimité politique et, plus encore, religieuse tout en donnant l'impression d'une structure froide, ayant l'apparence d'un État et dont la mort du chef ne signifierait pas la fin ; rassurer les non-musulmans, ce qui est un échec jusqu'à présent.
En cohérence avec cette stratégie explicitée, l'EI ne ferait pas des attaques terroristes dans le monde entier sa priorité mais souhaiterait, avant tout, recruter des « citoyens » pour son État, des immigrants — muhâdjirûn —, afin qu'ils participent à la construction du califat. Le public visé par sa propagande ne se réduit pas aux hommes aptes à combattre, mais aussi « aux juges, aux personnes ayant une expertise dans les domaines militaire et administratif ou dans les services, aux médecins et aux ingénieurs de toutes spécialités ». L'objectif est d'organiser et d'administrer ce proto-État qu'est concrètement devenu l'EI en 2015.

## Armée de l'État islamique

### Tactiques militaires
Selon l'historien Stéphane Mantoux : « Militairement, l'EI est un objet inclassable, hybride pour les spécialistes : ni guérilla ou insurrection, ni armée régulière, mais une tactique qui se situe quelque part entre les deux ». L'organisation djihadiste a recours à de petites escouades très autonomes. Les assauts sont généralement menés par des véhicules-suicides blindés conduits par des kamikazes, suivis par des combattants d'élite, les Inghimasi, équipés d'armes légères et de ceintures explosives qu'ils peuvent actionner en dernier recours. Ces assauts coûtent cependant de lourdes pertes, d'autant que les djihadistes engagent généralement leurs troupes d'élite en première ligne et n'hésitent pas à attaquer un adversaire largement supérieur en nombre. Ils sont également vulnérables aux forces aériennes, contre lesquelles ils n'ont pas d'armement efficace. Pour Stéphane Mantoux, « il faut noter cependant que l'EI est capable d'affronter des adversaires très différents sur une quantité de fronts importante, et de souvent faire jeu égal »,.

### Nombre total de combattants
En mai 2014, Christophe Ayad, journaliste au Monde, évalue les forces de l'EIIL à environ 10 000 hommes en Irak et 7 000 à 8 000 en Syrie.
Début 2014, Charles Lister, chercheur au Brookings Doha Centre, estime que l'EIIL compte de 5 000 à 6 000 combattants en Irak et de 6 000 à 7 000 en Syrie.
Selon Romain Caillet, le mouvement compte 8 000 à 10 000 hommes en Irak. Il précise : « En Irak, il s'agit à 90 % d'Irakiens, tandis qu'en Syrie on a 50 % de combattants locaux auxquels s'ajoutent des étrangers venus du Maghreb, du Golfe, des Balkans, de la diaspora tchétchène et des Occidentaux venus d'Europe ou des États-Unis ». Parmi ces djihadistes étrangers se trouvent des personnes venant de pays musulmans (Pakistan, Tchétchénie) ou à majorité musulmane (Indonésie, Bosnie-Herzégovine, Serbie) qui représentent 10 % des combattants en Syrie. Mais on dénombre aussi des djihadistes européens qui viennent surtout de Belgique, de France et du Royaume-Uni (ils sont environ 2 000).
En juillet 2014, Romain Caillet revoit ses estimations à la hausse, il déclare que : « avant la prise de Mossoul, l'EI comptait environ 20 000 hommes, en Syrie et en Irak. Étant donné qu'il a libéré de nombreux prisonniers et qu'il a bénéficié de ralliements, il a sans doute environ 25 000 hommes à l'heure actuelle ». Puis en mai 2015, il estime que l'EI compte désormais 65 000 à 80 000 hommes, forces en Libye et au Sinaï incluses.
Début juillet 2014, le journal britannique The Daily Telegraph indique que selon Hicham al-Hachemi, un analyste irakien ayant eu accès à des documents de l'État islamique saisis par les forces de sécurité irakiennes, environ 25 000 combattants auraient prêté allégeance en Irak à l'État islamique.
En août 2014, Yves Boyer, professeur de relations internationales à l'École polytechnique et directeur-adjoint à la FRS, estime entre 20 000  et   30 000 le nombre des combattants de l'EI.
Le 19 août, l'Observatoire syrien des droits de l'homme (OSDH) affirme que les effectifs de l'État islamique sont désormais de 50 000 hommes en Syrie. Parmi ceux-ci 20 000 sont étrangers et 6 000 ont été recrutés pour le seul mois de juillet.
Vers le milieu de l'année 2014, la CIA estime les forces de l'EI de 20 000 à 31 000 combattants en Syrie et en Irak. À l'été 2015, cette estimation monte à environ 30 000 ou 40 000 combattants.
Selon Hicham al-Hachemi, expert en sécurité et conseiller militaire du gouvernement irakien l'État islamique a 100 000 hommes en 2014. À l'été 2015, il estime que l'EI compte 100 000 à 125 000 hommes en Irak et en Syrie, dont environ 50 000 militaires, et les autres qui assurent les soutiens logistiques,.
En novembre 2014, Fouad Hussein, chef du cabinet de Massoud Barzani, donne dans une interview au journal britannique The Independent le nombre de 200 000, soit l'estimation la plus haute.
Les effectifs diminuent ensuite à la suite des défaites des djihadistes. En mars 2017, la coalition internationale estime les forces de l'État islamique en Syrie et en Irak de 12 000 à 15 000 hommes ; en septembre 2017, les services de renseignement russes donnent quant à eux une estimation de 10 000 hommes toujours actifs en Syrie. Début décembre 2017, la coalition estime que l'État islamique ne compte plus que 3 000 combattants en Irak et en Syrie. Fin décembre 2017, elle estime qu'il n'en compte plus que 1 000.
Pourtant à l'été 2018, le département de la Défense des États-Unis estime que 15 500 à 17 100 djihadistes de l'État islamique sont encore présents en Irak, ainsi que 14 000 autres en Syrie. Et le 13 août 2018, un rapport de l'ONU estime que l'organisation compte encore 20 000 à 30 000 hommes en Irak et en Syrie, 3 000 à 4 000 en Libye et 500 au Yémen. Le chercheur irakien Hicham al-Hachemi estime quant à lui en septembre 2018 que l'État islamique compte encore 2 000 combattants actifs en Irak et 8 000 hommes au total en comptant les responsables de la logistique et les partisans, ainsi que 3 000 combattants actifs en Syrie et 12 000 hommes au total en incluant les responsables de la logistique et les partisans. En août 2019, le Pentagone estime que l'État islamique a « renforcé ses capacités insurrectionnelles en Irak et a repris ses activités en Syrie », et qu'il compte dans ces deux pays entre 14 000 et 18 000 membres, dont 3 000 étrangers. En juillet 2024, un rapport d'expertise de l'ONU estime que le nombre de combattants en Irak et en Syrie est compris entre 1 500 et 3 000. Cependant plusieurs spécialistes jugent qu'il est impossible de connaître les effectifs de l'EI avec précision, d'autant que ses pertes sont également inconnues.

### Combattants étrangers
L'EI compte de nombreux combattants étrangers. Pour le département d'État des États-Unis, 12 000 volontaires venus de 50 pays ont combattu au sein du mouvement de 2011 à 2014, dont une centaine d'Américains. En août 2014, l'OSDH indique que les combattants étrangers — qu'il évalue à 20 000 — viennent principalement des pays du Golfe, des Balkans, de Tchétchénie, d'Europe ou même de Chine. The Washington Post estime en octobre 2014 que l'EI compte environ 16 000 combattants non-Syriens et qu'environ 1 000 volontaires étrangers entrent chaque mois en Syrie pour se joindre aux djihadistes. À la même période, l'ONU considère que l'EI compte 15 000 combattants étrangers originaires de 80 pays. Le 27 septembre 2015, d'après le New York Times les services américains estiment 30 000 djihadistes étrangers originaires de cent pays se sont rendus en Syrie et en Irak depuis 2011. L'État islamique recruterait de son côté en moyenne 1 000 combattants par mois. En octobre 2017, Joseph Dunford, le chef d'état-major de l'armée américaine, déclare que 40 000 combattants étrangers issus de 120 pays différents ont rallié l'État islamique en Irak ou en Syrie et que 19 000 d'entre-eux ont été identifiés par Interpol
Il n'y a pas de « profil type » des combattants étrangers recrutés par l'EI. Ils sont issus de milieux sociaux variés parmi lesquels on trouve une minorité de diplômés. La majorité d'entre eux ont cependant moins de 30 ans, près de 10 % avaient également déjà fait de la prison. Ils ne sont généralement pas issus de familles musulmanes pratiquantes, bon nombre sont des nouveaux convertis, ou des personnes qui ne se sont mises à pratiquer leur religion que très récemment. Un rapport d'Europol, en date du 18 janvier 2016, mentionne la « portion significative de combattants étrangers [à avoir rejoint les rangs de l'État islamique] auxquels ont été diagnostiqués des troubles mentaux », citant une source qui évalue à 20 % du contingent ce type d'individus.
Le 8 décembre 2015, le Soufan group, un institut spécialisé dans le renseignement basé à New York, publie un rapport dans lequel il estime le nombre de volontaires étrangers ayant rejoint des groupes djihadistes en Irak et en Syrie entre 27 000 et 33 000. Parmi ces derniers 8 240 viennent du Moyen-Orient — dont 2 500 Saoudiens, 2 100 Turcs, 1 000 Bosniaque, 800 Albanais, 2 000 Jordaniens, 900 Libanais et 600 Égyptiens — 8 000 viennent du Maghreb — dont 6 000 Tunisiens et 1 200 Marocains — 5 000 d'Europe Occidentale — dont 1 700 Français, 760 Allemands, 760 Britanniques et 470 Belges — 4 700 de l'ex-Union soviétique — dont 2 400 Russes — 900 d'Asie du Sud-Est — dont 700 Indonésiens — 875 des Balkans et 280 d'Amérique du Nord,,. Ces chiffres incluent cependant également les combattants tués et ceux rentrés dans leurs pays. Pour le journaliste David Thomson, « ces chiffres sont imprécis et paraissent très gonflés à la hausse, mais les tendances qui ressortent de ce rapport sont exactes ».
Les combattants qui tentent de déserter sont généralement exécutés. Ainsi selon le témoignage d'un activiste syrien rapporté le 19 décembre 2014 par le Financial Times, une centaine de djihadistes étrangers ont été exécutés par une police militaire de l'EI, à Raqqa, alors qu'ils tentaient de fuir les combats,,.
Le 9 mars 2016, la chaîne britannique SkyNews affirme avoir reçu un document contenant des informations et les noms de plus de 22 000 djihadistes qui auraient été recrutés par Daech. Ce dossier, fourni par un repenti de l'organisation, contient des noms, prénoms et pays d'origine, et a été appelé le Daechleaks. Le jour même, l'ancien patron du contre-terrorisme au sein du renseignement extérieur britannique, Richard Barrett, a estimé que ce serait une ressource inestimable. D'autres analystes ont estimé qu'il s'agissait plutôt d'un montage de diverses sources au contenu en grande partie connu par les services occidentaux et dont la valeur a été surestimée pour être chèrement vendu à la chaîne Sky News.
Le 3 août 2016, le New York Times publie une enquête sur la cellule responsable des opérations extérieures de l'organisation, Emni, créée en 2014 dont le rôle initial consistait à synchroniser les forces de police internes et le contre-espionnage. Cette enquête se fonde sur des éléments provenant de services secrets européens dont les belges, français et allemands, de témoignages d'officiels américains, et d'informations collectées auprès d'un membre de l'organisation, Harry Sarfo, emprisonné à Brême en Allemagne. Dirigée par Abou Mohammed al-Adnani, porte-parole et responsable de la propagande, Emni comporterait trois zones géographiques d'action : Asie, monde arabe et Europe. Chacune d'elles est attribuée à des lieutenants d'Al-Adnani. L'un d'eux, Abou Souleymane, serait directement lié aux attaques de Paris du 13 novembre 2015 en tant que coordinateur. Le choix des cibles, la sélection des combattants et l'organisation de la logistique. Emni serait à l'origine des attaques perpétrées en Tunisie, à Sousse et au musée du Bardo. Sarfo, mentionne plus d'une centaine de terroristes renvoyés vers l'Europe avec l'aide d'intermédiaires sans liens apparents et donc décelables avec l'islam radical. Ces retours sont orientés principalement vers l'Allemagne ou la Grande-Bretagne mais aussi en direction de l'Autriche, de l'Espagne, du Liban, de la Tunisie, du Bangladesh, de l'Indonésie et de la Malaisie. Très peu vers la France. « Ne t'inquiète pas pour la France », auraient dit des responsables de la cellule à un ami de Sarfo qui s'était porté volontaire pour y être envoyé.
Le 16 octobre 2018, Joe Dunford, le chef d'état-major américain, déclare qu'environ 100 combattants étrangers continuent de rejoindre chaque mois l'État islamique. Il indique que ce nombre est loin des 1 500 arrivées mensuelles qui étaient comptabilisées trois ans plus tôt, mais affirme que ce flux, principalement via la frontière turque, « permet au groupe de rester actif ».

### Enfants soldats
Selon Slate, l'EI forme des enfants d'à peine 6 ans à des fins militaires. L'organisation a mis sur pieds un système qui permet de recruter et d'endoctriner les enfants. Les enfants soit sont enlevés soit rejoignent « consciemment » l'organisation. Ils rejoignent après des camps d’entraînement où ils sont endoctrinés et sont formés au maniement des armes. Les enfants servent ensuite de fantassins, de « mouchards », de kamikazes, et leur sang est utilisé pour des transfusions. Plusieurs vidéos diffusées par l'État islamique montrent l'entraînement militaire d'enfants,.
Selon l'OSDH, l'État islamique recrute en Syrie au moins 400 enfants de décembre 2014 à mars 2015. Surnommés les « lionceaux du califat », les plus jeunes ont environ 8 ans, ils sont soumis à des entraînements militaires et certains participent à des exécutions de prisonniers. Arrivés à l'âge de 15 ans, ils peuvent être envoyés au front,,. Parmi ces derniers figurent notamment des jeunes yézidis convertis de force à l'islam. L'un d'entre eux apparaît ainsi dans une vidéo de propagande de l'EI, égorgeant un prisonnier accusé par l'organisation d'être un espion du régime syrien.
Selon l'ONU, l'EI utilise des enfants dans les attentats-suicide.

### Femmes combattantes
Les femmes membres de l'État islamique ne sont pas autorisées à prendre part aux combats ou à mener des attentats, malgré la volonté de certaines d'entre elles de participer à ce type d'opérations. Cependant les règles évoluent en 2017 lors de l'effondrement du « califat » : dans les derniers jours de la bataille de Mossoul, le commandement djihadiste autorise des femmes à mener des attaques kamikazes en dernier recours et le 8 février 2018, l'État islamique diffuse pour la première fois une vidéo montrant des femmes au combat.

### Nombre de combattants tués en Irak et en Syrie
En mai 2015, le chercheur Romain Caillet estime que les pertes de l'EI en Irak et en Syrie pourraient être d'environ 20 000 tués, dont la moitié dans les frappes de la coalition. En juin 2016, son confrère Dominique Thomas estime de son côté que l'EI aurait perdu 22 000 hommes en Irak et en Syrie depuis 2014.
En juin 2015, l'Observatoire syrien des droits de l'homme estime que l'État islamique a perdu 8 000 hommes en Syrie, dont plus de 2 600 tués par les frappes de la coalition,.
Le 3 août 2015, Airwars, un collectif de journalistes d’investigation, publie un rapport dans lequel il indique entre autres que la coalition a mené 4 924 frappes aériennes en Irak et en Syrie entre le 23 septembre 2014 et le 30 juin 2015 et que selon des estimations officielles les pertes de Daech seraient de 10 000 à 13 000 morts,.
Le 10 août 2016, le général Sean MacFarland, commandant de la coalition internationale en Irak et en Syrie, prétend que 45 000 hommes de l'État islamique ont été tués par les frappes aériennes de la coalition en deux ans d'opérations. Un bilan probablement très exagéré. De leur côté les Russes soutiennent en mai 2016 avoir tué 28 000 djihadistes depuis le début de leur intervention — tout en n'attribuant que 5 000 morts aux Américains — une estimation qui semble tout autant exagérée.
En février 2019, le colonel François-Régis Legrier, commandant de la Task Force Wagram au Levant depuis octobre 2018 tient à temporiser : les comptes rendus estimant les pertes de Daech sont « impressionnants » mais ils restent « calculés de façon statistique et non par observation visuelle », les frappes ne fonctionnent pas « autant qu’on a bien voulu le faire croire ».

### Armements

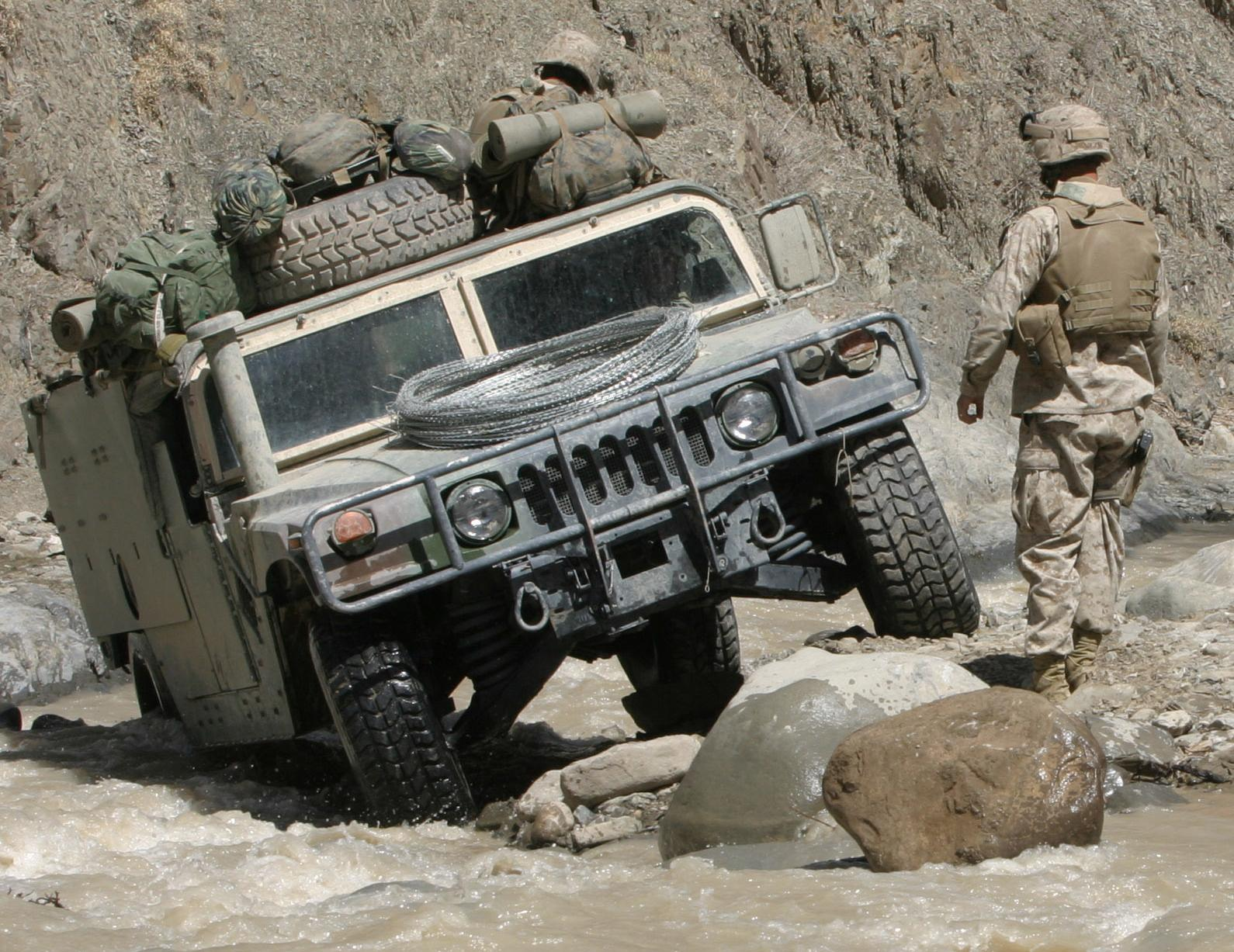
L'organisation aurait récupéré 3000 Humvee en Irak.

Une partie de l'armement a été récupérée sur les lieux du conflit : équipement militaire américain récupéré de l'armée irakienne, dont de l'artillerie lourde à Mossoul, ou avions russes récupérés sur la base de Deir ez-Zor.
Selon le ministre français de la Défense Jean-Yves Le Drian, l'EI disposait en 2014 de 3 000 Humvee, 50 chars lourds, 150 blindés légers et 60 000 armes individuelles.
Selon des documents de l'État islamique étudiés par Le Monde, l'organisation djihadiste dispose à la fin de l'année 2014 de 170 chars T-55 et T-72, dont 110 ayant été pris à l'armée syrienne et 60 à l'armée irakienne. En 2016, l'État islamique prend encore au régime plus d'une trentaine de chars lors de l'offensive de Tabqa et la troisième bataille de Palmyre. Avec la prise de Mossoul en 2014, les djihadistes ont également mis la main sur un arsenal permettant d'équiper 30 000 hommes.
Le 17 octobre 2014, l'OSDH affirme que l'État islamique dispose de trois avions de chasse en Syrie pilotés par des transfuges de l'armée irakienne. Deux de ces appareils ont été capturés lors de la bataille de Tabqa, ils seraient probablement de type MiG-21 ou MiG-23. Des témoins ont affirmé avoir vu des avions volant à basse altitude afin d’éviter les détections radars près de Jarrah.
En janvier 2015, l'armée américaine estime que 60 chars et 200 Humvee ont été détruits par les frappes aériennes de la coalition.
Dans un rapport publié en décembre 2017, l'ONG Conflict Armament Research (en) (CAR), qui a enquêté sur 40 000 pièces récupérées sur les lignes de front par les Kurdes des YPG et les forces armées irakiennes, indique que 90 % des pièces saisies par ces forces sur l'État islamique ont été fabriquées dans les pays de l'ex-Pacte de Varsovie — en Union soviétique et en Europe de l'Est — et en Chine,. La majeure partie de l'arsenal de l'État islamique provient de bases des armées irakiennes et syriennes, pillées par les djihadistes. Des armes fournies aux rebelles syriens par les États-Unis et l'Arabie saoudite sont également capturées par l'EI,.

### Armes chimiques
Le 21 août 2015, selon l'OIAC, l'EI aurait utilisé du gaz moutarde, tiré à l'aide de mortiers, lors de combats contre les rebelles syriens près de Marea, dans le gouvernorat d'Alep, en Syrie. Des médecins de la Syrian American Medical Society (SAMS) identifient par la suite l'agent et confirment l'attaque,.
L'OIAC confirme également le 15 février 2016 que du gaz moutarde a également été utilisé en Irak, en août 2015, contre des zones tenues par les peshmergas, près des villes de Gweyr et Makhmour, au sud-ouest d'Erbil, faisant 35 blessés. Cependant le gaz moutarde n'a pas été utilisé en assez grande quantité pour être mortel. La fabrication semble être artisanale, la CIA estime alors à cette date que l'EI est en mesure de concevoir de la chlorine et du gaz moutarde, mais en petite quantité. Contrairement au sarin, le gaz moutarde est facile à fabriquer.
Selon l'IHS Conflict Monitor, l'EI est accusé d'avoir utilisé des armes chimiques (principalement du chlore et du gaz moutarde) à 71 reprises — 41 en Irak et 30 en Syrie — entre 2014 et 2017.
Selon Ahmet Üzümcü, directeur général de l'OIAC, les djihadistes de l'État islamique ont « la technologie, le savoir-faire et l'accès aux substances » qui leur permet de fabriquer leurs propres armes chimiques. Du chlore (bertholite) aurait aussi pu être utilisé selon l'OSDH.
Le 30 janvier 2015, le commandement militaire américain au Moyen-Orient annonce que Saleh Jassim Mohammed Falah Al-Sabaawi, dit « Abou Malik », présenté comme « l’expert en armes chimiques de l’Etat islamique », a été tué le 24 janvier par un raid aérien près de Mossoul,.

## Organisation et commandement

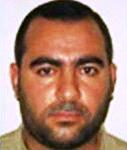
Abou Bakr al-Baghdadi en 2004, photographié par les Américains lors de sa détention au camp Bucca. Tué par les forces spéciales américaines durant la nuit du samedi 26 au dimanche 27 octobre 2019.
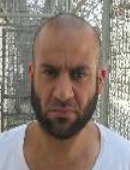
Amir Mohammed Abdul Rahman al-Mawli al-Salbi, « calife » de 2019 à 2022, année de sa mort pendant un raid des forces spéciales américaines.
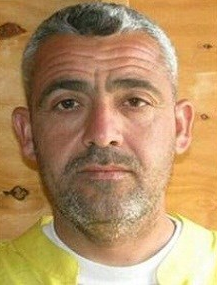
Abou Muslim al-Turkmeni, chargé de la gestion des provinces irakiennes. Tué par l'aviation américaine le 18 août 2015[396].
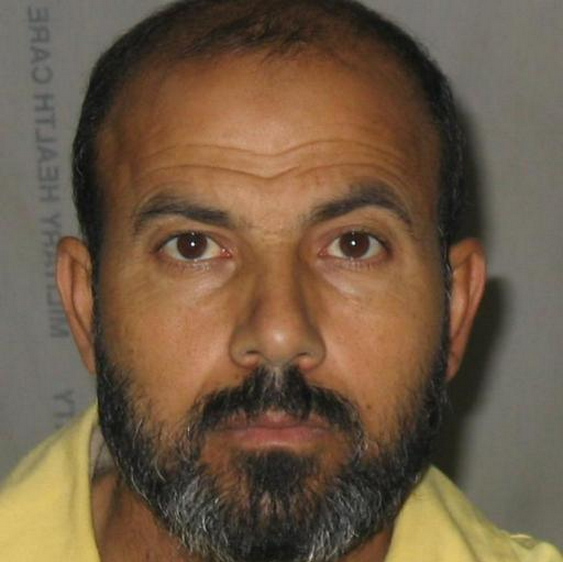
Abou Mohannad al-Sweidaoui, commandant militaire de l'EI, tué à la bataille d'al-Anbar en 2014 par une frappe de la coalition[397].
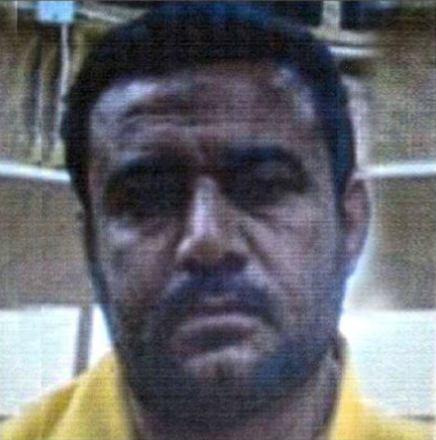
Abou Ahmed al-Alwani, membre du conseil militaire de l'EI.
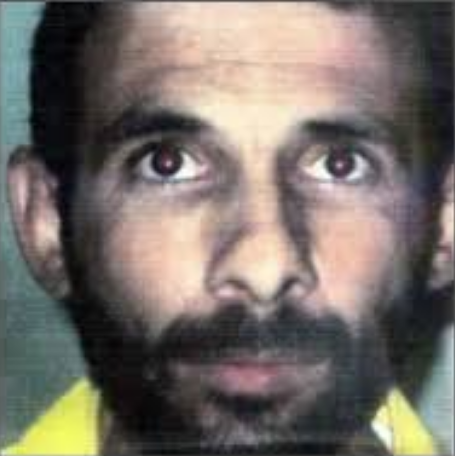
Abou Fatma al-Jaheishi, gouverneur de l'Euphrate central et méridional

Le premier commandant en chef de l'État islamique d'Irak est Abou Omar al-Baghdadi, qui est tué le 18 avril 2010, lors d'une opération des armées américaines et irakiennes près du lac du Thartar, non loin de la ville de Tikrit. Abou Bakr al-Baghdadi lui succède comme « émir » de l'État islamique d'Irak, puis de l'État islamique en Irak et au Levant, avant d'être proclamé « calife » de l'État islamique le 29 juin 2014. Il trouve la mort le 27 octobre 2019 en actionnant sa ceinture explosive lors d'un raid américain à Baricha, en Syrie, menée par la Delta Force. Abou Ibrahim al-Hachimi al-Qourachi, le troisième chef de l'État islamique, se suicide quant à lui le 3 février 2022 à Atme (en), en Syrie, lors d'une nouvelle opération américaine visant à l'éliminer. Son successeur, Abou al-Hassan al-Hachimi al-Qourachi, est tué en octobre 2022, près de Deraa, par des rebelles de l'Armée syrienne libre. Le 3 août 2023, l'État islamique annonce la mort de cinquième chef, Abou al-Hussein al-Husseini al-Qourachi, lors d'affrontements contre Hayat Tahrir al-Cham dans le gouvernorat d'Idlib. Abou Hafs al-Hachemi al-Qourachi est désigné pour lui succéder.
Dans les années 2010, le numéro 2 de l'État islamique serait Abou Ali al-Anbari, aussi appelé Abou Alaa al-Afari, selon le gouvernement irakien,. Ce dernier est tué près de Raqqa, le 24 mars 2016, par les forces spéciales américaines,.
L'État islamique dispose également d'un « ministre de la Guerre », qui est le chef de la force militaire de l'organisation. Ces derniers sont : Abou Abdel Rahman al-Bilaoui, tué en juin 2014 à la première bataille de Mossoul ; Abou Omar al-Chichani, tué en juillet 2016 à al-Charqa, ; et Gulmurod Khalimov, possiblement tué en avril 2017 à la deuxième bataille de Mossoul.
Parmi les autres chefs importants figurent Abou Mohammed al-Adnani, à la fois porte-parole, chef militaire et responsable des opérations terroristes extérieures de l'État islamique. Il est tué près d'Al-Bab le 30 août 2016, par un bombardement américain. Le 7 septembre 2016, Wa’il Adil Hasan Salman Al-Fayad, présenté par le Pentagone comme le « ministre de l'information », est tué par un raid aérien américain. Abou Wahib, présenté comme le chef de l'État islamique pour la province d'al-Anbar, est tué le 6 mai 2016 par une frappe aérienne de la coalition.
Les documents analysés par Hicham al-Hachemi ont également permis une meilleure connaissance de l'organisation interne du groupe. Autour d'Abou Bakr al-Baghdadi, sept hommes composent le « gouvernement » de l'État islamique en Irak et au Levant :
- Abou Abdul Kadr (Shawkat Hazem al-Farhat), chargé de l'encadrement ;
- Abou Mohamed (Bashar Ismail al-Hamdani), chargé des prisonniers ;
- Abou Louay/Abou Ali (Abdul Wahid Khutnayer Ahmad), chargé de la sécurité ;
- Abou Salah (Muafaq Mustafa Mohammed al-Karmoush), chargé des finances des provinces irakiennes ;
- Abou Hajar al-Assafi (Mohammed Hamid al-Duleimi), chargé de la coordination entre les provinces et courrier ;
- Abou Kassem (Abdullah Ahmed al-Meshedani), chargé de l'accueil des combattants arabes et étrangers, notamment de leur logement, et peut-être du transport des kamikazes ;
- Abou Abdel Rahman al-Bilaoui (Adnan Ismail Najem Bilawi), ancien capitaine de l'armée irakienne sous Saddam Hussein, chef du conseil militaire pour les provinces irakiennes ; tué le 5 juin 2014 à Mossoul. Abou Omar al-Chichani lui succède en tant que commandant de toute l'armée de l'État islamique[407],[415].

Deux adjoints se partagent les affaires syriennes et irakiennes :
- Abou Ali al-Anbari, ancien général de l'armée de Saddam Hussein sans doute originaire de Mossoul, chargé des opérations en Syrie ;
- Abou Mouslim al-Turkmeni (Fadel Ahmad Abdullah al-Hiyali), chargé de la gestion des provinces irakiennes, sous l'autorité duquel se trouvent les six gouverneurs :
  - Abou Nabil (Wissam Abed Zaid al-Zubeidi), gouverneur de la province de Salah ad-Din ;
  - Abou Fatma (Nena Abed Naif al-Jubouri), gouverneur de la province de Kirkouk ;
  - Abou Fatma (Ahmed Mohsin Khalal al-Jihaishi), gouverneur de l'Euphrate central et méridional ;
  - Abou Jurnas (Rathwan Talib Hussein Ismail al-Hamduni), gouverneur des zones frontalières ;
  - Abou Abdul Salem/Abou Mohammed al-Sweidawi (Adnan Latif Hamid al-Sweidawi), ancien lieutenant-colonel de l'armée de Saddam Hussein, gouverneur de la province d'Anbar et membre du conseil militaire ;
  - Abou Maysara (Ahmed Abdul Kader al-Jazza), gouverneur de la province de Bagdad.

Existe également un conseil de guerre, composé de trois membres :
- Abou Shema (Fares Reif al-Naima), chargé des magasins ;
- Abou Alaa al-Afari, ou Abou Suja, ou Abdul Rahman al-Afari, chargé des affaires des martyrs et des femmes ;
- Abou Kifah (Khairy Abed Mahmoud al-Taey), chargé des attentats par engin explosif improvisé (EEI/IED).

Selon le chercheur irakien Hicham al-Hachemi, fin 2017, de nombreux hauts responsables sont morts, Abou Bakr al-Baghdadi se cache et n'exercerait plus de réelle influence sur le commandement de l'organisation, qui serait alors assuré par un « comité de procuration » dirigé par cinq membres :
- Iyad Ahmad Jumayli, Irakien, chef du comité ;
- Ghanem Jbouri Abouteiba, Irakien, chargé des finances et de l'administration ;
- Ahmad Shaker al-Jbouri, Irakien ;
- Abou Tarab al-Jerba, Saoudien, responsable des opérations extérieures et de la logistique ;
- al-Oweini, Tunisien, chef sur la sécurité interne.

## Service de renseignement
Au cours des années 2010, l'État islamique se dote d'un service de renseignement appelé l'Amniyat, chargé du renseignement militaire, du contre-espionnage, du maintien de l'ordre public et des attaques terroristes extérieures.

## Structure de l'«État»

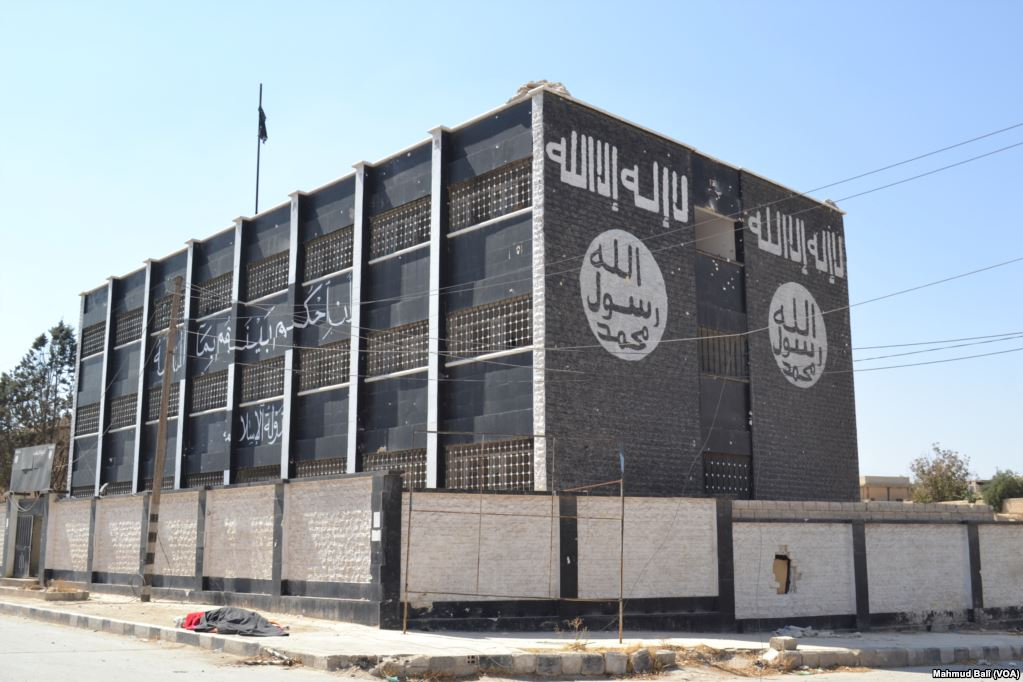
Bâtiment de l'État islamique à Manbij, en Syrie, en 2016.

Progressivement, alors que l'organisation occupe « un territoire grand comme la Jordanie » et poursuit sa progression militaire dans le Kurdistan syrien, les djihadistes jettent les bases institutionnelles « d'un véritable État », avec des structures de gouvernement et de personnalités dirigeantes bien définies.
En dépit de ses structures institutionnelles, du strict point de vue du droit international, l’« État » relevant de l'organisation EIIL « reste en gestation ». Bien qu'il contrôle ou revendique un territoire précis correspondant à la zone de peuplement sunnite d'Irak et de Syrie, il lui manque « des frontières reconnues par l'ONU et la communauté internationale, […] la possibilité de frapper monnaie, […] et le pouvoir de délivrer des papiers d'identité ».

### Avis de spécialistes
Au cours de l'année 2015, l’État islamique est considéré par nombre de spécialistes ou responsables politiques comme un proto-État,,,,,. Quant à Frédéric Encel, il estime même que si ce n'est pas un État, « ça y ressemble furieusement » car il présente « les prérogatives et réalités d'un État : structure exécutive de commandement, espace sous contrôle, administration civile et militaire, monnaie « nationale » ayant cours sur cet espace, système économique cohérent, force militaire structurée ».
Selon le chercheur Romain Caillet, « [e]n dehors de la reconnaissance par le droit international, l'EI a tous les attributs d'un État. C'est ce qui manque pour qualifier clairement l'État islamique d'État. L'EI a une administration qui est bien plus développée que beaucoup de pays africains, en dehors des pays arabes. Il a une police, des tribunaux, collecte l'impôt, a un état civil et enregistre les mariages, les divorces, les indemnités d'après-divorce. Les membres de l'EI enregistrent les plaintes. Ils ont fait une vidéo récemment sur le code de la route et la pratique des feux rouges. Ils ont un diwan de la santé, un diwan de sûreté générale, un diwan du pétrole, un pour l'agriculture et la pêche, un de l'enseignement et ils vont même produire des programmes scolaires et des manuels. Ils ont donc tous les attributs régaliens, sauf celui nécessaire à notre époque contemporaine du droit international et de la reconnaissance par les autres pays. ».
Selon le chercheur Jean-Yves Moisseron, « Daech est plus fragile qu'il n'en a l'air. Ce n'est pas vraiment un État. C'est une série d'agglomérats divers, des tribus, des régions, des chefs de clan qui font allégeance à une structure centrale. Il gère de manière un peu féodale son territoire. Il n'a pas les moyens d'un État moderne. Ces allégeances sont fragiles. Elles peuvent se retourner demain par exemple, si l'armée syrienne occupe une partie du territoire. C'est un système fragile aussi parce que son financement repose en large partie sur le pétrole et la vente d'objets d'art ».

### Pouvoir à la tête de l'EI
D'un point de vue politique, le « califat » fondé par l'État islamique est dirigé par Abou Bakr al-Baghdadi, qui s'est attribué le titre de « calife Ibrahim ».
« [Chef] religieux et politique du territoire de l’EI », al-Baghdadi est à la fois à la tête du pouvoir exécutif et du pouvoir judiciaire. Il est secondé par deux anciens généraux irakiens : « Abu Muslim al-Turkmani, qui régit les opérations en territoire irakien, et Abu Ali al-Anbari, qui s’occupe du territoire syrien ». Le pouvoir exécutif comprend également un « cabinet », qui « conseille al-Baghdadi à propos des décisions de l’État » dont la composition reste méconnue.
Pour l'exercice du pouvoir judiciaire, le calife est appuyé par un « conseil consultatif ».
Il n'y a pas de pouvoir législatif, au sens d'institutions politiques établies discutant et votant des lois (Assemblée, Sénat, Parlement), l'État islamique considérant que « la loi islamique est la seule loi applicable ».

### Administration
Sur le plan administratif, l’État islamique dispose de réelles « structures [administratives et] bureaucratiques ». Il se divise en « sept vilayets, ou provinces », sortes de « comités locaux », avec à leur tête des gouverneurs. S'appuyant à leur tour sur des dirigeants locaux, et sur « les populations sunnites délaissées par le gouvernement précédent d'al-Maliki », ils assurent le maintien des services publics et de l'ordre quotidien (« bureau de poste, […] contraventions de stationnement »…). Ainsi, selon le Huffington Post, si l'État islamique ne peut être considéré comme un « État légitime », « [avec] son nombre de conseils en charge des finances, des stratégies média et de l’action militaire, c’est une société civile semi-fonctionnelle qui impose des lois brutales et sévères à toute la population ».

### Police
L'État islamique met en place une police, appelée la « Hisba », chargée de faire appliquer la charia et qui dispose d'une branche féminine. Celle-ci prend le nom de katiba al-Khansa, du nom d'une poétesse du VIIe siècle,.

### Système éducatif
L'EI instaure également un nouveau système éducatif qui entre en vigueur le 11 novembre 2015. Le groupe affirme que 600 000 élèves âgés de 6 à 15 ans sont scolarisés et que 50 000 professeurs sont inscrits. L'enseignement comprend les « règles de la charia », ainsi que l'arabe, les mathématiques, l'histoire, la géographie, l'anglais et l'informatique.

### Budget
Du point de vue de ses structures budgétaires, les ressources de l'organisation étant devenues progressivement indissociables des territoires et des populations qu'elle contrôle, on peut parler de revenus et de trésorerie proto-étatiques. En pratique, l’État islamique dispose sur son territoire « de leviers financiers récurrents » ne dépendant que de lui, « avec la prise de contrôle de puits de pétrole, de succursales de la Banque centrale, de villes importantes comme Mossoul, forte d'un million d'habitants, et aussi et surtout en commençant à prélever des impôts, en l’occurrence des taxes sur les minorités chrétiennes ».
Les djihadistes de l'État islamique reçoivent un salaire régulier : 100 à 150 dollars pour les simples combattants et environ 50 dollars pour les non combattants chargés des fonctions administratives. Une somme cumulable de 50 dollars par femme est versée au mari, ainsi que 35 dollars par enfant et 35 dollars par esclave. Des primes sont également versées, notamment pour des mariages ou après des victoires militaires.

### Monnaie
L'EI, qui cherche toujours plus à s'affirmer comme un véritable État annonce en novembre 2014 vouloir frapper ses propres pièces dans le cadre d'un système monétaire basé sur les systèmes monétaires des califats médiévaux, et cette rumeur est reprise en avril 2015 par un blog ou sur les médias sociaux, puis l'annonce effective de frappe des premières pièces est réaffirmée par l'EI le 29 août 2015. Les pièces seraient les suivantes :
- fulus de cuivre :
  - pièces de 10 fulus
  - pièces de 20 fulus
- dirhams d'argent :
  - pièces de 1 dirham
  - pièces de 5 dirhams
  - pièces de 10 dirhams
- dinars d'or :
  - pièces de 1 dinar
  - pièces de 5 dinars

Il s'agit d'une monnaie métal : la valeur d'une pièce serait celle de la valeur intrinsèque du métal qui la compose, limitant ainsi son emploi, en raison des variations du cours des métaux, aux seuls territoires contrôlés par l'EI, sans convertibilité d'une telle monnaie. Cependant, lors de sa création, l'État islamique annonçait un taux de change de 139 $US pour un 1 dinar d'or, et une parité du dirham d'argent avec la monnaie américaine.

## Ressources
Selon un rapport de Jean-Charles Brisard et Damien Martinez publié par Reuters en novembre 2014, les ressources dans les territoires contrôlés par l'EI lui ont rapporté 2,906 milliards de dollars : 38 % de ces revenus viennent du commerce du pétrole, 17 % du gaz naturel, 12 % d'impôts et d'extorsions de fonds, 10 % de la production de phosphate, 10 % de la vente de ciment, 7 % de l'agriculture, 4 % des rançons et 2 % de donations privées. Selon les études du GAFI et du Congrès américain, en 2015, la proportion de revenus liés à l'impôt révolutionnaire apparait supérieure, de l'ordre de 30 %, et celle sur l'agriculture également (20 %). Il est estimé qu'environ 40 % de la production irakienne de blé et d’orge est aux mains des djihadistes, qui le vendent au marché noir et en retireraient 200 millions de recettes.
Jean-Charles Brisard considère, en février 2015, qu' « il sera très difficile à l’EI de remplir sa mission d’État. Ses revenus sont insuffisants pour assurer les services d’un État ». Plusieurs enquêtes et analystes font état en 2015 d'une nette baisse des revenus de l'EI, notamment issus du pétrole, conduisant à une baisse de la qualité des services rendus à la population et à la hausse des taxes, impôts, extorsions, rapines et trafics en tout genre. Francis Perrin, directeur de la revue Pétrole et gaz arabes, estime cependant que « tant qu’il [l'EI] garde le contrôle d’une base territoriale, il pourra s’autofinancer ».
Fin 2015, l'EI annonce « un budget de 2 milliards de dollars pour l’année 2015, avec un excédent escompté de 250 millions », et selon des experts américains du pentagone « les donations étrangères ne représentaient que 5 % de ses recettes entre 2005 et 2010, la part des contributions issues de généreux donateurs du Golfe ou du détournement d’actions humanitaires n’a pas évolué de façon significative après l’établissement du califat en juin 2014 » ; mais on estime que « les agences antiterroristes et les experts ont une vision encore parcellaire des finances de l’EI ». Un document, de janvier 2015, interne à l'EI de la province de Deir ez-Zor, affirme que « sur 8,5 millions de dollars de recettes mensuelles de la province, 44,7 % proviennent des confiscations, 27,7 % du pétrole et 23,7 % des taxes. Plus de 5,5 millions ont été dépensés, ventilés entre salaires des combattants (43,6 %), bases militaires (19,8 %), services à la population (17,7 %), police islamique (10,4 %), aides (5,7 %) et médias (2,8 %) ».
Nécessité faisant loi, l'EI fait commerce avec ses ennemis (dont l’État syrien et les rebelles syriens) : les besoins des uns et des autres sont ainsi satisfaits en pétrole, gaz, électricité, et des agents de l’État syriens sont toujours payés par celui-ci quand ils sont sous contrôle de l'EI, qui se charge de taxer leurs salaires. L'EI contrôle des puits de pétrole, avec du matériel en mauvais état, mais ne peut le raffiner, et vend du pétrole brut pour avoir des rentrées d'argent, et achète de l'essence. Des installations électriques ou gazières sont cogérées par l'EI et l’État syrien.
L'EI faisait également affaire avec certaines entreprises occidentales, notamment le cimentier français Lafarge qui lui a versé plusieurs centaines de milliers d'euros à partir de juillet 2012.

### Pétrole et gaz naturel

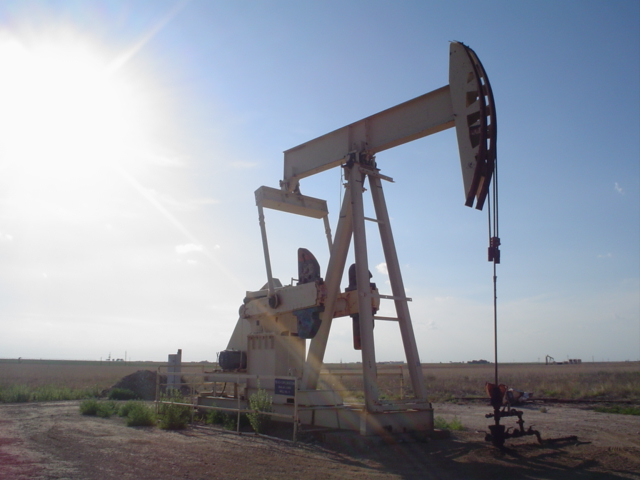
La contrebande de pétrole est l'une des principales sources de financement de l'État islamique

L'EI contrôle des puits de pétrole en Syrie et organise des trafics d'armes et de carburant. Ses combattants lèvent des impôts dans les zones placées sous leur contrôle et pratiquent occasionnellement vols, kidnappings et extorsions de fonds. Selon le Council on Foreign Relations et le Washington Post, l'EIIL récoltait en un mois 8 millions de dollars, soit près de 100 millions de dollars par an. Selon une étude de Iraqoilreport publiée le 9 juillet 2014, l'État islamique gagnerait 1 à 3 millions de dollars par jour rien qu'avec la contrebande de pétrole,. Le cabinet américain IHS estime quant à lui que la production de pétrole rapporte à l'EI 800 millions de dollars par an, soit l'équivalent de 2 millions de dollars par jour. Alors que toutes les autres activités de l'EI sont largement déconcentrées, la production, les livraisons, les ventes sont étroitement contrôlées par l'EI selon plusieurs études.
D'après les estimations des experts de l’ONU, l'EI conserve environ la moitié environ de sa production pétrolière pour ses besoins propres (équipements militaires, approvisionnement de la population, fonctionnement des centrales électriques et des groupes électrogènes sur les territoires placés sous son contrôle). L'autre partie, vendue bon marché, est rachetée principalement par la Turquie, mais aussi parfois par le régime syrien ou par les Kurdes. En novembre 2015, Laurent Fabius, ministre français des Affaires étrangères, dit avoir « des soupçons » sur le fait « qu’une partie [du] pétrole [de l'EI] est revendu à M. Bachar al-Assad ». Début septembre 2014 l'ambassadrice de l'Union européenne en Irak, Jana Hybaskova, a affirmé devant des députés de la commission des affaires étrangères du Parlement européen, que « malheureusement, des États membres de l'UE achètent ce pétrole ». Cette affirmation est contestée bien que le fait que du pétrole de l'EI se retrouve en Europe via des réseaux parallèles turcs ne soit pas impossible. D'après la journaliste française Martine Orange, « les experts du monde pétrolier ne croient guère à ces accusations. Car le marché pétrolier, contrairement aux apparences, est contrôlé. Chaque pétrole a sa carte d’identité, son ADN. En fonction de sa qualité, de sa teneur en soufre ou autre, il est possible, à partir d’une simple analyse, d’en déterminer l’origine, d’établir le gisement dont il provient. Des sociétés de certification contrôlent toutes les cargaisons. Les grands groupes pétroliers risquent des sanctions graves en cas de violation. […] Les enquêtes et les études publiées sur le trafic du pétrole de Daech mettent plutôt en lumière une contrebande locale et régionale ».
Cependant pour Aymenn Jawad al-Tamimi, chercheur au Centre pluridisciplinaire d'Herzliya et au Forum américain du Moyen-Orient, les revenus pétroliers de l'EI seraient surestimés. Il se serait procuré un rapport budgétaire mensuel de la province de Deir ez-Zor d'après lequel la contrebande de pétrole n'aurait rapporté que 2 millions de dollars en un mois, soit très loin de certaines estimations qui donnaient jusqu'à 3 millions de dollars par jour. Selon al-Tamimi ce seraient les taxes imposées à la population qui constituerait la principale ressource de l'EI soit 70 % de l'argent collecté. Le géopolitologue Frédéric Encel souligne que « les raffineries situées en territoire conquis par l'EI ayant été bombardées, il ne peut vendre de l'essence et doit se contenter d'exporter des huiles non traitées. Cela rapporte forcément moins ».
Sur les 11 000 attaques répertoriées depuis l’engagement de la coalition internationale en Irak et en Syrie, en juin 2014, jusqu'à septembre 2015, 196 seulement ont visé des infrastructures pétrolières, selon les chiffres publiés par le Financial Times. Celles-ci sont ensuite davantage prises pour cible, en particulier après les attentats du 13 novembre 2015 en France et le rapprochement de la coalition avec la Russie. Le 16 novembre 2015, la coalition bombarde pour la première fois des camions-citernes qui acheminent le pétrole issu des champs pétroliers contrôlés par l'EI. Les bombardements des infrastructures pétrolières sous contrôle de l'EI par la coalition affaiblissent peu à peu les revenus que l'EI en tire. Alain Rodier, directeur de recherche chargé du terrorisme au Centre français de recherche sur le renseignement (CF2R), indique en novembre 2015 indique que « Daech a désormais du mal à faire vivre son « État » avec cette manne financière, il a même des difficultés à se fournir lui-même en pétrole ». Camille Grand, directeur de la Fondation pour la recherche stratégique, indique que les frappes de la coalition sur les convois de camions-citernes « sont désormais, et depuis le 13 novembre, régulières et portent un coup sévère à l’une des principales ressources de Daech ».
Le Financial Times révèle en octobre 2015 des accords secrets entre Daech et le régime syrien, en particulier dans le gaz, qui génère environ 90 % de l'électricité des deux entités. Ainsi, la centrale à gaz de Tuweinan, au nord de Palmyre, est opérée en coentreprise par le gouvernement d’Assad et les hommes de Daech,.

### Impôts et réquisitions
Le 10 juin 2014, après la prise de Mossoul, l'EIIL s'empare des réserves d'argent liquide des banques de la ville, soit 425 millions de dollars. Selon Mathieu Guidère, cet argent représenterait la capacité d'accueil du système bancaire local et non pas la somme saisie par des djihadistes : « l'argent n'est pas directement dans leurs mains, mais dans celles de leurs alliés de la tribu des Shammar, dont est issu le gouverneur de la banque centrale de Mossoul » qui a assuré ne pas détenir le tiers de cette somme. Pour Pierre-Jean Luizard, il s'agit bien de 313 millions d'euros, sous forme de billets en dollars et en lingots d'or. Ces sommes s'accompagnent de récupérations de fonds auprès d'alliés et clients du régime. L'EI a ainsi mis en scène sur une vidéo en septembre 2014 la saisie de « plusieurs tonnes d'or » dans le « palais » d'Oussama al-Noujayfi, un politicien de Mossoul rallié à Bagdad et accusé de corruption par l'EI.
D'autres banques irakiennes sont pillées et, en juin 2014, l'EIIL dispose d'un capital de plus de 2,3 milliards de dollars, ce qui en fait le groupe terroriste le plus riche au monde. Il dépasse les Talibans afghans (400 millions de dollars), le Hezbollah (entre 200 et 500 millions de dollars) et les FARC (entre 80 et 350 millions de dollars).
À côté de ces réquisitions forcées, l'EI a mis en place en février 2014 un système d'imposition. Trois de ces taxes sont la zakât, qui représente l'aumône légale, la jizya, qui est l'impôt payé par les dhimmis (non-mulsulmans) pour avoir le droit de rester sur place, et la sadaqa, aumône volontaire. Selon les sources, ces sommes sont considérées comme des taxes islamiques permettant de payer les fonctionnaires et d'organiser des baisses de prix des biens de première nécessité ou au contraire sont perçues comme une forme de racket qui n'atteint pas ses objectifs et enfonce les populations dans la misère.

### Autres
Selon The Guardian et The New York Times, l'EI pratique également le trafic d'œuvres d'art. Les pillages dans la région d'al-Nabuk lui auraient rapporté à eux seuls l'équivalent de 28 millions d'euros. En 2015, Hosham Dawod, ancien directeur de l'Institut français du Proche-Orient en Irak estime que « la deuxième rentrée financière des islamistes radicaux, après le pétrole, c’est le trafic archéologique ». En 2015 Jean-Charles Brisard juge « biscornue » les rumeurs de trafic d'œuvres archéologiques, ainsi que celles de trafic d'organes.
En France, le Conseil d'orientation de la lutte contre le blanchiment des capitaux et le financement du terrorisme (COLB) a présenté un rapport qui souligne le rôle du trafic d’œuvres d’art dans le financement de l’EI. Le pillage et la revente des œuvres étaient menés par Diwan al-Ribaz, la branche de l’EI dédiée aux antiquités via des experts du marché de l’art faisant le lien entre marché conventionnel et illicite et des ports francs. Quelques jours après les attentats de Paris, le président de la République, François Hollande, déclare « en ce moment même, l’organisation terroriste Daesh délivre des permis de fouille, prélève des taxes sur les biens qui vont ensuite alimenter le marché noir mondial, transitant par des ports francs qui sont des havres pour le recel et le blanchiment, y compris en Europe »,.
Après la perte de la quasi-totalité de son territoire, fin 2017, l'État islamique bénéficie encore de ressources. Le chercheur irakien Hicham al-Hachemi estime que l'organisation a investi de 250 millions à 500 millions de dollars dans des sociétés irakiennes. Selon Le Monde : « Fermes piscicoles, bureaux de change, compagnies de taxi, sociétés d’import-export… Les sources de revenus de l’organisation sont aujourd’hui dispersées dans une myriade de sociétés-écrans, difficiles à confondre, gérées par des intermédiaires de confiance qui n’appartiennent pas à l’EI ».
Au début des années 2020, l'organisation assassine des ramasseurs de truffes pour revendre leur récolte,,.

### Soutiens étrangers
L'État islamique n'est soutenu par aucun État étranger mais le groupe a reçu des aides financières de la part de riches donateurs individuels, pour la plupart originaires des pays du Golfe. L'organisation aurait également mis en place des collectes caritatives dont elle détournerait les fonds. Pour Mathieu Guidère, aucun État ne soutient l'État islamique, il affirme en juin 2014 que « personne ne laissera les jihadistes » constituer un État islamique à cheval sur l'Irak et la Syrie, « ni l'Iran, ni la Turquie, ni la Syrie ne laisseront faire ».
Pour des raisons stratégiques, le groupe a cependant pu bénéficier d'aides ponctuelles. Ainsi au cours de la guerre d'Irak, la Syrie favorise le passage de combattants étrangers qui franchissent la frontière pour rejoindre Al-Qaïda en Irak, puis l'État islamique d'Irak, alors en lutte avec les Américains.
Jusqu'en 2013, lors de la guerre civile syrienne, l'EI bénéficie de soutiens financiers venus d'Arabie saoudite. Ces aides viennent d'acteurs privés, d'associations, de personnalités politiques ou d'hommes d'affaires, parfois liés à la famille royale, qui profitent d'un certain laisser-aller de l'État qui soutient alors l'ensemble de la rébellion syrienne. Certains chefs de tribu et des personnalités du monde des affaires fournissent à l'EI également des armes achetées notamment en Bulgarie et en Serbie. L'Arabie saoudite réagit en janvier 2014 lorsque l'EIIL entre en guerre contre les autres groupes rebelles syriens du Front islamique, du Front al-Nosra et de l'Armée syrienne libre, qui sont également financés par les pays du Golfe,,. En mars 2014, l'Arabie saoudite classe l'État islamique comme « organisation terroriste ».
La Turquie est également accusée par certains mouvements politiques et des journalistes de soutenir l'État islamique. Selon Le Monde, de 2012 à septembre 2014, « la Turquie a mené une politique de soutien aux groupes qui combattaient les Kurdes et le régime de Bachar Al-Assad, dont plusieurs organisations djihadistes. Elle les laissait notamment transiter par son territoire, qui leur sert également de base de repli, et en facilitant le passage d'armes et d'équipements. Pour de nombreux observateurs, cette dynamique permissive a directement favorisé l'essor de l'EI sur ce territoire » ; selon Daniel Pipes, journaliste américain pour le Washington Times « les Turcs ont offert bien plus qu'un passage aisé de la frontière : ils ont fourni le gros des fonds, de la logistique, de l'entraînement et des armes de l'EIIL. Les Turcs résidant non loin de la frontière syrienne parlent d'ambulances turques se rendant dans les zones de combats entre les Kurdes et l'EIIL pour évacuer les blessés de l'EIIL vers des hôpitaux turcs ». En Turquie, le Parti républicain du peuple accuse également le gouvernement de soutenir l'EI. Le premier ministre turc Recep Tayyip Erdoğan nie cependant toute alliance avec les groupes armés islamistes en Syrie et en Irak.
En novembre 2014, la presse israélienne affirme que des combattants du Front al-Nosra et de l'État islamique sont soignés en Israël,. Ces informations sont reprises en mars 2015 dans le Wall Street Journal et commentées dans la presse internationale,,. Par la suite, un officier de Tsahal affirme à la presse israélienne que seul un petit nombre de membres d'al-Nosra sont parvenus à « s'infiltrer » pour recevoir un traitement médical, il n'évoque pas l'État islamique et déclare que les hôpitaux n'accueillent plus de djihadistes depuis début juin 2015.
Selon un rapport du Centre international d'étude sur la radicalisation (ICSR), un centre de recherche du King's College de Londres, publié le 17 février 2017, les ressources de l'EI baissent fortement entre 2014 et 2017, en passant de 1,9 milliard de dollars en 2014 à 870 millions de dollars en 2016. Ces ressources sont de trois ordres : (1) les impôts et les péages (2) le pétrole (3) les confiscations et les amendes.

## Population
Au début du mois de septembre 2014, après les grandes offensives de l'été à Samara, Mossoul et Deir ez-Zor, le spécialiste des questions liées au terrorisme Jean-Charles Brisard considérait que l’État islamique avait « environ huit millions d’habitants sous son contrôle. »
Après sa progression en territoire kurde et dans le sud de la Syrie, au début du mois d'octobre 2014, en Syrie, l’État islamique contrôlait presque entièrement les gouvernorats à majorité sunnite de Raqqa et Deir ez-Zor, plus de la moitié du gouvernorat d'Alep, et il progressait dans celui de Hassaké, jusqu'à arriver aux portes de la ville kurde de Qamichli. En Irak, pour la même période, l’État islamique contrôlait presque entièrement les provinces à majorité sunnite d'Al-Anbar, de Salah ad-Din et de Ninive.
La population du gouvernorat de Raqqa — centre de décision du califat autoproclamé, l'un des deux gouvernorats de Syrie presque entièrement contrôlé par l'EI — est, selon les dernières données, l'une des plus pauvres de Syrie. Elle compte un tiers d'analphabètes, un taux de fécondité de 8 enfants par femme et plus de 50 % de sa population active travaille dans l'agriculture.

## Politique de l'État islamique

### Politique intérieure
L'État islamique prétend être un État théocratique prônant un régime basé sur une interprétation rigoureuse de la charia, la loi islamique. Il est dirigé par Abou Bakr al-Baghdadi qui s'est proclamé « calife » et appelle tous les sunnites à lui prêter allégeance. L'EI rejette la démocratie, la laïcité et le nationalisme, qualifiés d'« ordures de l'Occident ». Depuis le départ des Américains d'Irak, l'EI considère l'Iran comme son principal ennemi et se montre particulièrement hostile aux chiites. Les témoignages permettent d'affirmer que l'organisation « règne par la peur » sur le territoire qu'elle contrôle.
Le 11 juin 2014, à Mossoul, l'État islamique en Irak et au Levant rend publique une charte de 16 articles régissant la vie à l'intérieur de la ville. Parmi ces points, il menace ses opposants de « l'homicide, la crucifixion, l'amputation des bras ou (et) des jambes, ou l'exil » (article 5). L'alcool, le tabac et les drogues sont interdits (article 8). Toutes les manifestations publiques, considérées comme contraires à l'islam, sont interdites (article 10). L'EIIL promet également la destruction des statues édifiées avant l'avènement de l'islam (article 13). Les femmes ne peuvent sortir que vêtues d'un niqab et accompagnées d'un membre de leur famille (article 14).
À partir de début de 2015, en Irak, les femmes non vêtues d'un niqab, ou ne le portant pas de manière réglementaire, sont soumises à une peine de « morsure », commise par une femme de la hisba, parfois avec un appareil en métal aiguisé, graduée en fonction de la « gravité » du « délit »,.
L'EI entend aussi imposer ses vues en matière d'enseignement. Dans les territoires qu'il contrôle, il a déjà interdit des cours d'histoire, de philosophie et de chimie. L'enseignement des théories de Charles Darwin est prohibé sous prétexte « d'éliminer l'ignorance » et la biologie moderne est bannie des salles de classe au profit des « sciences religieuses ».
Auprès des populations, l'EI prend le relais des services publics et des États absents ou défaillants, distribue de la nourriture aux habitants, des mesures sont prises pour faire vendre le pain à prix modique et l'eau est fournie gratuitement aux agriculteurs.
En novembre 2014, le groupe annonce qu'il va frapper de la monnaie sous forme de pièces d'or, d'argent et de cuivre.
Le 1er juin 2015, à Mossoul, l'État islamique impose le port de la barbe. Dans cette même ville, les femmes ont cependant l'autorisation de conduire une voiture. Selon Georges Malbrunot, journaliste du Figaro ; « Ironie de l'histoire : sur cette question, Daech se montre plus « libéral » que la très rigoriste Arabie saoudite ».

### Statut personnel

#### Établissement d'un statut de dhimmi
L'EI établit le statut de dhimmi pour les chrétiens et les juifs. À Mossoul, la minorité chrétienne doit notamment payer le djizîa, une capitation spéciale équivalent à 250 dollars par personne. Selon le patriarche chaldéen Louis Sako, la population chrétienne de Mossoul au début du mois de juillet de l'année 2014 est de 25 000 personnes.
Dans le nord de l'Irak, les chrétiens, les Turkmènes, les Shabaks et les Yézidis sont victimes d'exactions de la part de l'EI. À Mossoul, environ 200 membres des minorités sont enlevés en juin et en juillet et au moins 11 sont assassinés. Selon Sarah Leah Whitson, directrice de la division Moyen-Orient et Afrique du Nord à Human Rights Watch : « Le simple fait d’être un Turkmène, un Shabak, un Yézidi, ou un chrétien dans la région contrôlée par l’EIIL peut signifier la perte d’un emploi, de la liberté ou même de la vie ».
Le 18 juillet à Mossoul, l'EI lance un ultimatum aux habitants chrétiens. Les djihadistes s'adressent à ceux qui refusent de se convertir à l'islam ou de payer le djizîa et leur ordonnent de quitter la ville avant le lendemain, faute de quoi ils seront mis à mort. Dans un communiqué distribué à Mossoul, l'EI déclare : « Nous leur proposons trois choix : l'islam, la dhimma et, s'ils refusent ces deux choix, il ne reste que le glaive ». Cette annonce provoque l'exode de nombreux chrétiens en direction de Dahuk et Erbil, dans le Kurdistan irakien,.

#### Esclavage et viols
Selon un rapport de Minority Rights Group International, l'EI encouragerait l'esclavage des non-musulmanes, qu'elles soient enfants ou adultes. Le viol est pratiqué comme arme de guerre, et son encouragement est utilisé pour séduire de futures recrues issues de milieux très conservateurs où le sexe hors mariage est interdit.
Environ 2 500 à 7 000 yézidis sont capturés par l'État islamique lors des massacres de Sinjar et parmi lesquels plusieurs centaines ou plusieurs milliers de femmes sont réduites à l'esclavage sexuel,. Les Yézidies forment la grande majorité des victimes, mais des femmes issues des communautés shabak, turkmène, chiites, et chrétiennes sont également capturées, bien qu'en plus petit nombre. Selon Myriam Benraad, politologue française spécialiste de l’Irak, « Pour l’État islamique les femmes doivent être assujetties et déshumanisées. Les combattants les considèrent comme des objets commerciaux et sexuels. Ils les capturent, les enferment et en font des butins de guerre. Dans le califat proclamé, la femme n’est pas une citoyenne, mais une esclave domestique et sexuelle à la merci de son mari. ». Selon le témoignage d'une famille habitant Mossoul et réfugiée à Paris, 700 femmes yézidies ont été vendues le 16 août 2014 sur la place publique au prix moyen de 150 dollars.
En octobre 2014, dans son magazine de propagande Dabiq, l'EI justifie la mise en esclavage des femmes et des enfants yézidis comme « butins de guerre ». D'après ce texte qui s'appuierait sur la loi islamique, les chrétiennes et les juives échappent à ce traitement à condition que leur famille paye la djizîa. Un combattant de l'État islamique déclare à RFI : « Elles sont achetées pour les tâches ménagères, elles s’occupent de la maison. […] Ces femmes ne sont pas des esclaves sexuelles, ce sont des esclaves tout court. Des esclaves avec lesquelles leurs maîtres peuvent avoir des rapports sexuels et si des enfants naissent de ces unions, EI les considère comme musulmans ». Plusieurs femmes yézidies préfèrent se suicider plutôt que de rester à l'état d'esclaves. Dabiq cite également en exemple les enlèvements — notamment l'enlèvement des lycéennes de Chibok —opérés par Boko Haram au Nigeria. Nazand Bagikhany, conseiller du gouvernement régional kurde, indique que ces femmes subissent notamment « des viols systématiques et un esclavage sexuel », certaines femmes vendues portaient des étiquettes de prix sur les marchés de Raqqa et de Mossoul.
En octobre 2014, selon Human Rights Watch « l'organisation islamiste détiendrait au moins 366 personnes mais ce nombre pourrait s'avérer plus de trois fois supérieur ». Elle dénonce les agressions sexuelles dont sont victimes les femmes yézidies achetées et vendues par des djihadistes. Elle estime que « l'enlèvement et les abus systématiques dont font l'objet les civils yézidis peuvent constituer des crimes contre l'humanité », cet avis est officiellement partagé par l'ONU depuis le 21 octobre 2014.
Selon un document daté du 16 octobre 2014, présenté par l'agence de presse Iraqi news, l'État islamique aurait fixé le prix de vente des femmes yézidis ou chrétiennes, comme esclaves, entre 138 et 35 euros. « Une fillette âgée de 1 à 9 ans coûterait 200 000 dinars (soit 138 euros), une fille de 10 à 20 ans 150 000 dinars (104 euros), une femme entre 20 et 30 ans 100 000 dinars (69 euros), une femme entre 30 et 40 ans 75 000 dinars (52 euros) et une femme âgée de 40 à 50 ans 50 000 dinars (35 euros) ». Le document stipule l'interdiction « d'acheter plus de trois femmes », sauf pour les « Turcs, les Syriens ou les Arabes du Golfe ».
Le 3 décembre 2014, le « département des prisonniers et des affaires de la femme » de l'État islamique publie un document expliquant comment traiter une femme esclave sexuelle : « quand la battre, dans quelles circonstances son viol est justifié ou combien elle coûte ». Les « polythéistes, chrétiennes et juives » sont particulièrement concernées, car elles sont « autorisées à devenir esclaves ». Il est ainsi stipulé que ces femmes peuvent être emprisonnées et violées quotidiennement, en précisant que « les filles vierges peuvent être violées immédiatement après avoir été achetées par leur propriétaire », mais que « celles qui ont déjà eu des rapports sexuels doivent avoir leur utérus « purifié » en premier ». Le document affirme également qu'il est « légal d'avoir des relations sexuelles avec une enfant pré-pubère ». Le conseil religieux ayant produit ce texte — le Conseil Shura —, dit se baser sur le Coran pour le justifier, et notamment sur ce passage : « Allah récompense les musulmans qui sont chastes avec leurs femmes et ce qu'ils possèdent », le « ce qu'ils possèdent » signifiant, selon ce conseil, les femmes capturées et mises en esclavage. Des règles sont fixées sur la propriété des prisonnières : « une femme enceinte de son maître » ne peut pas être vendue et il n'est pas possible de « séparer une mère d'une fille, à moins qu'elle ne soit déjà mûre ». Les prisonnières peuvent être battues par mesure disciplinaire, bien que selon le guide il est interdit de les frapper au visage ou de « les frapper uniquement pour des fins agréables ou de torture ». Aucune punition spécifique n'est établie contre des esclaves qui parviendraient à s'enfuir, mais selon le guide de l'EI, il s'agit de « l'un des péchés les plus graves » et « elles doivent être punies pour dissuader les autres de s'échapper »,.
Ce statut d'esclave est soutenu par le « Centre de recherches et de fatwas » de Daech qui a établi que ces pratiques existaient déjà au Moyen Âge, avant que l'esclavage ne soit aboli.
Si la majorité des victimes d'esclavage sexuel sont yézidies, au moins plusieurs dizaines de femmes chrétiennes sont également vendues à des djihadistes sur des marchés. Dans un rapport publié en février 2017, Human Rights Watch fait aussi état de nombreux cas de viols et de mariages forcés commis contre des femmes musulmanes sunnites.

### Destruction du patrimoine

#### Destruction d'œuvres d'art et d'édifices religieux ou historiques
Le soir du 17 juillet 2014, l'Archevêché syriaque catholique de Mossoul est incendié par les djihadistes. L'EI commet également des destructions contre des sites religieux considérés comme « hérétiques ». Le 24 juillet, à Mossoul, la tombe du prophète Jonas (commun aux 3 monothéismes), construite entre le IVe et le VIIIe siècle, est détruite,. En février 2015, des membres de l'État islamique détruisent dans le musée de Mossoul une collection de statues et de sculptures, dont certaines remontent au VIIe siècle av. J.-C., sous prétexte de combattre une (hypothétique) « idolâtrie », « péché impardonnable » dans l'islam dit fondamentaliste, qui se veut iconoclaste en proscrivant toute représentation figurative des « êtres ayant une âme »,.
Le 5 mars 2015, les djihadistes détruisent les statues et les bas-reliefs le long des murailles du site antique de Nimrod. Deux jours plus tard, les statues et les hauts-reliefs du site de Hatra sont détruits à leur tour,
Cette amputation prive ainsi les générations futures de l'accès à leur histoire, comme à celle de l'Humanité,,. L'Unesco a assimilé cette destruction du patrimoine à un crime de guerre.
Pour le philosophe Gérard Leclerc, l'éradication du passé cherche à permettre aux djihadistes de créer une « société nouvelle et un homme nouveau », débarrassé de ses racines qui le rendraient moins malléable. C'est le résultat nihiliste d' « une rage iconoclaste ».
En août 2015, l'État islamique détruit le temple de Baalshamin à Palmyre en Syrie,.

#### Autodafé
En janvier 2015, l'EIIL envahit la Bibliothèque centrale de Mossoul et le réputé Musée de la ville, puis détruit par le feu des centaines de manuscrits (dont certains préservés depuis 5000 ans et plus), vandalisant de nombreuses œuvres antiques, et des reliquats de journaux (essentiellement des livres pour enfants, de poésie, de philosophie, de santé, de sport et de sciences), et épargnant vaguement les livres traitants de l'islam. Le 22 février 2015, rien n'est épargné : 8 000 livres rares de la bibliothèque sont livrés aux flammes d'un bombardement. L'AFP indique alors que selon des responsables locaux, 100 000 livres auraient été victimes de campagnes d'autodafés dans la province d'al-Anbar.
Des alertes sur ces autodafés sont émises dès le mois de janvier 2015 ; début février, par la voix de sa directrice générale Irina Bokova, l'UNESCO déclare que « si ces informations se confirment, il s'agirait d'une des plus grandes destructions intentionnelles d'ouvrages de l'histoire humaine ». Une amputation confirmée depuis cette alerte,,.

### Rapports avec l'extérieur
Reporters sans frontières recense, dans un bilan dressé le 23 octobre 2014, deux journalistes étrangers, huit journalistes syriens et deux irakiens tués par le groupe djihadiste. À ceux-là s'ajoutent un journaliste étranger détenu en otage, neuf journalistes irakiens enlevés en Irak par l'EI et près de vingt journalistes syriens portés disparus ou enlevés par différents groupes armés, dont l'organisation EI en Syrie. À Mossoul, « les journalistes auraient reçu l'ordre de l'EI de ne plus couvrir les événements au risque d'être tués », selon le groupe de médias Syria Deeply, l'EI a défini onze règles non négociables pour les journalistes souhaitant couvrir ses activités dans la province syrienne de Deir Ezzor, notamment de prêter allégeance au calife Abu Bakral-Baghdadi, de ne rien publier sans validation du bureau de presse de l'organisation ; les contrevenants risquant d'être tués. Reporters sans frontières voit les régions détenues par l'EI comme des « trous noirs de l'information » qui rendent difficile l'établissement de données sûres et exhaustives.
Fin octobre 2014, le président du Comité international de la Croix-Rouge (CICR), Peter Maurer, souligne que « En Irak et en Syrie, nous négocions avec toutes les autorités, y compris l’État islamique », affirmant que « l’État islamique n’est pas une organisation avec une direction clairement identifiée qui dispose d’une porte à laquelle on peut frapper […] en Irak et en Syrie, ces négociations se font en partie avec les tribus qui nous amènent auprès d’interlocuteurs qui sont considérés comme des représentants de l’EI ».

## Massacres, attentats et exécutions

### Massacres lors des conflits irakiens et syriens
Mouvement extrêmement violent, l'État islamique est responsable de nombreux massacres,,,. Pendant la guerre d'Irak et la guerre civile syrienne, les troupes de l'EI exécutent presque systématiquement les militaires et miliciens des armées irakiennes et syriennes faits prisonniers, ainsi que les rebelles syriens, y compris les combattants du Front al-Nosra ou d'autres groupes djihadistes. Plusieurs massacres sont également commis contre des civils notamment contre les Yézidis ou contre des tribus sunnites hostiles à l'État islamique, comme les Al-Cheitaat ou les Albou Nimr. L'EI fait aussi mettre à mort certains de ses membres ; des combattants auteurs de détournement de fonds ou de vols contre des musulmans et des déserteurs. Les méthodes d'exécutions les plus couramment employées sont les fusillades, les décapitations et les crucifiements. L'EI est accusé par l'ONU, la Ligue arabe, les États-Unis et l'Union européenne de crimes de guerre, de nettoyage ethnique et de crimes contre l'humanité,,,.
Selon un rapport du Comité des droits de l'enfant (CRC) du 4 février 2015, des enfants irakiens issus des minorités ont été vendus par l'EI comme esclaves sexuels, d'autres ont été décapités, crucifiés ou enterrés vivants. Des enfants ont également été utilisés comme kamikazes, en particulier des enfants déficients mentaux.
En Syrie, selon le politologue Ziad Majed, 400 personnes, en majorité des rebelles sunnites, sont exécutées par l'EIIL au cours de l'année 2013 et 1 000 à 1 200 ont été faits prisonniers.
Le 10 juin 2014, après sa victoire à la bataille de Mossoul, l'État islamique s'empare de la prison de Badoush et massacre 670 prisonniers chiites. Selon le gouvernement irakien, 2 070 personnes sont exécutées par l'État islamique à Mossoul et dans l'ensemble de la province de Ninive de juin 2014 à août 2015.

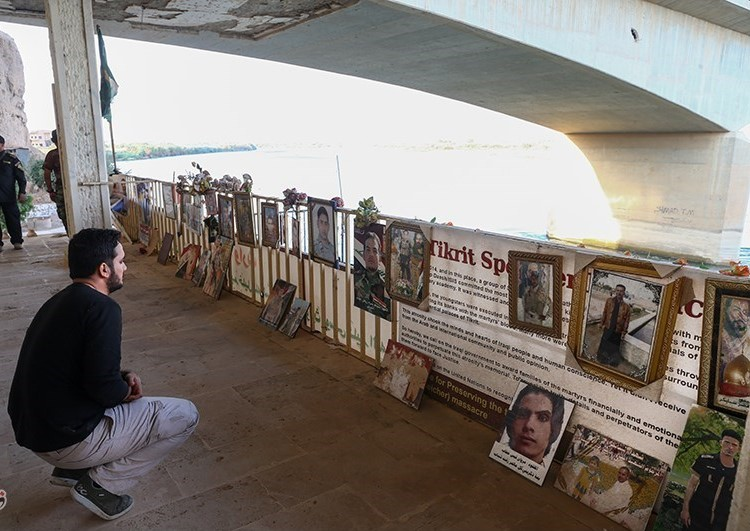
Mémorial du massacre de Tikrit.

Le 13 juin, l'EIIL revendique le massacre de 1 700 prisonniers chiites de l'armée irakienne à Tikrit,. En mars 2015, Human Rights Watch confirme que le bilan du massacre a dépassé les 1 000 morts. Le 14 juin, un compte Twitter considéré comme proche de l'EIIL publie des photographies d'exécutions de prisonniers ; elles montrent des dizaines de corps fusillés dans des fosses communes par les djihadistes, les cadavres ont les mains liées et sont vêtus d'habits civils,. Selon Adrien Jaulmes, reporter pour Le Figaro : « Ces séries de photos sont sans doute le premier cas dans l'histoire où un crime de masse est ainsi documenté et mis en scène par ses auteurs, comme s'il s'agissait d'un glorieux fait d'armes ».
Selon Human Rights Watch, au moins 40 chiites turkmènes, dont des enfants, ont été massacrés le 16 juin dans quatre localités proches de la ville de Kirkouk.
Du 3 au 15 août 2014, les populations yézidies du nord-ouest de l'Irak sont victimes de massacres dans les Monts Sinjar,,. Selon un bilan donné en août 2015 par le Gouvernement régional du Kurdistan, sur les 550 000 yézidis irakiens, 400 000 ont été déplacés, 1 500 sont morts et 4 000 sont retenus en captivité. Selon le Haut-Commissariat des Nations unies aux droits de l'homme, ces attaques « pourraient constituer un génocide ». Environ 2,5 % des yézidis de Sinjar ont été tués ou enlevés. La moitié des victimes aurait été exécutées, les autres seraient mortes d'un manque d'eau, de nourriture ou à cause de blessures.
En août 2014, dans le gouvernorat de Deir ez-Zor, en Syrie, la tribu des Chaïtat se révolte contre l'État islamique. Selon l'OSDH, les forces de l'EI répliquent en massacrant en deux semaines 900 à 1 000 membres de cette tribu, dont une grande majorité de civils. 300 personnes sont notamment tuées en une journée à Ghraneidj,,,,.
Les 27 et 28 août, après la bataille de Tabqa, les djihadistes de l'État islamique exécutent 160 à 200 prisonniers de l'armée syrienne.
Fin octobre et début novembre 2014, l'EI exécute 322 à 500 membres de la tribu des Albou Nimr, près de Hit, dans la province d'al-Anbar, en Irak,.
Le 15 décembre 2014, l'organisation publie des photos d'une exécution de masse de 13 hommes décrits comme des combattants sunnites opposés au djihadistes.
Le 16 décembre 2014, le ministère irakien des Droits de l'homme affirme que l'État islamique a exécuté, à Falloujah, « au moins 150 femmes, parmi lesquelles de futures mères », ayant « refusé d'accepter le « djihad par mariage » », sorte de « prostitution légalisée », le temps d'une « guerre sainte ».
En décembre 2014, selon le témoignage d'un activiste syrien au Financial Times, l'État islamique a exécuté une centaine de ses hommes en Syrie pour avoir tenté de déserter.
Selon l'OSDH, les massacres et les exécutions commis par l'État islamique font au moins 5 100 morts en Syrie entre le 28 juin 2014 et le 28 octobre 2017. Parmi les victimes figurent 2 868 civils — dont 150 femmes et 105 enfants — mis à mort certains pour sorcellerie, homosexualité ou collaboration avec la coalition antidjihadiste, 1 304 soldats et miliciens du régime syrien, 377 rebelles syriens, y compris des djihadistes du Front al-Nosra et des Kurdes des YPG, 2 soldats turcs, et 549 de ses propres hommes pour tentative de désertion, « extrémisme », ou espionnage. L'OSDH estime cependant que le bilan réel est probablement plus élevé et évoque notamment plusieurs centaines de disparus dans les prisons de l'EI.
Selon un travail de recherche de l'Associated Press, 72 charniers sont recensés en Irak et en Syrie, à la date du 30 août 2016 dans des territoires ayant été contrôlés par l'État islamique. Le nombre des morts est estimé par l'agence de presse entre 5 200 et 15 000,.
Le 6 novembre 2018, l'ONU annonce que 202 charniers ont été découverts dans les zones qui étaient contrôlées en Irak par l'État islamique entre 2014 et 2017,. Selon un rapport de la mission d’assistance en Irak (MANUI) et du Haut-Commissariat des Nations unies aux droits de l'homme (HCDH), ces fosses communes pourraient renfermer jusqu'à 12 000 corps,. En novembre 2018, la MANUI et le HCDH indique qu'à cette date 28 fosses ont été fouillées et 1 258 corps exhumés,. Le plan d’excavation de Khasfa est cependant suspendu peu de temps après. Oussama Eddin Sadoun, chargé des martyrs et des disparus au gouvernorat de Mossoul, estime alors que près de 10 000 personnes ont été exécutées par l'État islamique à Mossoul pendant la période où la ville a été sous son contrôle et que 7 000 corps auraient été jetés dans les fosses de Khasfa.
Le 28 février 2019, les Forces démocratiques syriennes affirment avoir découvert un charnier contenant plusieurs dizaines de corps, pour la plupart décapités. Les victimes, en majorité des femmes, pourraient être des yézidies enlevées lors des massacres de Sinjar en 2014.

### Attentats
En Irak, l'État islamique commet régulièrement des attentats contre les populations civiles, essentiellement les chiites. Selon l'ONU, les attentats de l'EIIL font 6 000 morts de mars à novembre 2013.
Le Global terrorism database tenue par l'Université du Maryland comptabilise 1 681 attentats et massacres commis par l'EI d'avril 2013 à novembre 2015 dans les pays suivants ; Irak, Syrie, Iran, Arabie saoudite, Koweït, Yémen, Libye, Tunisie, Égypte, Liban, Afghanistan, Pakistan, Turquie, France et Bangladesh, qui causent la mort de 12 500 personnes — dont 9 565 en Irak et 1 834 en Syrie — et font plus de 13 000 blessés.
Le 8 août 2014, date du début des frappes aériennes occidentales, marque un changement de stratégie de la part de l'État islamique vis-à-vis de l'Occident. Le groupe passe à une logique de « djihad régional » — focalisé à la lutte contre les États de la région — à une logique de « djihad global », en se déclarant en lutte contre le reste du Monde et en particulier contre l'Occident,. Dans un message publié le 22 septembre 2014, Abou Mohammed al-Adnani, porte-parole de l'État islamique appelle au meurtre des citoyens des pays de la Coalition : « Si vous pouvez tuer un incroyant américain ou européen — en particulier les méchants et sales Français — ou un Australien ou un Canadien, ou tout […] citoyen des pays qui sont entrés dans une coalition contre l'État islamique, alors comptez sur Allah et tuez-le de n'importe quelle manière. Si vous ne pouvez pas trouver d'engin explosif ou de munitions, alors isolez l'Américain infidèle, le Français infidèle, ou n'importe lequel de ses alliés. Écrasez-lui la tête à coups de pierres, tuez-le avec un couteau, renversez-le avec votre voiture, jetez-le dans le vide, étouffez-le ou empoisonnez-le »,.
Ainsi, l'EI prône une méthode très différente d'Al Qaïda, avec un système de « franchises », en endossant la responsabilité d’actes qu’il n’a pas organisés directement. En 2016, l'EI revendique ainsi des attentats (Orlando, Nice ou Ansbach) dont les auteurs ont pu avoir des contacts avec lui mais qu'il n'a pas organisés. Le chercheur Olivier Roy note à cet égard que l'EI « frapp[e] complètement au hasard, alors qu'Al-Qaïda s’efforçait de choisir des cibles symboliques. Non pas dans la perspective de soulever les musulmans partout dans le monde en créant une guerre de civilisation, comme le pense Gilles Kepel, mais pour obliger les Occidentaux à renoncer à leurs frappes, parce que les frappes lui font mal ». Surtout, selon l'historien Olivier Christin, « cette stratégie a suscité un certain nombre d’actes de terrorisme de loups isolés, « low cost », avec des outils à la portée de tout le monde, et vient systématiquement poser la question du partage de responsabilité entre les auteurs et l’organisation ».
Le journal Le Monde recense 83 attentats — 32 kamikazes, 23 fusillades, 15 bombes, 14 exécutions d'otages, 7 voitures piégées, 2 prises d'otages, 1 colis piégés et 3 autres cas — commis par l'EI et ses filiales à travers le monde de juin 2014 à novembre 2015. Ces attaques causent la mort de plus de 1 600 personnes, dont 454 en Irak et en Syrie (34 attentats), 418 au Nigeria, au Cameroun et au Tchad (23 attentats), 310 morts en Égypte (8 attentats), 250 morts au Yémen (7 attentats), 88 morts en Arabie saoudite (7 attentats) et 67 morts en Libye (3 attentats). Sur ces 83 attaques, 43 ont eu lieu dans des lieux et voies publics, 19 dans des mosquées, 13 dans le désert, 5 dans des lieux culturels, 4 dans des transports, 1 dans un camp militaire, 1 dans une église, 1 dans une synagogue, 1 dans un champ pétrolier et 1 dans un camp de réfugiés. Un nouveau bilan est effectué par Le Monde qui recense 171 attentats commis par l'EI à travers le monde de juin 2014 à juin 2016 et qui causent la mort de plus de 2 500 personnes. Le Soufan Group, un think tank basé à New York, recense pour sa part 143 attentats commis ou inspirés par l'État islamique dans 29 pays et ayant causé la mort de plus de 2 000 personnes entre juin 2014 et février 2017.
En 2017 et 2018, les revendications opportunistes se multiplient (Manille, Las Vegas, Toronto) et visent détourner l’attention des défaites que Daech enchaîne alors en Syrie et en Irak, tout en entretenant l’illusion d'une capacité d'action mondiale. Toutefois, la revendication jugée douteuse de l'attentat du 22 septembre 2018 dans la ville iranienne d’Ahvaz (29 morts) a ainsi finalement été retenue par Téhéran, qui a frappé en représailles un camp de Daech en Syrie.

#### Attentats dans le monde
Afghanistan et Pakistan

Carte en 2016 des pays victimes d'une attaque revendiquée par l'État islamique ou dont l'auteur se réclame de l'État islamique.

Le 18 avril 2015, un attentat à Jalalabad fait 34 morts et une centaine de blessés, tous civils. Les talibans nient toute implication et l'attaque est revendiquée par un ancien porte-parole du Tehrik-e-Taliban Pakistan, limogé après son allégeance à l'État islamique,. Cependant le 26 avril, la branche afghane de l'État islamique dément, dans un communiqué officiel, être à l'origine de l'attaque. L'EI revendique également l'attentat du 8 août 2016 à Quetta l'attentat de l'école de police de Quetta, l'attentat de Khuzdar et l'attentat du sanctuaire de La'l Shahbâz Qalandar.
Allemagne
L'État islamique revendique l'attentat de Wurtzbourg du 18 juillet 2016, l'attentat d'Ansbach du 24 juillet 2016, l'assassinat d'un adolescent à Hambourg le 16 octobre 2016 et l'attentat de Berlin du 19 décembre 2016.
Arabie saoudite
La dynastie des Saoud est considérée comme illégitime par les salafistes djihadistes. Le 13 novembre 2014, Abou Bakr al-Baghdadi appelle ses partisans à « allumer les volcans du djihad en Arabie saoudite ». Le 26 décembre 2015, il appelle de nouveau à des soulèvements en Arabie saoudite. De juin 2014 à novembre 2015, l'État islamique mène sept attentats dans le pays qui font 88 morts. Ils visent principalement la minorité chiite et les forces de sécurité. Le 4 juillet 2016, trois attentats-suicides frappent le royaume durant la période du Ramadan, dont un à Médine. Ces attentats ne sont pas revendiqués mais selon Le Monde, le mode opératoire laisserait à penser qu'ils pourraient être le fait de l'État islamique.
Australie
Une prise d'otages a lieu à Sydney les 14 et 15 décembre 2014, son auteur avait prêté allégeance à l'État islamique. L'EI revendique également une prise d'otages à Melbourne qui fait deux morts, dont l'assaillant, le 5 juin 2017, ainsi que l'attaque au couteau à Melbourne du 9 novembre 2018.
Bangladesh
Le 28 septembre 2015, un travailleur humanitaire italien est abattu par des hommes armés dans la capitale du Bangladesh, Dacca. Il s'agit de la première action revendiquée par l'État islamique dans ce pays. Le 3 octobre, l'EI abat ensuite un Japonais à Kaunia. Puis le 24 octobre, l'EI commet un premier attentat, qui fait 1 mort et 80 blessés dans un lieu de culte chiite à Dacca. Et le 4 octobre, l'EI revendique sa première attaque contre la police bengalie, un policier est tué au couteau près de la capitale.
Dans la nuit du 1er au 2 juillet 2016, un restaurant de Dacca est pris en otage par des hommes armés dans un quartier prisé des diplomates et des expatriés. La prise d'otage a été revendiquée par l’État Islamique. Six assaillants ont été tués, et 13 otages libérés par les forces du Bangladesh.
Belgique
La première attaque en Occident liée à l'État islamique est la tuerie du Musée juif de Belgique, à Bruxelles, le 24 mai 2014, commise par Mehdi Nemmouche, un ancien geôlier d'otages pour l'État islamique en Irak et au Levant, présent en Syrie en 2013 et au début de l'année 2014. Les attentats de Bruxelles du 22 mars 2016 sont les premiers revendiqués par l'EI en Belgique. Il revendique ensuite l'attentat du 6 août 2016 à Charleroi, l'attentat de Schaerbeek le 5 octobre 2016 et l'attentat de Bruxelles du 25 août 2017. Le groupe revendique aussi l'attaque du 29 mai 2018 à Liège. L'assaillant de la fusillade du 16 octobre 2023 à Bruxelles se réclame de l'État islamique.
Canada
La fusillade d'Ottawa, le 22 octobre 2014, est commise par un sympathisant de l'EI.
Le 10 août 2016, Les forces d'élite canadiennes interviennent en extrême urgence pour neutraliser un homme qui allait commettre un attentat. Il est abattu au sud de Toronto. Il avait plaidé allégeance au groupe État islamique dans une vidéo interceptée quelques heures plus tôt par le FBI qui a immédiatement alerté la Sécurité publique canadienne d'une attaque imminente.
L'EI revendique également la fusillade de Toronto du 22 juillet 2018. Cependant, la thèse terroriste a été rapidement réfutée par les autorités.
Danemark
La fusillade de Copenhague, les 14 et 15 février 2015, est menée par un homme ayant prêté allégeance à l'État islamique. Le 31 août 2016, un homme tire sur deux policiers avant d'être tué, l'attaque est revendiquée deux jours plus tard par l'EI
Égypte
Le 31 octobre 2015, l'État islamique revendique la destruction d'un Airbus A321 russe parti de Charm el-Cheikh et détruit en plein vol par une bombe.
L'État islamique revendique également plusieurs attaques contre les Coptes : l'attentat de l'église Saint-Pierre-et-Saint-Paul du Caire, commis le 11 décembre 2016 ; les attentats du dimanche des Rameaux, le 9 avril 2017 ; et l'attentat du 26 mai 2017 dans le gouvernorat de Minya.
Espagne
L'État islamique revendique l'attentat de Barcelone du 17 août 2017.
États-Unis
L'Attaque du Curtis Culwell Center, le 3 mai 2015, est la première revendiquée aux États-Unis par l'État islamique. La fusillade de San Bernardino, le 2 décembre 2015, est commise par un couple qui avait prêté allégeance à l'EI,,,. La fusillade d'Orlando, le 12 juin 2016, est la deuxième attaque officiellement revendiquée par l'EI,. Le groupe djihadiste revendique encore l'attentat du Crossroads Center du 18 septembre 2016, l'Attentat du 28 novembre 2016 à l'université d'État de l'Ohio, la fusillade de Las Vegas du 1er octobre 2017,. Le 2 novembre 2017, l'État islamique revendique l'attentat du 31 octobre 2017 à Manhattan.
France

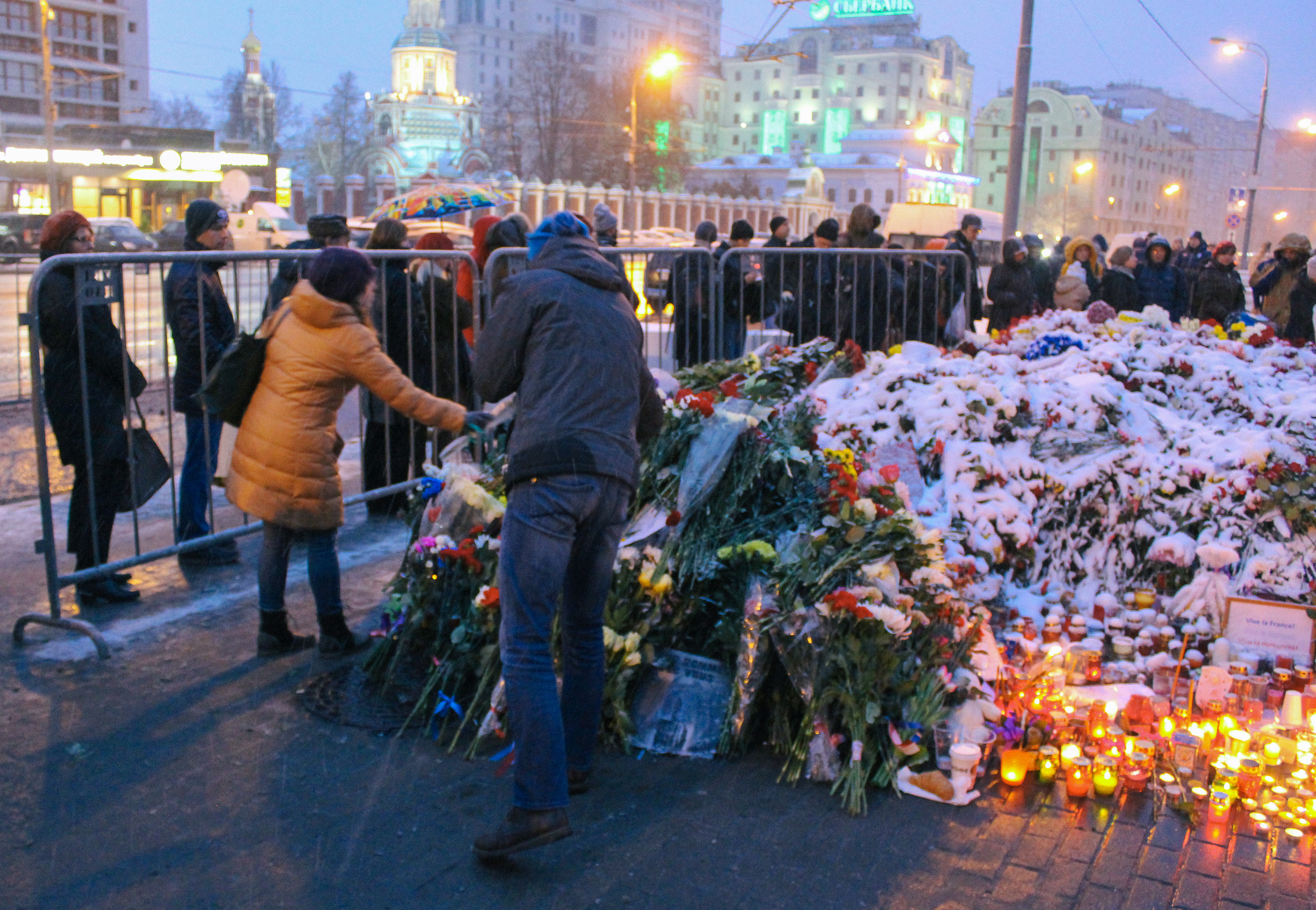
Ambassade de France à Moscou, 15 novembre 2015

Le 9 janvier 2015, la prise d'otages du magasin Hyper Cacher de la porte de Vincennes est menée par Amedy Coulibaly, qui annonce avoir prêté allégeance à l'État islamique. L'attaque est coordonnée avec l'attentat contre Charlie Hebdo mené par les frères Kouachi qui agissent quant à eux au nom d'al-Qaïda.
Les attentats du 13 novembre 2015 à Paris et Saint-Denis sont les premiers en Occident directement planifiés, exécutés et revendiqués officiellement par l'État islamique.
D'autres attaques sont revendiquées : le double assassinat de fonctionnaires à Magnanville, le 13 juin 2016 ; l'attentat de Nice du 14 juillet 2016 ; l'attentat de l'église de Saint-Étienne-du-Rouvray le 26 juillet 2016, l'attentat du 20 avril 2017 sur l'avenue des Champs-Élysées à Paris, l'attentat de la gare de Marseille-Saint-Charles et les attaques du 23 mars 2018 à Carcassonne et Trèbes. Le groupe revendique aussi l'attaque du 12 mai 2018 à Paris et l'attaque du 11 décembre 2018 à Strasbourg.
Une tentative d'attentat sur les Champs-Élysées le 19 juin 2017 à l'aide d'une voiture-bélier piégée est également revendiquée, c'est la première fois en France qu'une attaque ratée est revendiquée par l'EI.
D'autres ne sont pas revendiquées, mais leurs auteurs sont soupçonnés d'avoir voulu agir au nom de l'EI : l'affaire Sid Ahmed Ghlam en avril 2015, l'attentat de Saint-Quentin-Fallavier, le 26 juin 2015, l'attentat du train Thalys le 21 août 2015 et l'Attentat de la rue Victor-Hugo de Lyon, le 24 mai 2019.
Indonésie
L'État islamique revendique pour la première fois un attentat en Indonésie le 14 janvier 2016, cinq assaillants et deux civils, dont un Canadien, sont tués ce jour-là lors de l'attentat de Jakarta,.
Le 24 mai, l'État islamique revendique un double attentat-suicide à un terminal de bus à Jakarta. 3 policiers sont tués et 10 personnes sont également blessés dans ces attaques.
Iran
L'État islamique revendique le double attentat de Téhéran, commis le 7 juin 2017 et l'attentat d'Ahvaz, commis le 22 septembre 2018.
Le 26 octobre 2022 a lieu l'attaque de Chah-Tcheragh, revendiquée par l'État islamique.
Le 3 janvier 2024, l'État islamique revendique les attentats de Kerman.
Israël
Le 3 juillet 2015, l'État islamique revendique sa première attaque contre Israël. Ce jour-là deux ou trois roquettes tirées par des hommes de la Wilayat Sinaï atteignent le sud de l'État hébreu sans faire de victime,. Le 27 novembre 2016, un accrochage oppose pour la première fois des soldats israéliens à des djihadistes de l'EI sur le plateau du Golan,.
L'attentat du 16 juin 2017 à Jérusalem est le premier revendiqué par l'État islamique en territoire israélien, cependant cette attaque est également revendiquée par le Hamas et le Front populaire de libération de la Palestine.
En juin 2021, le porte parole de l'État islamique appelle sa province du Sinaï à utiliser ses « roquettes chimiques ». Certains chercheurs[Lesquels ?] doutent des capacités de l'EI au Sinaï d'avoir ce genre d'équipement,.
Jordanie
Quatre attaques sont menées par l'État islamique en Jordanie pendant l'année 2016. La plus importante étant l'attaque de Karak, menée le 18 décembre, au cours de laquelle, sept policiers, deux civils jordaniens, une touriste canadienne et quatre djihadistes trouvent la mort.
Kenya
Le 11 septembre 2016, trois femmes sont tuées à Mombasa, au Kenya, après avoir tenté d'attaquer un commissariat avec une bombe incendiaire et de couteaux. Cette attaque est la première revendiquée au Kenya par l'État islamique, ses auteures sont qualifiées de « partisanes ». C'est aussi la première fois que l'État islamique revendique une attaque commise par des femmes.
Maroc
Le 16 ou le 17 décembre 2018, deux jeunes femmes — une Danoise et une Norvégienne — sont assassinées, dont une décapitée, près du village d'Imlil, par des hommes ayant prêté allégeance à l'État islamique,,.
Royaume-Uni
L'État islamique revendique l'attentat de Westminster, commis le 22 mars 2017, l'attentat de Manchester du 22 mai 2017 et les attentats du 3 juin 2017 à Londres mais aussi l'attentat du 15 septembre 2017 à Londres.
Russie
L'État islamique revendique la fusillade de l'église Saint-Georges de Kizliar, commise le 18 février 2018, puis l'attentat du Crocus City Hall en 2024.
Sri Lanka
L'État islamique revendique les attentats du 21 avril 2019 au Sri Lanka.
Suède
L'auteur de l'attentat du 7 avril 2017 à Stockholm s'est réclamé de l'État islamique après son arrestation, mais l'organisation n'a cependant pas revendiqué l'attaque.
Tadjikistan
Le 29 juillet 2018, quatre touristes occidentaux sont assassinés par des hommes de l'EI alors qu'ils voyageaient en vélo près de Danghara,.
Tunisie
En Tunisie, l'EI revendique l'attaque du musée du Bardo commis le 18 mars 2015. Puis l'attentat de Sousse le 26 juin 2015 qui fait 38 morts sur une plage touristique. L'organisation vise principalement à déstabiliser l'équilibre démocratique et économique du pays en tentant d'anéantir le secteur du tourisme tunisien. Il commet également un attentat le 24 novembre 2015 à Tunis qui tue 12 soldats de la garde présidentielle. Il attaque sans succès la ville de Ben Gardane le 7 mars 2016.
Turquie
Le 5 juin 2015, des adeptes de l'État islamique commettent un attentat à la bombe qui fait au moins 2 morts et 100 blessés dans la ville de Diyarbakır, lors d'un meeting du HDP,,. Commis le 20 juillet 2015 contre des étudiants de la Fédération des associations de jeunes socialistes qui devaient participer à la reconstruction de Kobané, l'attentat de Suruç est vraisemblablement la première attaque directe de l'EI en Turquie. Bien qu'il n'ait pas revendiqué ces attaques, l'EI est également soupçonné d'avoir commandité l'attentat d'Ankara du 10 octobre 2015, l'attentat d'Istanbul du 12 janvier 2016, l'attentat d'Istanbul du 19 mars 2016, l'attentat d'Istanbul du 28 juin 2016 et l'attentat de Gaziantep du 20 août 2016. L'attentat de Diyarbakır du 4 novembre 2016 est le premier qui soit revendiqué par l'EI. Cependant il a aussi été revendiqué par les Faucons de la liberté du Kurdistan, ce que les autorités turques confirment. Il est suivi par l'attentat d'Istanbul du 1er janvier 2017. L'arrestation de son auteur a permis à la police turque de démanteler un certain nombre de cellules dormantes djihadistes en Turquie et ainsi prévenir de nouvelles attaques.
Yémen
Au Yémen, l'État islamique au Yémen revendique les attentats de Sanaa et Saada du 20 mars 2015.

### Exécutions
Le soir du 17 juillet 2014, une jeune veuve de 26 ans accusée d'« adultère » est lapidée à Tabqa, près de Raqqa ; selon l'OSDH, c'est la première exécution de ce type commise en Syrie par l'État islamique. Le lendemain, une deuxième femme subit le même sort à Raqqa,. D'autres exécutions de ce type suivent.
Les homosexuels sont également exécutés par lapidation. Les premières exécutions de ce type ont lieu à Mayadine et Deir ez-Zor le 25 novembre 2014,. Vers début décembre un homme accusé d'homosexualité est jeté du toit d'un immeuble puis lapidé, cette exécution aurait été ordonnée après un jugement du tribunal islamique de la province de l'Euphrate (wilayat al-Furat), soit dans la région de Boukamal et Al-Qa'im,. Plusieurs autres exécutions de ce type suivent, au moins 36 homosexuels sont mis à mort en Irak et en Syrie pendant l'année 2015. Certains homosexuels rejoignent alors les rangs de l'État islamique pour sauver leurs vies.
Selon l'OSDH, les djihadistes de Syrie exécutent au moins 14 personnes de juillet 2014 à janvier 2015 pour adultère et homosexualité. Parmi ces exécutions, au moins cinq sont commises par l'État islamique ; trois femmes mises à mort pour adultère et deux hommes pour homosexualité.
En décembre 2015, selon le Daily Mail et les lanceurs d'alerte du groupe irakien Mosul Eye (en), l'autorité religieuse de l'État islamique aurait émis une fatwa à l'égard des nouveau-nés atteints de maladies physiques et mentales apparentes telles que la trisomie, afin d'appliquer des mesures eugénistes. 38 nouveau-nés syriens et irakiens auraient ainsi été assassinés par injection létale ou strangulation.
En août 2016, la province de l'Euphrate exécute et crucifie deux passeurs qui avaient aidé des civils à fuir les zones contrôlées par l'État islamique.
La décapitation islamique est aussi très utilisée et filmée à des fins de propagande.[réf. souhaitée]

#### Exécutions d'otages étrangers
De 2013 à 2015, l'État islamique rassemble 23 otages occidentaux dans une prison de Raqqa qui se veut la réplique du camp de Guantánamo. Les détenus sont notamment vêtus de combinaison orange et torturés. L'ingénieur russe Sergueï Nikolaïevitch Gorbounov, enlevé en octobre 2013, est le premier prisonnier exécuté, le 2 mars 2014 d'une balle dans la tête par Oussama Atar.
Le 19 août, en représailles des bombardements effectués par les États-Unis en Irak, l'État islamique affirme avoir décapité un otage américain, le journaliste James Foley, enlevé au nord de la Syrie le 22 novembre 2012,. D'autres exécutions par décapitation suivent. Le 2 septembre, l'EI revendique l'exécution d'un deuxième otage américain, également de nationalité israélienne, Steven Sotloff, un journaliste capturé le 4 août 2013 à Alep. Le 13 septembre, l'EI annonce la mort de David Cawthorne Haines, un travailleur humanitaire britannique enlevé le 12 mars 2013 près d'Atmeh, non loin de la frontière turque,,. Le 3 octobre, Alan Henning, un humanitaire britannique, est exécuté à son tour. Puis, le 16 novembre, l'État islamique annonce l'exécution de Peter Kassig, un humanitaire américain, ancien soldat.
Au total, sur les 23 otages occidentaux, six ont été exécutés et 15 relâchés, dont les journalistes espagnols Javier Espinosa, Ricardo Garcia Vilanova (en) et Marc Marginedas (es) libérés le 29 mars 2014, les journalistes français Nicolas Hénin, Pierre Torrès, Didier François et Édouard Elias libérés le 18 avril 2014 et un otage allemand, dont l'identité n'est pas révélée, en juin 2014. Le 6 février 2015, l'État islamique annonce la mort de Kayla Mueller, une jeune travailleuse humanitaire américaine, tuée par une frappe de la coalition,. Le dernier otage, le Britannique John Cantlie, est utilisé comme journaliste par l'État islamique dans une série de vidéos de propagande diffusées à partir du 18 septembre 2014.
Le 20 janvier 2015, l'État islamique publie une nouvelle vidéo dans laquelle il menace d'exécuter deux otages japonais. L'EI réclame le versement dans les 72 heures d'une rançon de 200 millions de dollars contre leurs vies, soit l'équivalent de l'aide fournie par le Japon aux pays en lutte contre le mouvement djihadiste. Le Premier ministre Shinzō Abe refuse et le 24 janvier, l'EI annonce avoir décapité un premier otage ; Haruna Yukawa, enlevé en août 2014. Les djihadistes réclament ensuite la libération de Sajida al-Rishawi, une kamikaze irakienne condamnée à mort et emprisonnée en Jordanie, en échange de celle du deuxième otage. Ils menacent également le pilote jordanien Mouath al-Kassaesbah, capturé le 24 décembre. Le 31 janvier, l'EI annonce avoir exécuté son deuxième otage, Kenji Gotō, un journaliste de 47 ans enlevé en octobre,,,,.
Le pilote jordanien Mouath al-Kassaesbah est finalement brûlé vif dans une cage, le 3 février 2015 l'EI met en ligne la vidéo de son exécution. En représailles, le 4 février, la Jordanie exécute par pendaison la djihadiste irakienne Sajida Al-Richaoui, impliquée dans les attentats du 9 décembre 2005 à Amman, aux côtés d'un autre Irakien, Ziad Karbouli, un responsable d'Al-Qaïda.
Le 18 novembre 2015, l'EI annonce l'exécution de deux otages dont l'enlèvement avait été annoncé le 10 septembre par l'EI pour réclamer une rançon. Les photos de Fan Jinghui, un consultant chinois et Ole-Johan Grimsgaard-Ofstad, un universitaire norvégien, probablement exécutés par balles, sont publiées dans le magazine Dabiq avec la mention : « Exécutés après avoir été abandonnés par les nations et les organisations infidèles »,.

## Communication et propagande
À ses débuts, les vidéos produites par l'EI sont de piètre qualité.
À partir de 2013, l'État islamique se distingue des autres groupes djihadistes par son appareil médiatique. Il s'inspire des vidéos de propagande de Anwar al-Awlaqi, principal idéologue d'Al-Qaïda dans la péninsule Arabique (AQPA), qui avant tous les autres djihadistes a commencé à exploiter les réseaux sociaux et internet. L'État islamique franchit cependant une nouvelle étape sur la forme des vidéos, plus que sur le fond, en ayant largement recours aux effets spéciaux d'inspiration hollywoodienne.

### Structure de communication
Les deux principales cellules de communication de l'EI sont Al-Furqan, canal officiel, et Al-Hayat, branche médiatique dédiée au cyberdjihad, mais le groupe dispose également d'autres branches plus locales. Al-Furqan, qui s'occupe de la production des médias, des CD, des DVD, des livres, des posters ainsi que des communiqués officiels et de la propagande sur Internet s'adjoint en 2013 deux branches supplémentaires : Al-l’tisam Media Foundation, chargée de la vidéo et Ajnad Foundation for media production, spécialisée dans la production de « nasheeds ». La grande majorité de la propagande de l'EI est diffusée par Al-Furqan qui communique en arabe, Al-Hayat se spécialise quant à elle dans la propagande à destination des étrangers, qu'elle traduit en plusieurs langues. Ces cellules diffusent des vidéos de batailles, d'attaques kamikazes, de destructions de lieux de cultes jugés « impies » et d'exécutions de prisonniers de guerre, d'adultères et d'homosexuels, mais aussi des vidéos présentant un contenu plus idyllique, mettant en avant la fraternité entre combattants, l'entraide, la vie facile et la joie régnant au sein de l'EI, des aspects attrayants de la vie au sein de l'EI.
Al-Hayatt emploie plusieurs centaines de professionnels étrangers, qui jouissent d'un statut, de salaires de conditions de vie supérieures à ceux des combattants ; leurs responsables reçoivent le titre d'« émir » et participent aux décisions stratégiques de l'EI au même titre que les autres chefs.
À partir de fin 2014, l'État islamique se dote d'une agence de presse, Amaq. Elle dispose également d'une radio, Al Bayan.

### Vidéos
Ces vidéos sont également utilisées comme une arme psychologique par les djihadistes de l'EI afin de terrifier leurs adversaires. Elles auraient notamment joué un grand rôle lors de la bataille de Mossoul en juin 2014, au cours de laquelle l'armée irakienne, totalement démoralisée, a pris la fuite devant un adversaire pourtant largement inférieur en nombre.
Un des principaux films de l'EI est « Flames of War », diffusé par Al-Hayat en septembre 2014 et long de 55 minutes. Il reprend les codes des superproductions hollywoodiennes, montre des images de combats et d'exécutions et vante la prospérité de l'État islamique. Il s'adresse principalement aux jeunes occidentaux. Al Furqan diffuse également tous les six mois une série appelée « Le tintement des épées », chaque épisode étant long d'environ une heure. Parmi les autres vidéos figurent « What are you waiting for ? » diffusée par Al-Hayat en novembre 2014, où trois djihadistes français brûlent leur passeport et appellent leurs sympathisants à la hijra ou à assassiner des Occidentaux.
Dans « N’en déplaise aux mécréants » réalisée par Al-Hayat en novembre 2014, 18 soldats syriens sont égorgés par 18 djihadistes, dont Jihadi John. Les 18 bourreaux, tous à visage découvert sauf Jihadi John, sont chacun originaires d'un pays différent.

« Plusieurs nationalités sont représentées, non seulement pour montrer que le message transcende les frontières, mais aussi parce que l’impact de la vidéo est décuplé dans chaque pays dont est originaire l’un des bourreaux. En aurait-on autant parlé s’il n’y avait pas eu de Français à l’écran ? Là encore, Al-Hayat montre sa maîtrise des ressorts médiatiques européens. Cette diversité sert aussi des fins de recrutement : il faut que les candidats au djihad puissent s’identifier aux combattants qu’ils voient. En montrant Maxime Hauchard, qui a grandi en Normandie, n’a pas connu la guerre et s’est converti seul derrière son ordinateur, l’EI montre que n’importe qui peut le faire. »

— David Thomson
Dans cette même vidéo, la tête tranchée de Peter Kassig est également montrée aux pieds de Jihadi John qui cherche à provoquer les pays occidentaux et déclare : « Nous voilà en train d’enterrer le premier croisé américain à Dabiq. Et nous attendons avec impatience l’arrivée de vos autres soldats pour qu’ils soient égorgés et enterrés ici même ». Symboliquement, les djihadistes enterrent le corps de Peter Kassig à Dabiq, lieu de la bataille de Marj Dabiq en 1516 qui avait marqué l'abolition du califat des Abbassides d'Égypte,,,,.
Avec l'intervention de la coalition, les djihadistes de l'EI sont galvanisés et sont alors convaincus que la prophétie de Dabiq va se réaliser et qu'une grande bataille finale dans ce village va se terminer par la défaite des « Romains » et le début de l'Apocalypse.

« Dabiq est un village situé au nord d'Alep, près de la frontière turque, et qui, d'après plusieurs hadîths, sera le site d'une ultime bataille avant le Jugement dernier dans le cadre d'une guerre de civilisations où les musulmans vaincront définitivement les armées des chrétiens. Byzance, puis Rome, seront alors conquises. »

— Pierre-Jean Luizard

« Dans ce film le masque tombe et le double discours est révélé : ce que cherche l'État islamique, ce n'est pas à obtenir la fin des interventions militaires occidentales, mais au contraire à les provoquer. Cette fois-ci Jihadi John, comme il a été surnommé, invite presque l'armée américaine et prévient qu'elle trouvera à Dabiq sa fin. »

— Nicolas Hénin
Du 18 septembre 2014 au 9 février 2015, Al-Furqan et Al Hayat diffusent une série de huit reportages, appelée Lend Me Your Ears (littéralement « prêtez moi vos oreilles » ou « accordez moi votre attention »), dans laquelle l'otage britannique John Cantlie est mis en scène. Dans la première vidéo Cantlie est vêtu comme les autres otages d'une combinaison orange (en référence aux costumes des prisonniers du camp de Guantánamo), il explique qu'il est forcé de faire cette vidéo, première d'une longue série où il exposera les points de vue du « califat ». Par la suite, il apparaît vêtu d'habits civils et joue le rôle d'un envoyé spécial pour une chaîne de télévision, dans plusieurs villes de Syrie et d'Irak il interviewe notamment des membres de l'État islamique et dément les affirmations des gouvernements et des médias occidentaux,,. Pour David Thomson, « Cantlie est menacé d’exécution, mais il parle de façon naturelle, à tel point que le spectateur se demande s’il agit vraiment sous la contrainte. C’est peut-être une stratégie futée de sa part pour sauver sa peau, puisque les partisans de l’EI s’attachent à lui, ce qui rend délicate son exécution ».
Par la suite l'État islamique réalise des nouvelles vidéos allant toujours plus loin dans la violence En juin 2015, seize « espions » irakiens sont exécutés dans la Province de Ninive par diverses méthodes ; cinq sont enfermés dans une cage et noyés dans une piscine, quatre sont enfermés dans une voiture qui est détruite par un tir de lance-roquette et sept sont décapités par l'explosion d'un câble relié à leurs têtes. En octobre, un tankiste de l'armée syrienne est mis à mort en étant écrasé sous un char.

### Diffusion
La diffusion des vidéos produites est l'un des aspects-clefs de la communication de l'EI. Après que leur sortie soit généralement annoncée sur Twitter, et postée sur de multiples plateformes, les sympathisants de l'EI les partagent sur les réseaux sociaux ou sur les sites collaboratifs qu'ils ont infiltrés.

### Magazines
En juillet 2014, Al-Hayat publie pour la première fois un magazine de propagande appelé Dabiq, publié en anglais sur internet. En décembre 2014, l'EI lance la traduction en français intitulée Dar Al-islam, du magazine Dabiq. Fin mai 2015, la version russe est publiée : Istok (« Source »). Le 29 mai 2015, « jour de la date d’anniversaire de la conquête de Constantinople par les Ottomans, le 29 mai 1453, fêté en grande pompe en Turquie », l'EI lance un magazine mensuel en langue turque, Konstantiniyye, dont les propos pacifiés appellent à « s’emparer de la cité d’Istanbul par une action spirituelle » car ne reconnaissant pas la prise de la ville par le sultan Mehmet II en 1453 et appelle à une « vraie » conquête de Constantinople, « sans guerre ni sang ». « Dans un article intitulé « Immigration », l’organisation enjoint formellement aux musulmans de Turquie de gagner les territoires du califat », l'objectif étant de recruter des personnes qualifiées (ingénieurs, enseignants, soldats).

### Cyberdjihadisme
En décembre 2015, Der Spiegel révèle que l'EI utilise essentiellement des connexions à internet par satellite, les infrastructures de télécommunication ayant été détruites sur son territoire. L'enquête du journal allemand affirme que des sociétés européennes, dont le groupe français Eutelsat, l'opérateur luxembourgeois SES et le Britannique Avanti, fournissent sciemment un accès internet via satellite à l'État islamique. Ces entreprises démentent et affirment notamment toutes ne pas être en contact avec les clients en bout de chaîne,.
Selon une étude du CTC Sentinel, la revue du Combating Terrorism Center (en), publiée en 2019, les compétences de l'État islamique dans la mise en œuvre de cyberattaques sont cependant peu pointues.

## Controverse sur le nom: État islamique ou Daech
L'acronyme « Daech » apparaît pendant la guerre civile syrienne et est employé pour la première fois par des opposants syriens sur la chaîne de télévision saoudienne Al-Arabiya. Ce mot est en revanche rejeté par les membres de l'État islamique. Selon le journaliste de France 24 Wassim Nasr, spécialiste du djihadisme, cette appellation est ensuite institutionnalisée par d'autres chaînes arabes car elle occulte les termes « État » et « islamique » et possède une connotation péjorative, car Daech ressemble au mot arabe daes (« celui qui écrase du pied ») et dahes (« celui qui sonne la discorde ») en référence à la guerre de Dahis et El Ghabra,. Il estime également que « l'emploi de l'acronyme arabe « Daech » pour désigner l'État islamique risque d’être contre-productif et se retourner contre ses inventeurs ».
À partir de l'été 2014, certains États refusent de qualifier le mouvement d'« État islamique », lui déniant ainsi la dénomination d'État et tout caractère islamique. Les États-Unis continuent d'utiliser les acronymes ISIS ou ISIL. En septembre, le gouvernement français est le premier à adopter le terme de « Daech » (translittération française) ou « Daesh » (translittération anglaise) pour qualifier l'EI,,,. Laurent Fabius, ministre français des Affaires étrangères, déclare le 18 septembre à l'Assemblée nationale : « Je vous demande de ne plus utiliser le terme d'État islamique, car cela occasionne une confusion entre islam, islamistes et musulmans. Il s'agit de ce que les Arabes appellent Daech et que j'appellerai pour ma part les égorgeurs de Daech ». En juin 2015, David Cameron, Premier ministre britannique, demande aux médias de son pays de ne plus parler d'« Islamic state » mais plutôt d'« ISIL » (qui signifie Islamic State of Iraq and the Levant) ou « so-called Islamic state » (le soi-disant État islamique) car « ce n'est pas un État islamique. Ce que c'est, c'est un effroyable régime barbare. C'est une perversion de l'Islam ». Une lettre signée par 120 députés britanniques est adressée à la BBC pour lui demander de cesser d'utiliser le terme d'« État islamique » et de lui préférer celui de « Daech », la BBC refuse, avançant son impartialité,. Après les attentats du 13 novembre 2015 en France, le secrétaire d'État américain John Kerry utilise l'acronyme « Daech », qu'il avait occasionnellement employé au cours de l'année précédente. Le gouvernement canadien utilise officiellement la dénomination « État islamique », qu'il considère comme « entité » terroriste susceptible de voir ses biens saisis, bloqués ou confisqués.
L'universitaire Mathieu Guidère, agrégé d'arabe, déclare en août 2014 : « Cet État islamique n’est pas un État et il n’est pas islamique. Pour des médias et des politiques, continuer à l’appeler ainsi revient à participer à une vaste usurpation d’identité. La seule manière à laquelle je puisse penser pour désigner, correctement, objectivement, ce groupe serait juste l’organisation al-Baghdadi ».
Cependant pour le chercheur Romain Caillet : « L'acronyme Daech est un terme impropre et péjoratif, utilisé par les opposants à l'État islamique. L'expression a été popularisée par le média Al Arabiya. La chaîne qatarie Al Jazeera n'utilise d'ailleurs plus ce terme. Si, en langue arabe, il peut y avoir une légitimité à l'employer, son utilisation en français est clairement idéologique ».
Michèle Léridon, membre du Conseil supérieur de l'audiovisuel (CSA), à l'époque directrice de l'information de l'Agence France-Presse (AFP), explique sur son blog en septembre 2014 que son agence de presse a décidé de ne plus employer l'expression « État islamique » et de lui préférer celui de « organisation État islamique » ou « groupe État islamique ». Ceci pour deux raisons : « Un, il ne s’agit pas d’un véritable Etat, avec des frontières et une reconnaissance internationale. Et deux, pour de nombreux musulmans, les valeurs dont se réclame cette organisation ne sont en rien islamiques ». Le terme de « Daech », jugé peu compréhensible, n'est pas non plus retenu. Le journal français Le Point a décidé pour sa part de parler d'« organisation État islamique » mais pas de « Daech » afin de ne pas « servir la propagande des djihadistes tout en conservant notre objectivité de journaliste ». À partir de septembre 2014, le mensuel français Le Monde diplomatique décide d'adopter la dénomination d'Organisation de l’État islamique (OEI), « parce que l’on n’a pas affaire à un État ». La chaîne de télévision qatarie, Al Jazeera, préfère pour sa part parler d'« organisation de l'État » (en arabe تنظيم الدولة, tandhim ad-dawla). Il n'y a donc pas de nom précis, le choix le plus simple se situe entre « État islamique » et « Daech ».

## Réception dans l'opinion internationale
En juillet 2014, un sondage est effectué à la demande de l'agence de presse officielle russe Rossiya Segodnya par ICM Research (en) au Royaume-Uni, en France et en Allemagne. La question suivante est posée à 3 007 personnes, dont 1 000 au Royaume-Uni, 1 006 en France, 1 001 en Allemagne : « De ce que vous connaissez, dites-nous si vous avez une opinion très favorable, assez favorable, assez défavorable ou très défavorable de l’État islamique en Irak et au Levant, aussi connu sous le nom d'Isis ».
- Au Royaume-Uni, 2 % des personnes interrogées déclaraient avoir une opinion très favorable de l'EI, 5 % assez favorable, 20 % assez défavorable, 44 % très opposée, 29 % ne connaissant pas le groupe[765].
- En France, 3 % des personnes interrogées déclaraient avoir une opinion très favorable de l'EI, 13 % assez favorable, 31 % assez défavorable, 31 % très opposée, 23 % ne connaissant pas le groupe. En outre, selon ce même sondage, 27 % des 18-24 ans avaient une opinion favorable (c.à.d. très favorable ou assez favorable) de l'EI[765].
- En Allemagne, 0 % des personnes interrogées déclaraient avoir une opinion très favorable de l'EI, 2 % assez favorable, 28 % assez défavorable, 54 % très opposée, 16 % ne connaissant pas le groupe[765].

En octobre 2014, un sondage mené au Royaume-Uni auprès de 2 000 personnes, leur demande de classer sur une échelle allant de 1 à 10 différents pays ou organisations terroristes, en fonction des sentiments « chaleureux et favorables » qu'elles leur portent. Ce sondage révélait que 14 % des adultes de moins de 25 ans et 12 % des adultes de moins de 35 ans, avaient des « sentiments chaleureux » à l'égard de l'État islamique, en lui attribuant une note entre 6 et 10. Dans cette même tranche d'âge des 18-34 ans, 5,2 % lui donnaient la note 9 ou 10.
Bien que globalement 88 % de la population lui donne une faible note, les universitaires préviennent que l'État islamique surfe sur une vague de sentiments antipolitiques auprès des jeunes adultes britanniques de moins de 35 ans, qui voient du « courage » chez les djihadistes.
En décembre 2014, sont publiés les résultats d'une étude réalisée par l'université de Milan, entre le 1er juillet et le 22 octobre 2014. Cette étude analysait le contenu de plus de deux millions de messages arabophones, postés sur les réseaux sociaux, blogs et forums, à travers le monde.
La Belgique était ainsi le pays européen d'où se déploierait sur Internet la plus importante propagande en faveur de l'État islamique, avec 31 % de messages favorables à cette organisation.
Parmi les autres pays étudiés, seuls le Pakistan et le Qatar présentaient un pourcentage plus élevé, avec respectivement 35,1 % et 47,6 %. La France comptait quant à elle 20 % de messages favorables à l'État islamique, tandis que la Syrie en comptait 7,6 % et l'Irak 19,7 %.
À la suite des victoires de l'État islamique à Ramadi et à Palmyre, le programme « directions opposées » (Al itidjah al mouaakis) d'Al Jazeera demande le 22 mai 2015 à son public sur les médias sociaux s'il « soutient les victoires de l'État islamique en Irak et en Syrie », ce à quoi il répond « oui » à plus de 81 %.
Selon une étude de The Clarion Project publiée en juin 2015, 85 % des habitants du monde arabe ont une opinion négative de l'État islamique et 4 % une opinion positive, ce qui représenterait 8,5 à 42 millions de sympathisants. Par pays, selon divers sondages, 2 à 6 % des Irakiens, 17 à 27 % des Syriens, 4 à 20 % des Palestiniens, 7 % des Tunisiens, 3 à 10 % des Égyptiens, 5 à 10 % des Saoudiens, 13 % des Émiriens, 7 % des Yéménites, 3 à 9 % des Jordaniens, 7 % des Libyens et 1 % des Libanais sunnites auraient une opinion fortement ou en partie positive de l'État islamique.

### Opinion de la population syrienne
En juillet 2015, un sondage commandé par la BBC est mené en Syrie par l'institut international ORB. Il porte sur un échantillon de 1 365 personnes, dont 674 en zone contrôlée par le gouvernement syrien, 430 en zone contrôlée par les rebelles, 170 en zone contrôlée par l’État islamique et 90 en zone contrôlée par les Kurdes. Les résultats sont cependant à prendre avec précaution, les sondés ayant pu orienter leurs réponses par craintes de représailles. À la question : « Que pensez-vous de l'influence de cet acteur (l'État islamique) sur la guerre en Syrie ? » les réponses sont :
| En zone contrôlée par | Complètement positive | Plutôt positive | Plutôt négative | Complètement négative | Ne sait pas |
| --------------------- | --------------------- | --------------- | --------------- | --------------------- | ----------- |
| Gouvernement syrien   | 1 %                   | 4 %             | 28 %            | 66 %                  | 4 %         |
| Les rebelles          | 7 %                   | 21 %            | 33 %            | 36 %                  | 3 %         |
| l'État islamique      | 34 %                  | 37 %            | 13 %            | 8 %                   | 8 %         |
| Les Kurdes            | 3 %                   | 14 %            | 26 %            | 55 %                  | 2 %         |
| Ensemble de la Syrie  | 7 %                   | 14 %            | 28 %            | 48 %                  | 3 %         |

### Oppositions de figures d'autorité musulmanes
La proclamation est rejetée en juillet 2014 par le prédicateur salafiste djihadiste Abou Qatada qui déclare qu'elle est « nulle et non avenue, et sans aucun sens parce qu'elle n'a pas été approuvée par les jihadistes dans d’autres parties du monde. […] Ce groupe n’a pas l’autorité pour diriger tous les musulmans et sa déclaration n’engage que lui ». Abou Mohammed al-Maqdisi, le principal idéologue d'al-Qaïda, dénonce également la proclamation du califat.
Enfin, le 4 juillet 2014, Youssef al-Qaradâwî, président de l'Union internationale des savants musulmans (oulémas), membre de la confrérie des Frères musulmans ainsi que du Conseil européen pour la fatwa et la recherche, déclare que l'État islamique « viole la charia ». Selon lui, le titre du calife doit être « accordé par la nation musulmane entière » et « un groupe connu par ses atrocités et ses vues radicales ne sert pas le projet islamique ».
Le 19 août 2014, Abdul Aziz ibn Abdillah Ali ash-Shaykh, Grand Mufti de l'Arabie saoudite dénonce « les idées d’extrémisme, de radicalisme et de terrorisme » des djihadistes de l'État islamique et déclare que ces derniers sont « l'ennemi numéro un de l’islam ». Il estime par ailleurs que « les musulmans sont les principales victimes » de leurs exactions.
En octobre 2014, une centaine d'érudits musulmans écrivent une lettre ouverte à Abou Bakr al-Baghdadi et accusent son organisation d'avoir « sali l'islam ».
En septembre 2015, une fatwa est lancée contre Daech par un millier de musulmans indiens pour dénoncer des « agissements inhumains et non-islamiques ». Le texte a été rédigé par Mohammed Mauzar Hasan Ashrafi Misbahi, chef religieux de Mumbai (Bombay), et signé par des imams (dont celui de la mosquée Jama Masjid à New-Delhi), ainsi que par des dirigeants d'institutions éducatives et de groupes civiques, qui qualifient les actes de l'État islamique comme « allant contre les principes de l'islam, qui n'autorise même pas le meurtre d'un animal. Il n'autorise pas le meurtre des gens au nom de la religion. Ce qu'ils font aux femmes… L'islam nous apprend à respecter les femmes. Ce que fait Daech abîme l'image de l'islam ».

### Désignation comme organisation terroriste
L'État islamique est notamment classé comme une organisation terroriste par l'ONU, Israël, l'Arabie saoudite, l'Australie, le Canada, les États-Unis, la France, l'Indonésie, le Royaume-Uni, la Russie, la Tunisie, la Turquie et l'Union européenne.

## Rumeurs et fausses informations sur l'État islamique
Auteur de nombreuses exactions, l'État islamique fait aussi l'objet de fausses informations, parfois nées de la propagande des gouvernements irakien et syrien et reprises par des médias occidentaux.
En 2013 apparaît en Tunisie la rumeur du « djihad sexuel », selon laquelle des centaines de jeunes filles émigreraient en Syrie où elles se prostitueraient à de nombreux combattants de l'EIIL et d'autres groupes djihadistes en étant « mariées » puis « divorcées ». La rumeur naît en décembre 2012 avec un message présenté comme étant un tweet du cheikh salafiste Mohamed Al-Arifi qui autorise « les femmes musulmanes, à partir de 14 ans, à se marier avec un djihadiste pour quelques heures, puis à d'autres djihadistes, afin de renforcer le moral des combattants, et d’ouvrir les portes du paradis ».
Le cheikh Al-Arifi nie rapidement avoir prononcé une telle fatwa, mais la rumeur se répand dans les médias et est relayée par les déclarations devant l'Assemblée nationale constituante du ministre tunisien de l'Intérieur, Lotfi Ben Jeddou le 19 septembre 2013 et par le régime syrien qui fait réaliser des reportages de propagande produisant de faux témoignages.
Mais après contre-enquêtes plusieurs chercheurs et journalistes concluent en 2013 qu'il n'existe aucun témoignage crédible qui accréditerait la réalité d'un « djihad sexuel », d'ailleurs nié par toutes les sources djihadistes et qui ne repose sur aucun fondement religieux,,,.
Pour Human Rights Watch, ces rumeurs s'appuient sur un fait bien réel, la pratique du « mariage provisoire » qui est en fort développement.
En juillet 2014, Jacqueline Badcock, une représentante de l'ONU en Irak, affirme que l'EIIL a ordonné dans une fatwa l'excision de toutes les femmes et jeunes filles de la région de Mossoul. Mais le document sur lequel elle s'appuie se révèle être un faux,,.
Pendant la guerre civile syrienne, plusieurs groupes armés sont soupçonnés d'utiliser du captagon lors des combats, une drogue qui permet d'oublier la douleur et la peur. Des membres de la rébellion et du régime syrien accusent notamment l'EI d'en faire largement usage. Cependant pour Wassim Nasr, journaliste de France 24 spécialiste du djihadisme, l'État islamique ne distribue pas de captagon à ses combattants, tout au plus certains de ses hommes s'en seraient procuré individuellement,,,.
En juillet 2015, selon les déclarations d'un responsable militaire irakien à IraqiNews.com, ensuite reprises par des occidentaux, les djihadistes de l'EI font exploser un bébé orphelin dans un camp d'entraînement près de Sharqat, dans la province de Salah ad-Din. Mais selon le chercheur Romain Caillet et le journaliste Wassim Nasr l'histoire est inventée, ce dernier ajoute d'ailleurs : « Ce genre d'intox tout comme les histoires d'excisions imposées aux femmes et de jihad du sexe finissent par servir l'État Islamique »[source insuffisante]
Selon David Rigoulet-Roze, chercheur associé à l'Institut prospective et sécurité de l'Europe (IPSE) et à l'Institut français d'analyse stratégique (IFAS) : « Quoi qu'il en soit en dépit d'éventuelles erreurs et du détournement de certaines informations sur Internet, il demeure que quand les combattants de l’EIIL commettent des exactions, ils ne s’en cachent pas. Au contraire, ils le revendiquent car cela fait partie de leur stratégie de communication. Ils n’hésitent pas à poster sur les réseaux sociaux des vidéos montrant leurs ennemis décapités et leurs têtes plantées sur des poteaux. C’est le cas notamment des soldats syriens, irakiens, des chiites qui refusent de se convertir. Cela vise à terroriser l’ennemi et à frapper les esprits ».
Une rumeur courante est que Daech est une « organisation d'illettrés ». Or, leurs discours prouvent, par leurs références anciennes nombreuses, une érudition importante de certains membres. L'EI recrute parmi les ingénieurs et personnes ayant suivi des études universitaires supérieures.